# Biserica de lemn din Calna

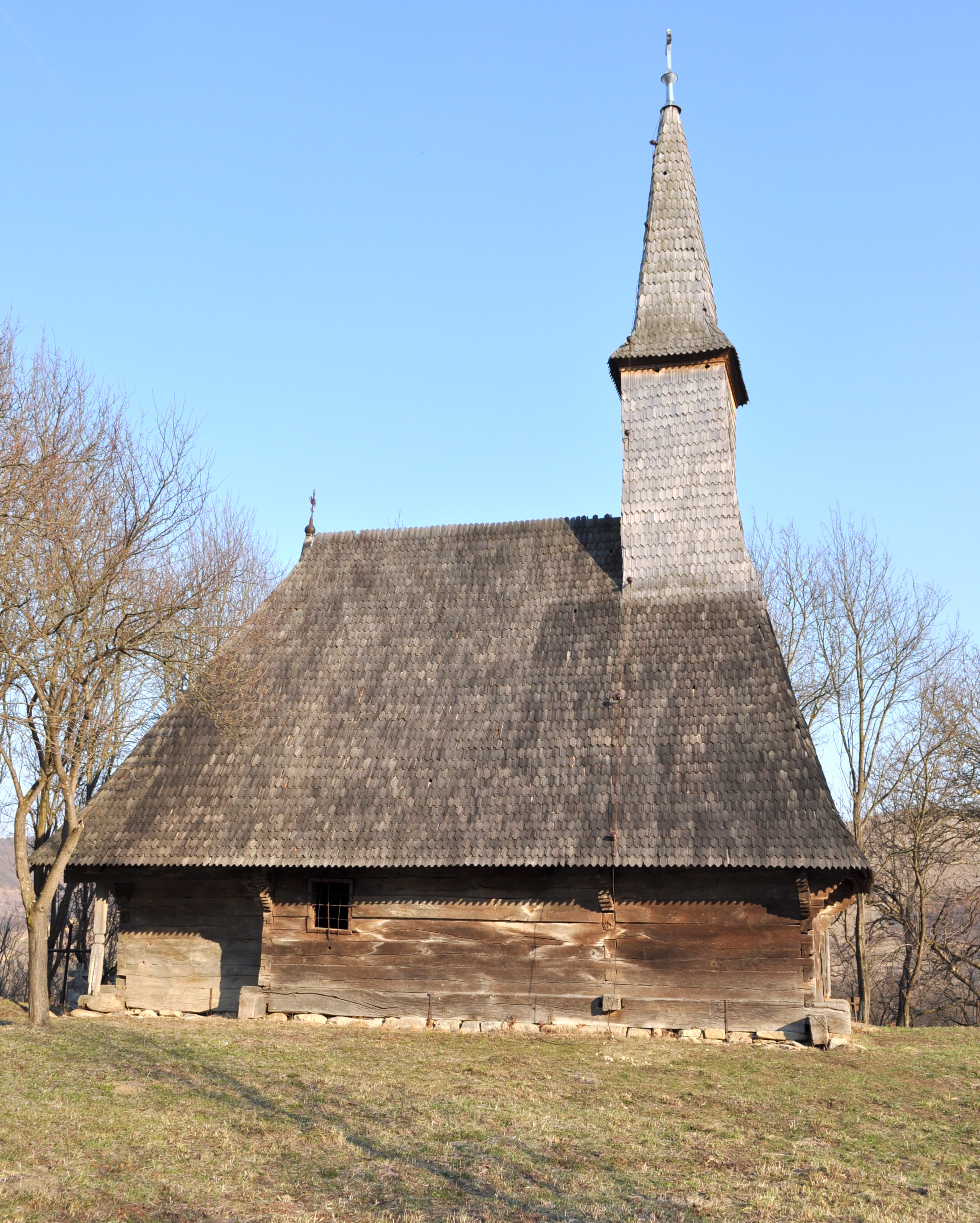
Biserica de lemn „Sfinții Arhangheli Mihail și Gavriil” din Calna, comuna Vad, județul Cluj, foto: martie 2012.

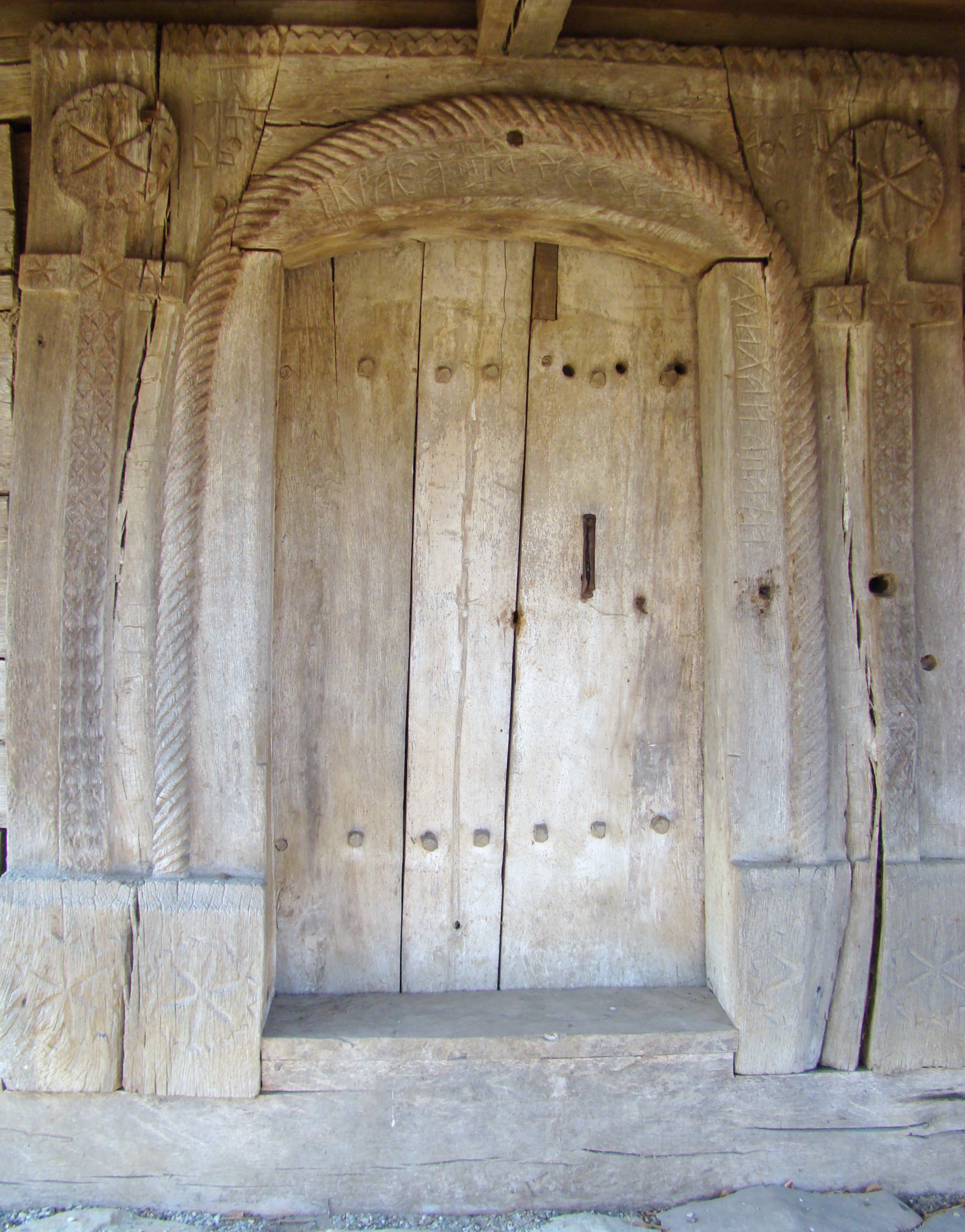
Portalul exterior

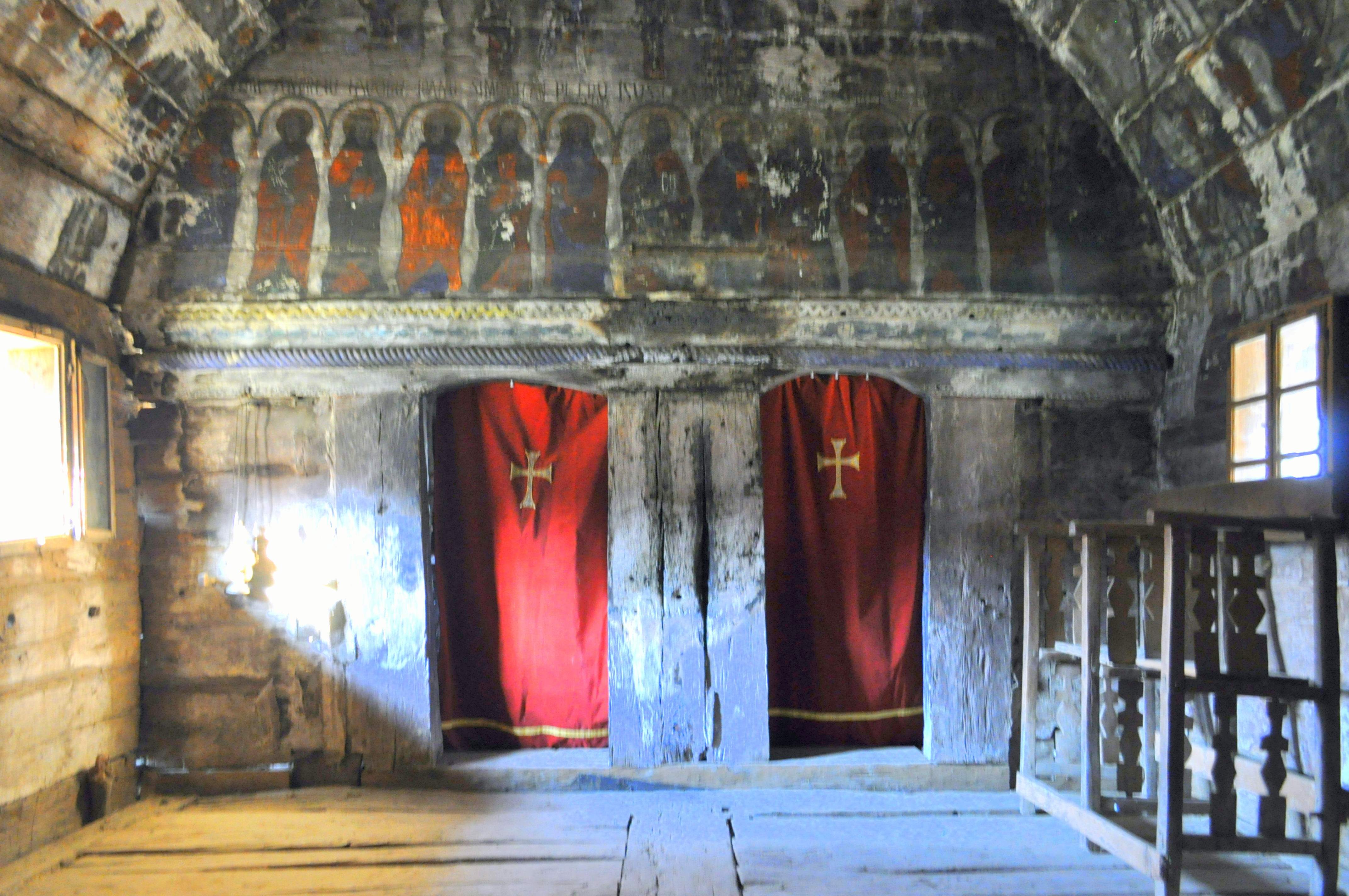
Interiorul navei

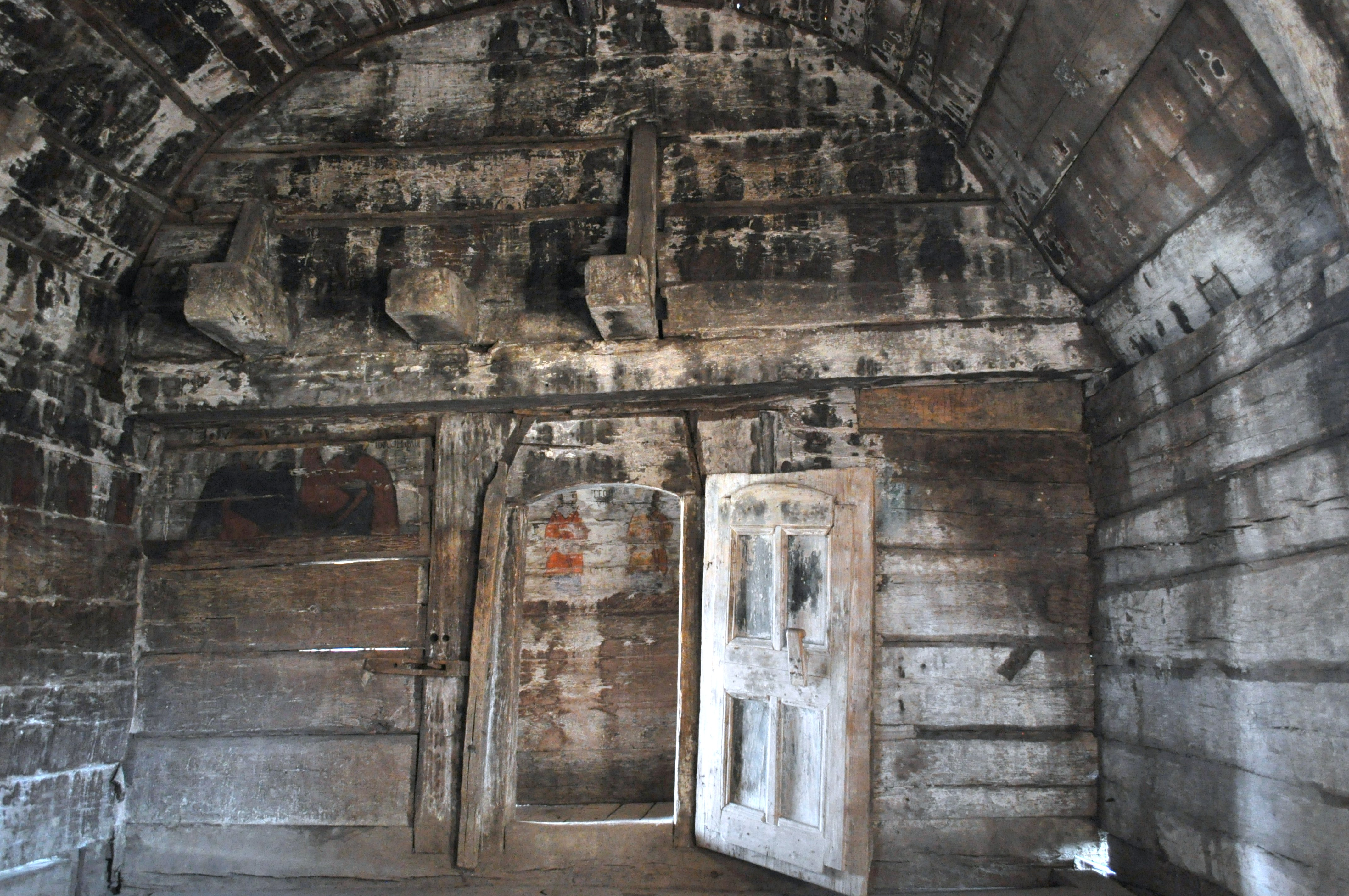
Nava spre ieșire

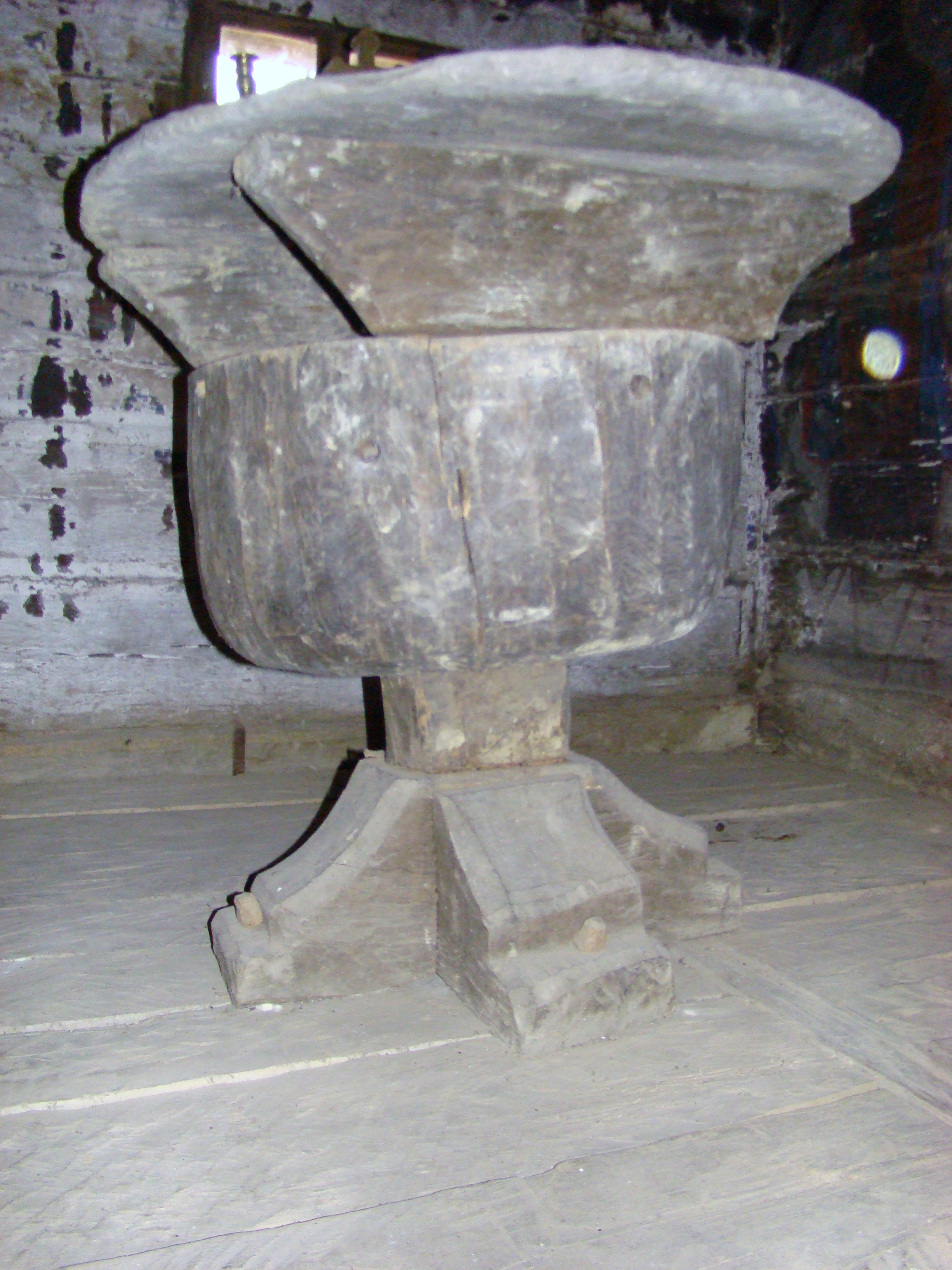
Piciorul mesei altarului

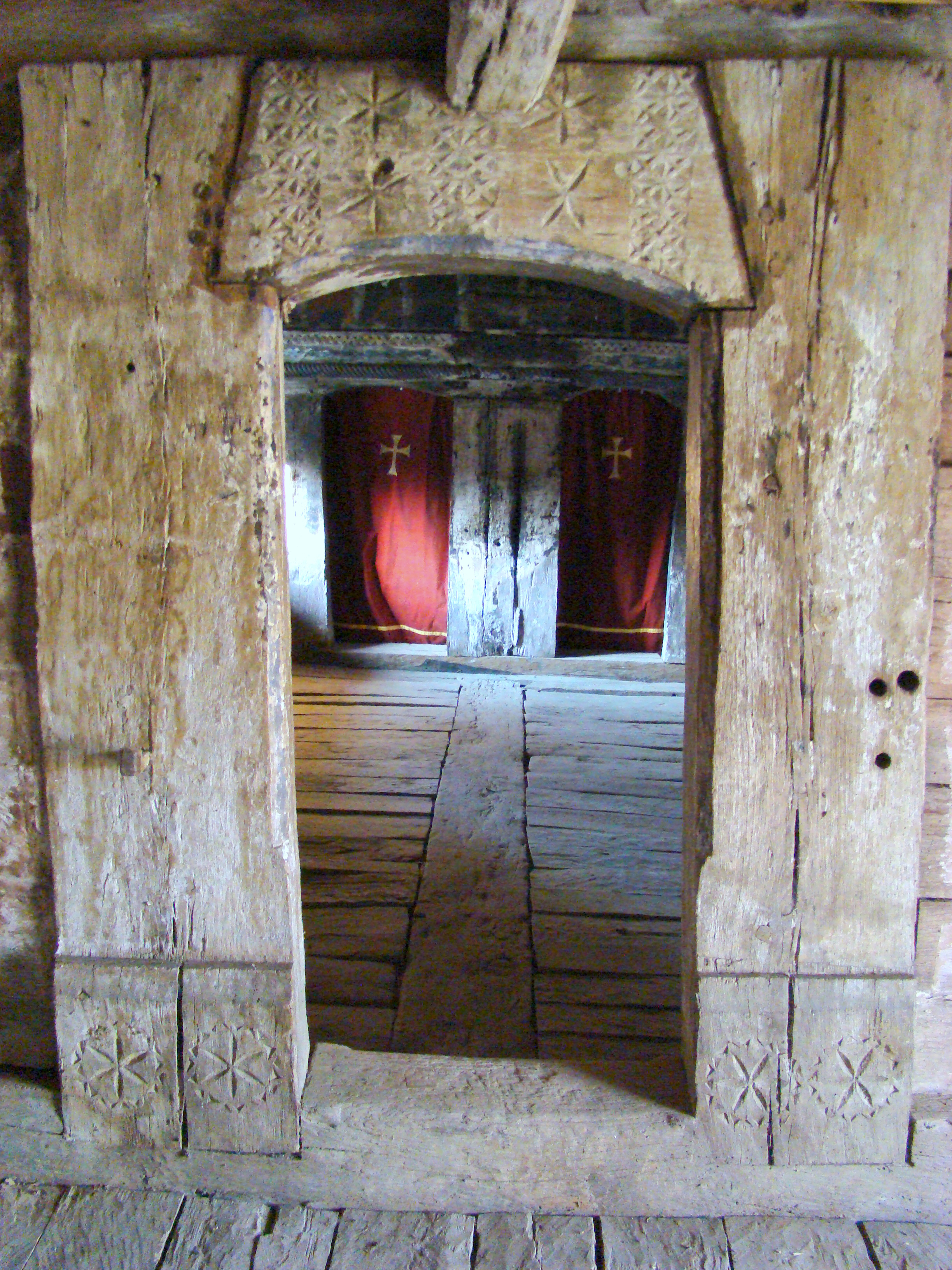
Portalul interior

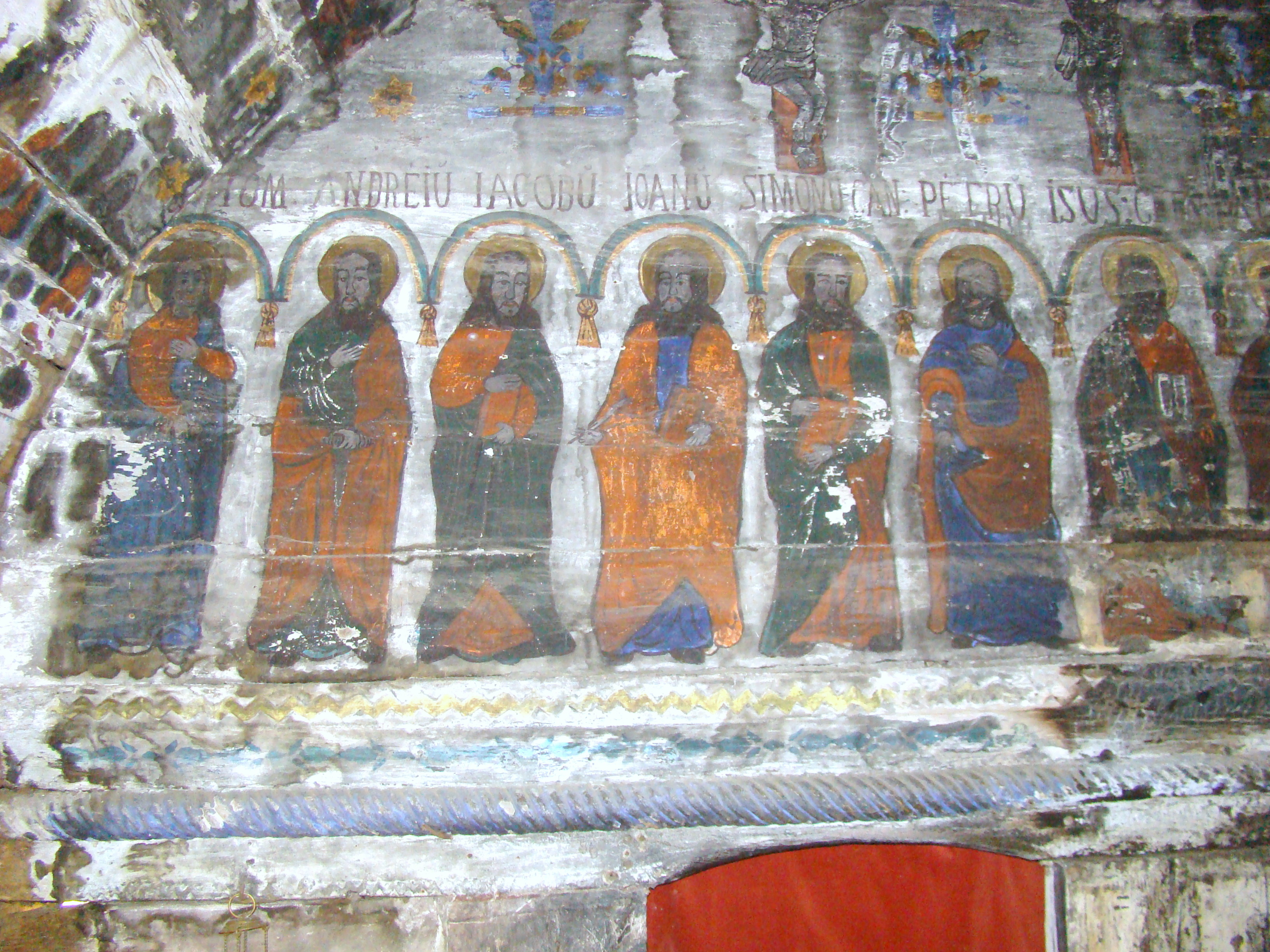
Iconostas, detaliu din friza Apostolilor

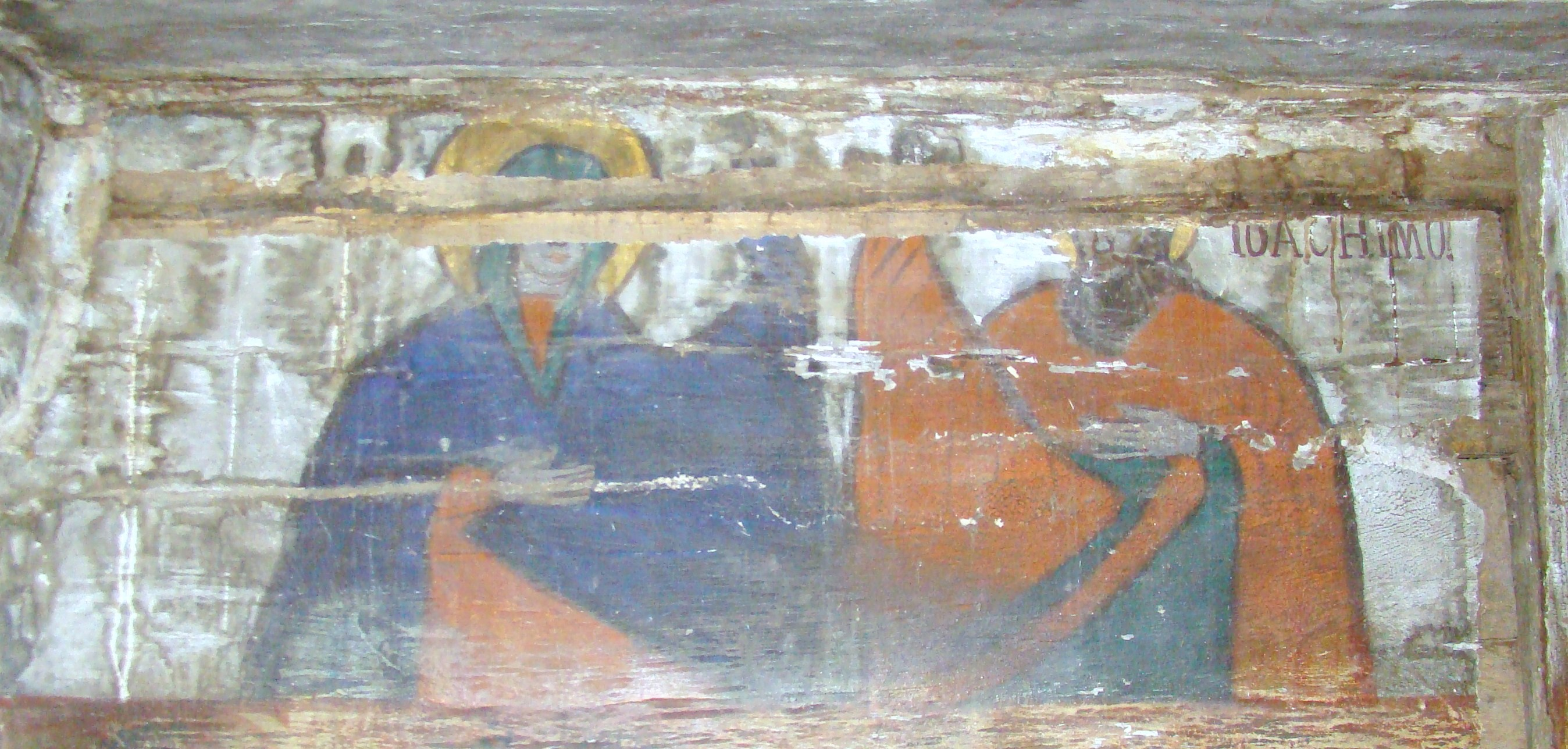
Ana și Ioachim

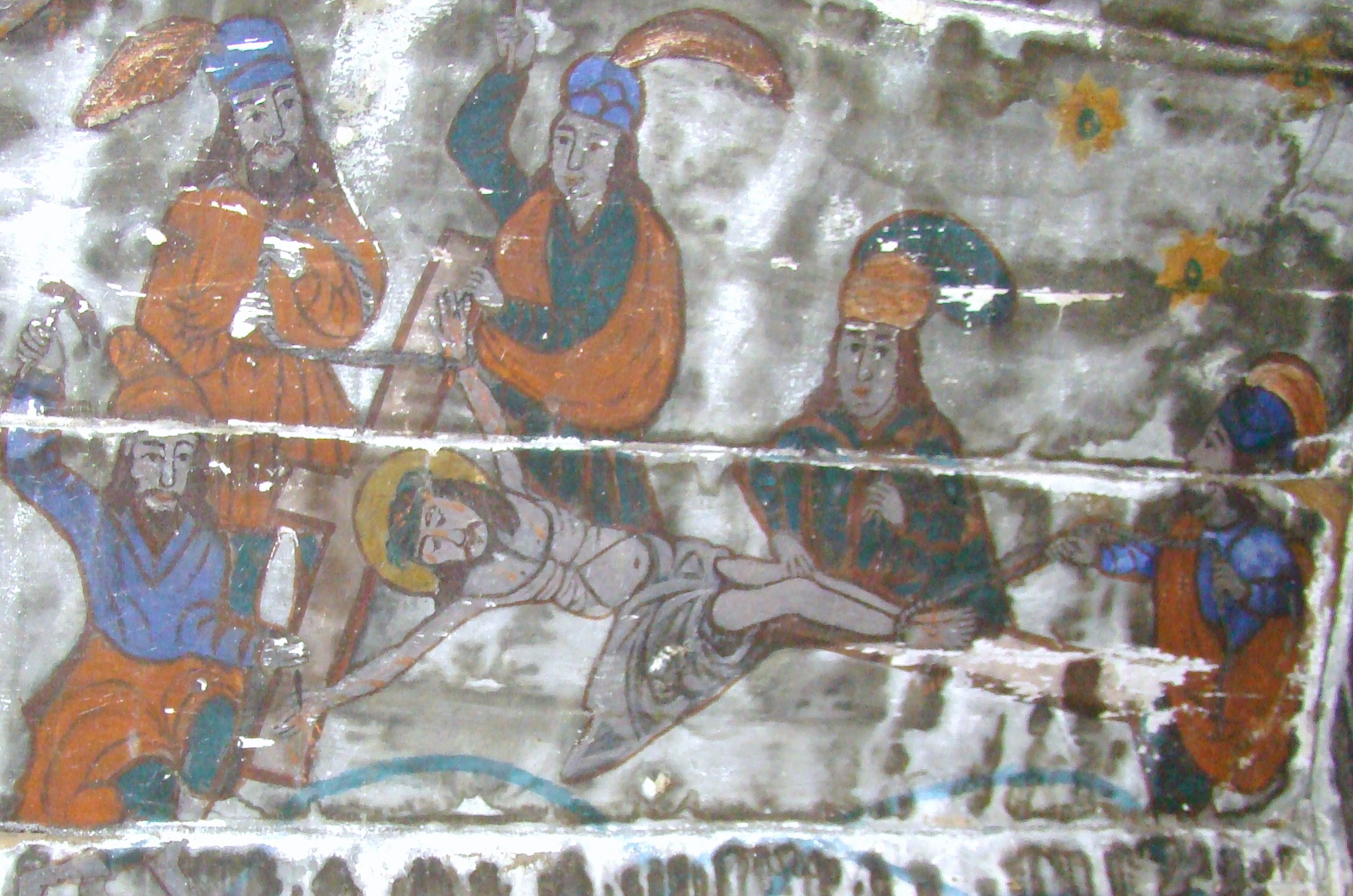
Naos, latura de sud: Punerea pe cruce

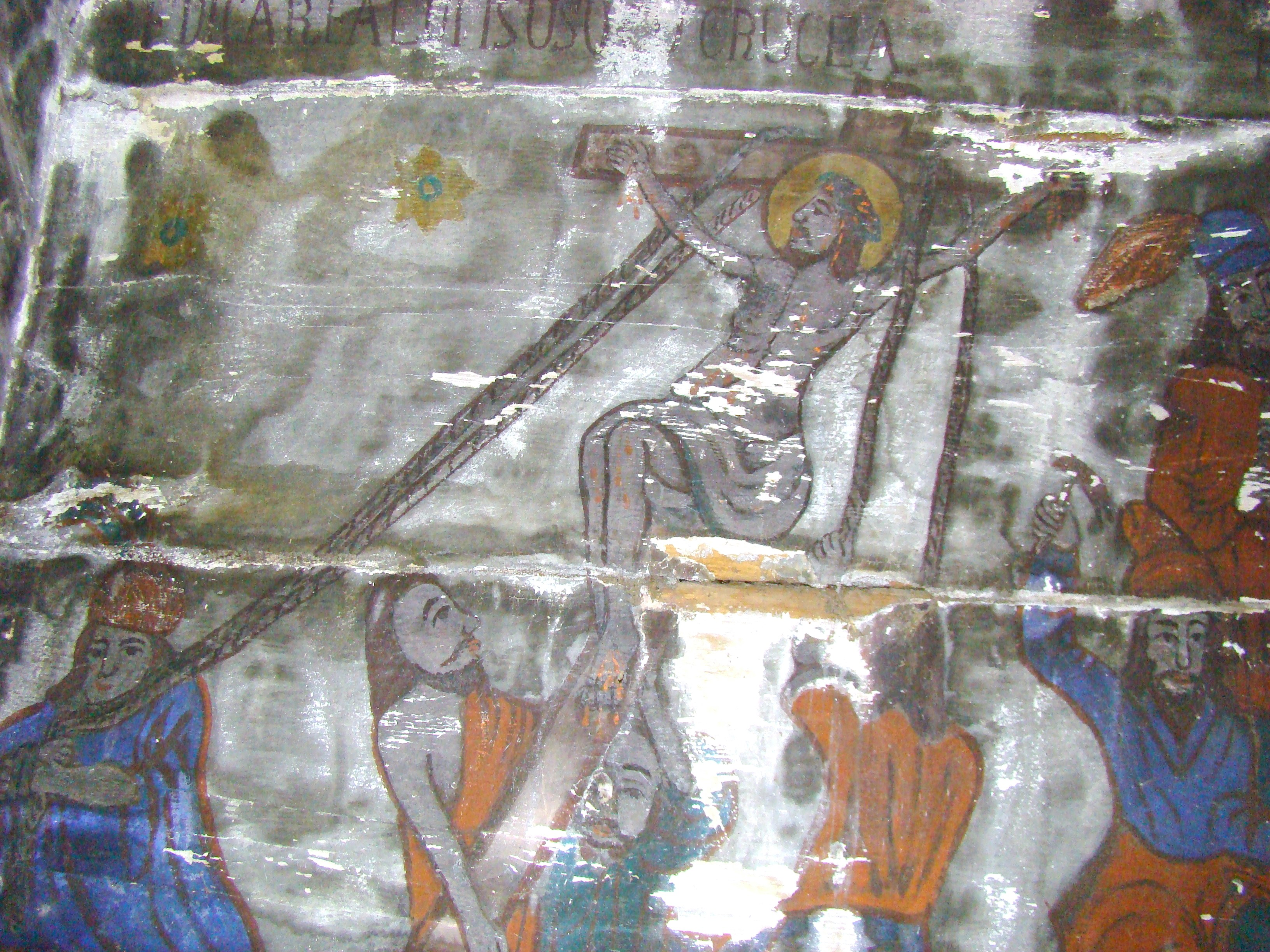
Ridicarea lui Iisus cu Crucea (detaliu)

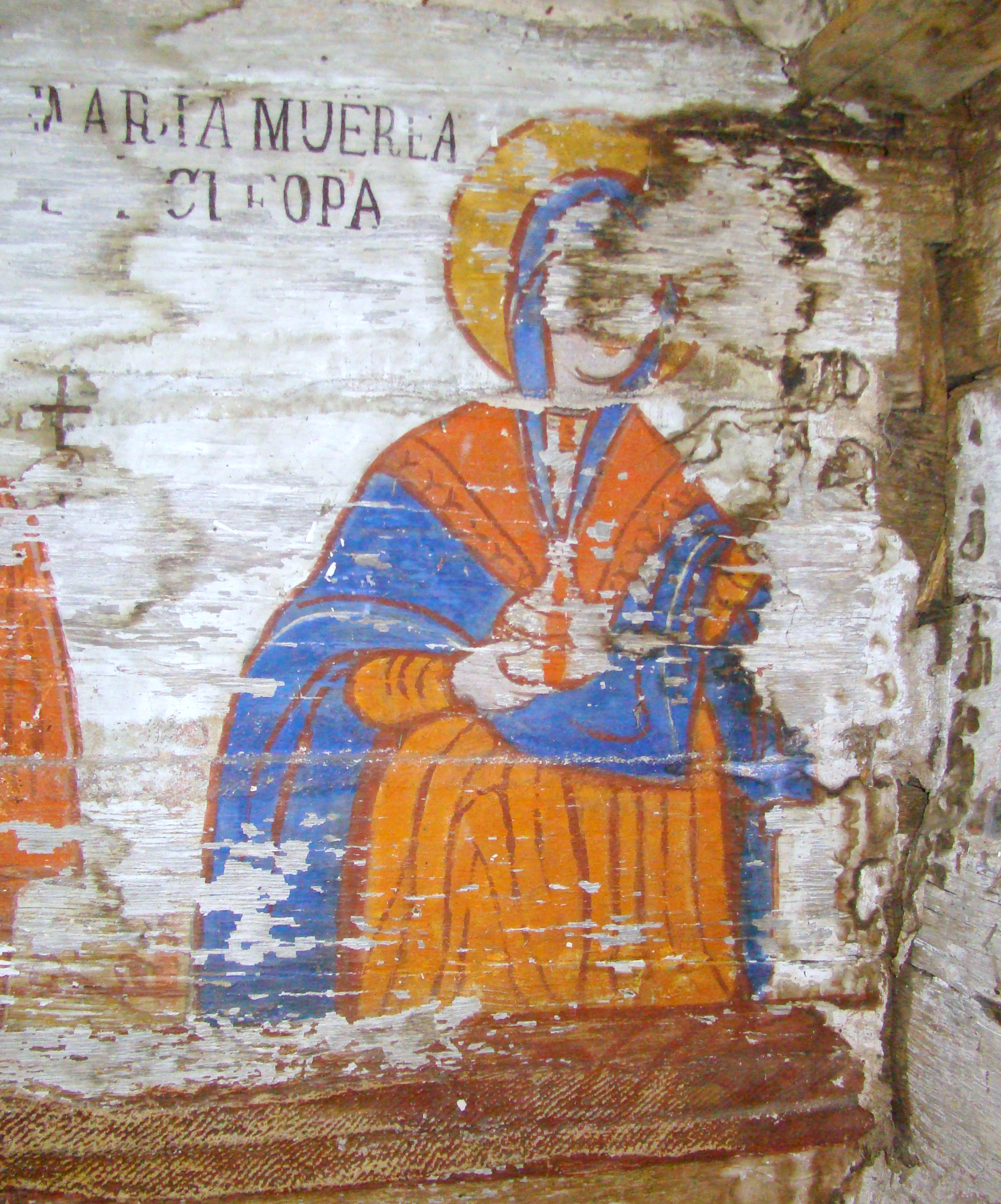
Pronaos: Sfânta, purtătoare de mir, Maria lui Cleopa

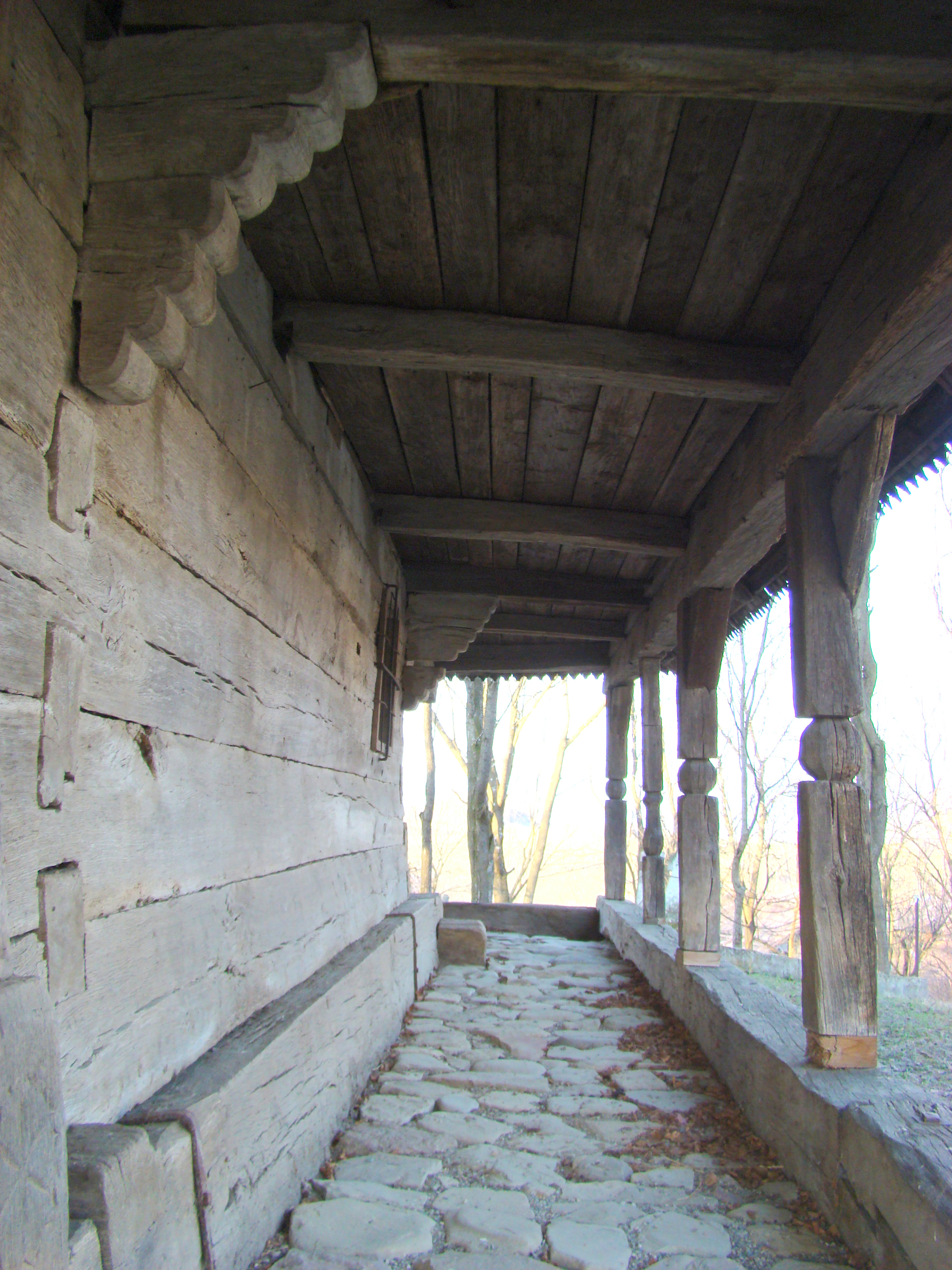
Prispa cu cei șase stâlpi frumos ornamentați

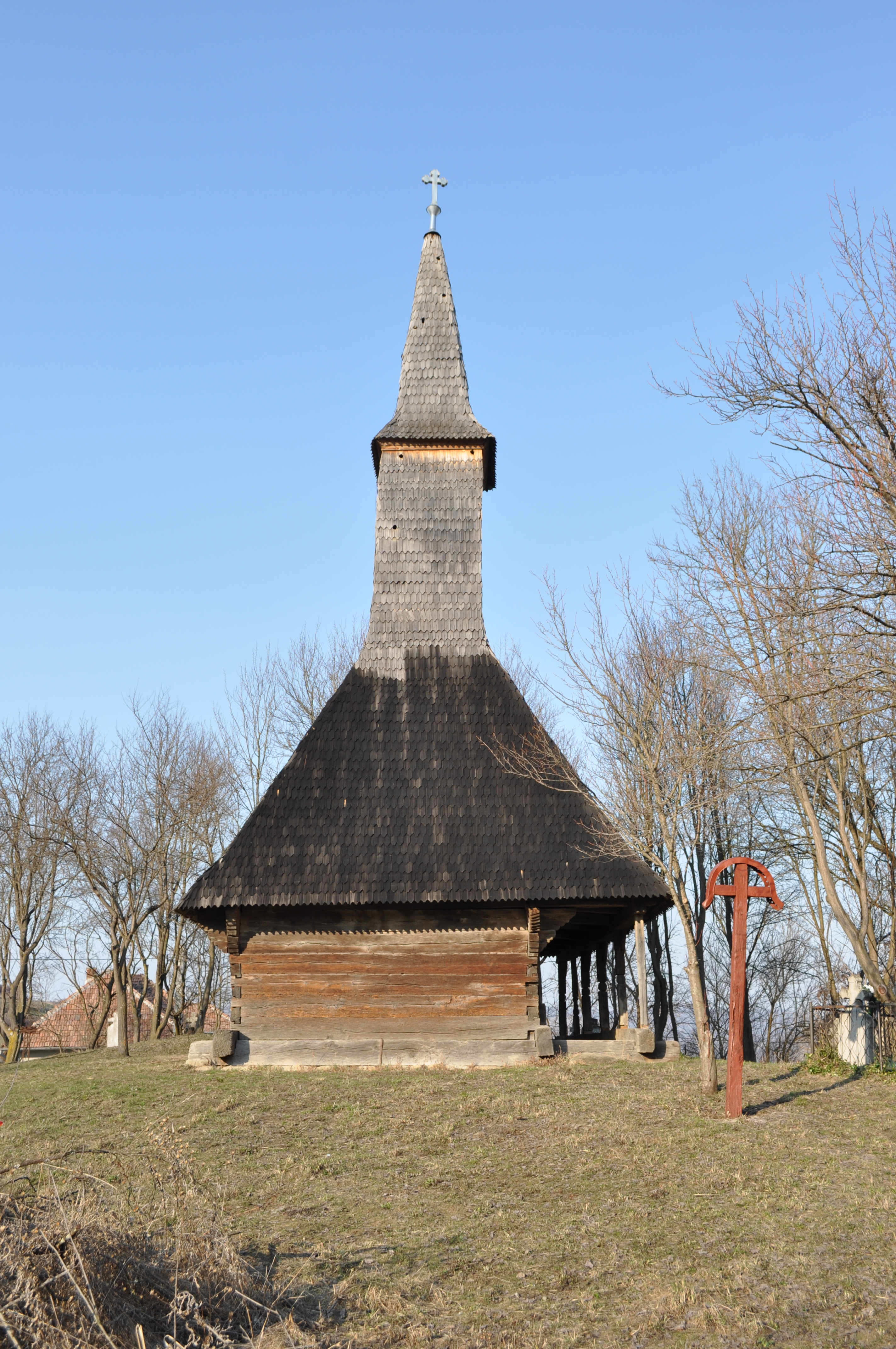
Biserica (vest)

Biserica de lemn din Calna, comuna Vad, județul Cluj, a fost construită în anul 1671 și are hramul „Sfinții Arhangheli Mihail și Gavriil”. Biserica se află pe noua listă a monumentelor istorice sub codul LMI: cod LMI CJ-II-m-B-07542.
Biserica a fost recent renovată și prin strădaniile părintelui Iustin Marchiș, originar din satul Calna.

## Istoric
Prima mențiune documentară a satului: 1325, cu numele Kalna. Biserica de lemn „Sfinții Arhangheli Mihail și Gavriil”, valoros monument istoric, datează din anul 1671. Pe portalul ușii de la intrare a fost incizată inscripția: „văleat 1671 i cra[li]e Arde[a]lu c[r]aiu Mihai Apafi”. Păstrează urme din pictura murală, realizată la o dată necunoscută. A fost restaurată în anul 2000. În anul 1658 satul avea preot, ceea ce presupune existența unui lăcaș de cult anterior.

## Trăsături
Biserica este împărțită în pronaos, naos și altar dreptunghiular, decroșat. Dimensiunile monumentului sunt modeste. Pereții au fost ciopliți din bârne de stejar așezate în cununi orizontale. Capetele grinzilor sunt îmbinate după sistemul de cheotori în coadă de rândunică. Prispa ce se desfășoară pe toată lungimea laturii de miazăzi este sprijinită de șase stâlpi ornamentați cu inele și contrafișe. Intrarea scundă se deschide în peretele sudic al pronaosului. Ușciorii care o încadrează au fost împodobiți cu motivul frânghiei răsucite, sculptate în relief înalt, dar și cu rozete solare, cruci și linii frânte. Turnul-clopotniță, înălțat la capătul vestic al coamei acoperișului, este de forma unei prisme cu secțiunea din plan pătrată. Deasupra foișorului, înzestrat cu două arcade semicirculare pe fiecare latură, se înalță coiful piramidal acoperit cu șindrilă. În interior pronaosul este tăvănit. În peretele ce-l desparte de naos se află o ușă ce are cadrul împodobit cu rozete și linii frânte. Naosul a fost acoperit cu o boltă semicilindrică din scânduri. Două ferestre mici, deschise pe o latură și pe cealaltă, luminează naosul. Bolta altarului e semicilindrică. Pictura bisericii, patinată de vreme, se păstrează doar fragmentar și dovedește intervenții succesive datorate unor zugravi ale căror nume nu le cunoaștem.

## Patrimoniul parohiei
Clopote: unul de 30 de kg, unul de 40 de kg, turnate în 1930 în București.
Icoane: (pe lemn) Maria cu Pruncul, Arhanghelul Mihail, datate sfârșitul secolului al XVIII-lea; (pe sticlă) Sfântul Nicolae.
Cărți: Evanghelie, București, 1723 (acum la Biblioteca Universitară Cluj-Napoca); Evanghelie, Blaj, 1765 (însemnare cu caractere chirilice, autor popa Toma, privind cumpărarea cărții de la feciorul popii Grigore din Calna, în anul 178?, în luna mai; Strastnic, Blaj, 1773; Apostol, Blaj, 1802; Penticostarion, Sibiu, 1805 (însemnare cu caractere chirilice, datată 1808, arată că locuitorii satului Calna au cumpărat această carte și au donat-o bisericii); Minei pe 12 luni, Blaj, 1838 (cumpărat în 1 august 1884 de Ioan Mureșan prin Gavril Chindriș din Ieud); Triod, Blaj, 1890; Molitvelnic, Blaj, 1893 (cumpărat prin Grigore Mureșan pe seama bisericii).

## Biserica nouă
Biserica actuală de zid, cu același hram, a fost construită în anii 1930-1933. În timp biserica a fost reparată (1956-1957), electrificată (1972), retencuită și stropită cu terasit (1996), padimentată, împodobită cu pictură de Ioan Ivăncuș (1997). A fost sfințită de Ep. Dr. Iuliu Hossu și resfințită în 21 iunie 1998 de Ep. Vicar Dr. Irineu Pop Bistrițeanu. 

## Imagini din exterior

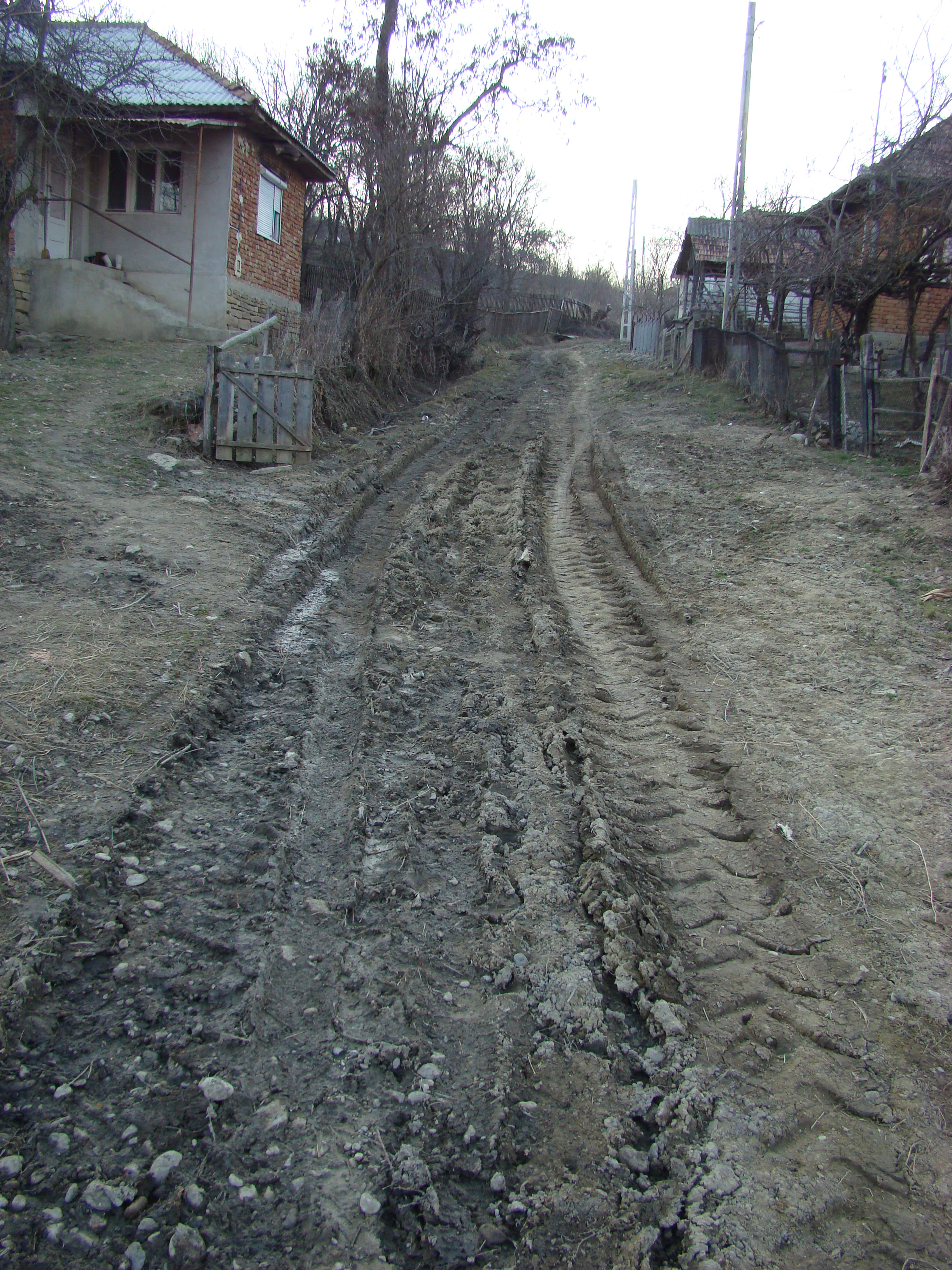
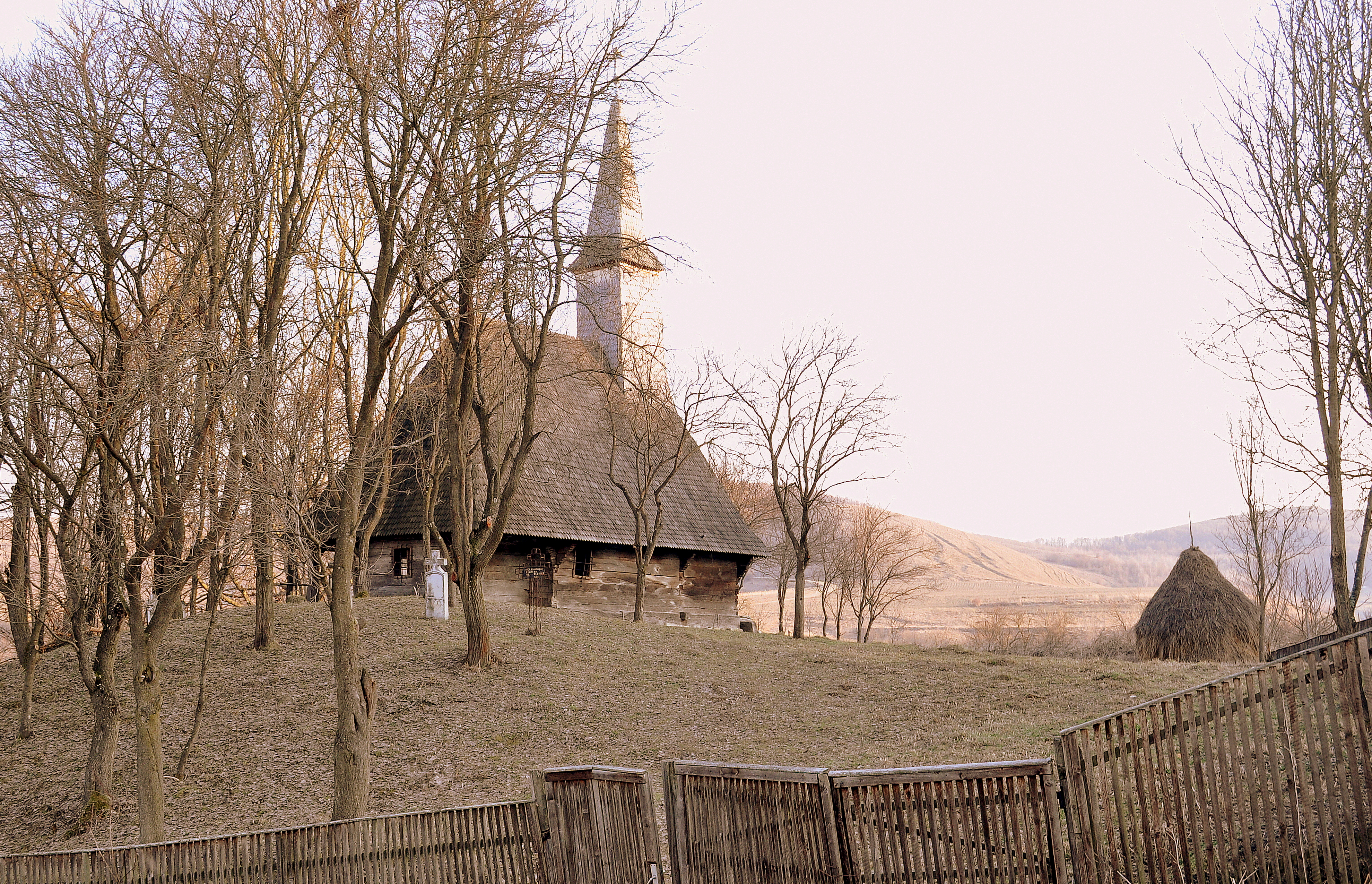
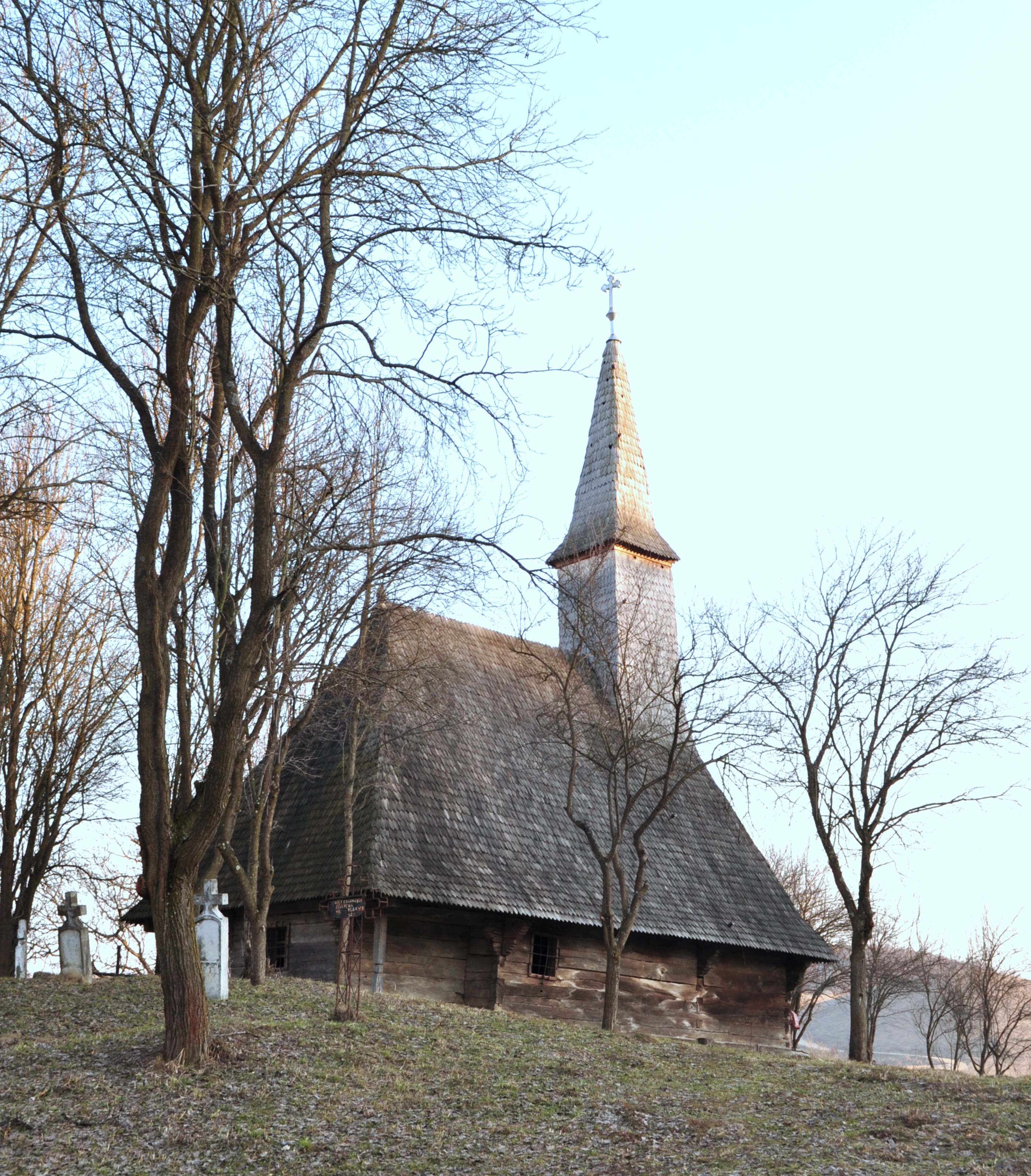
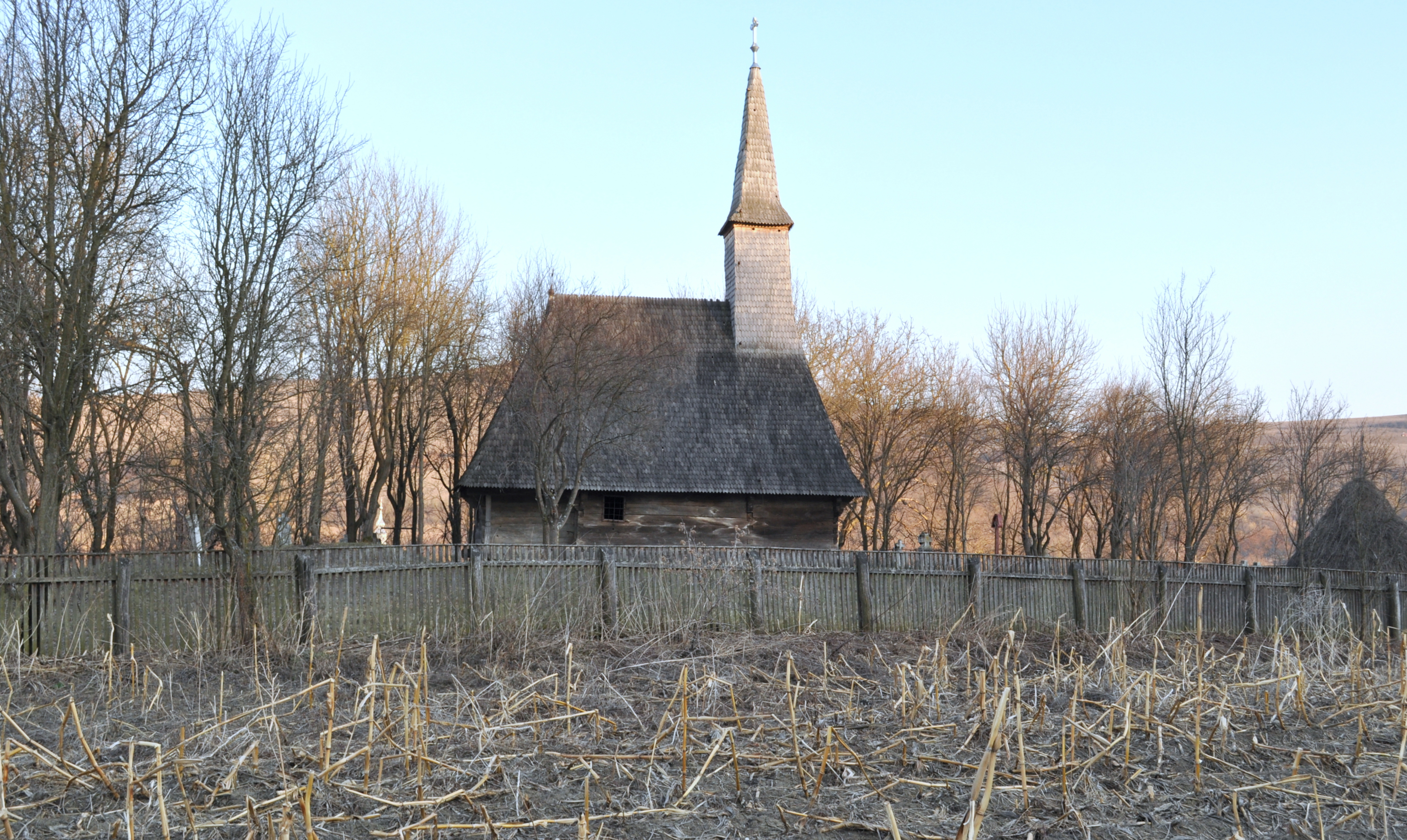
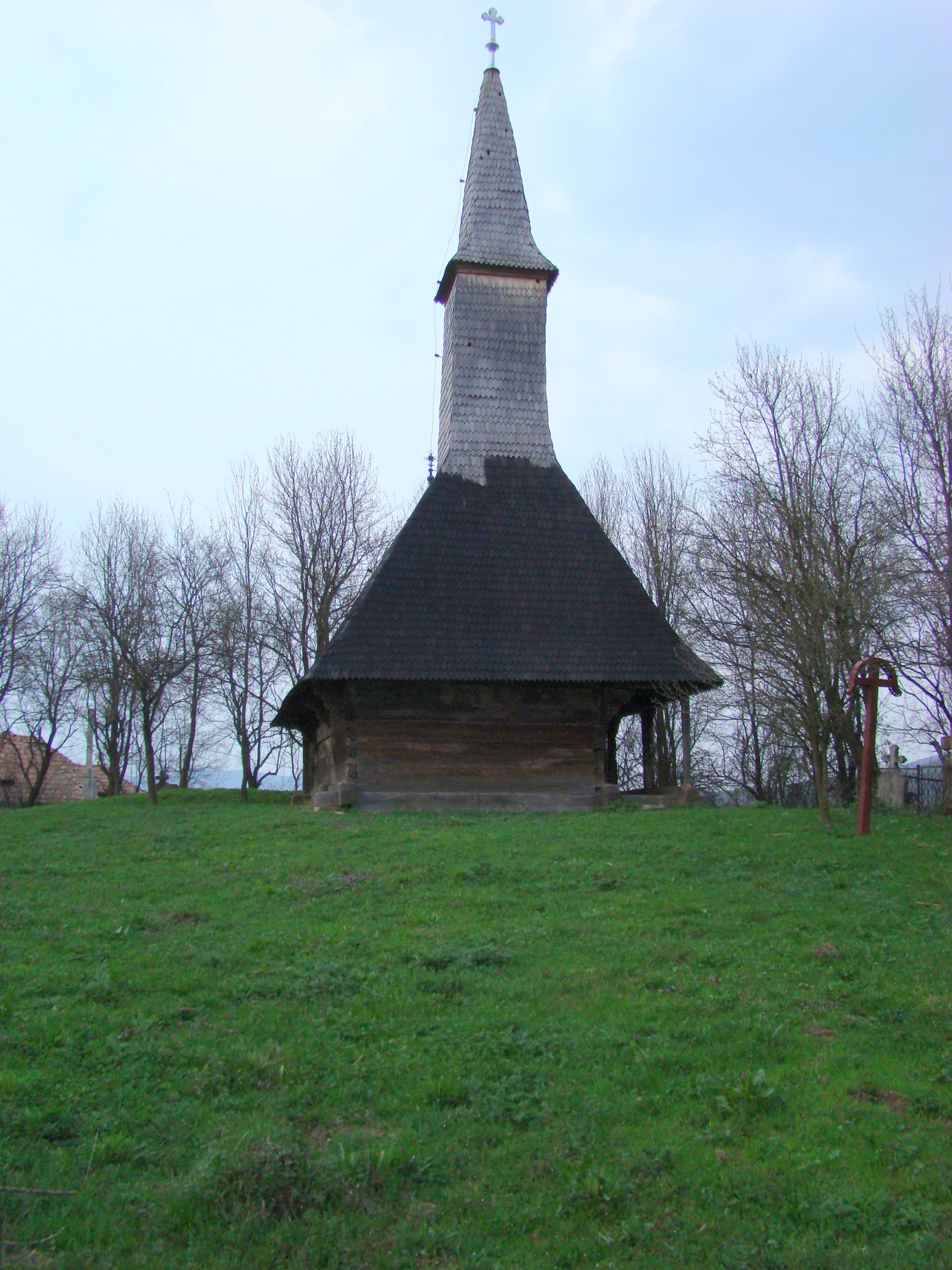
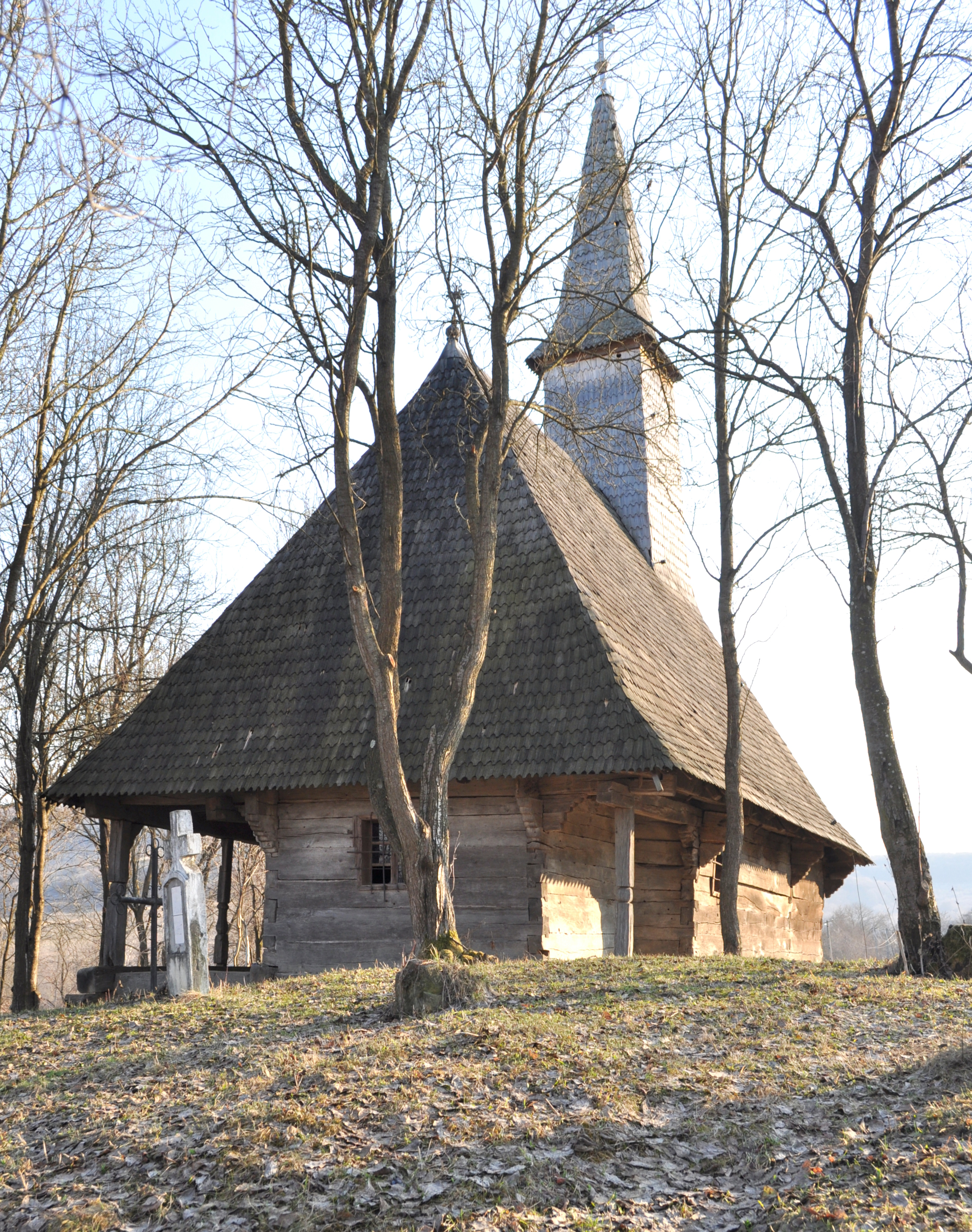
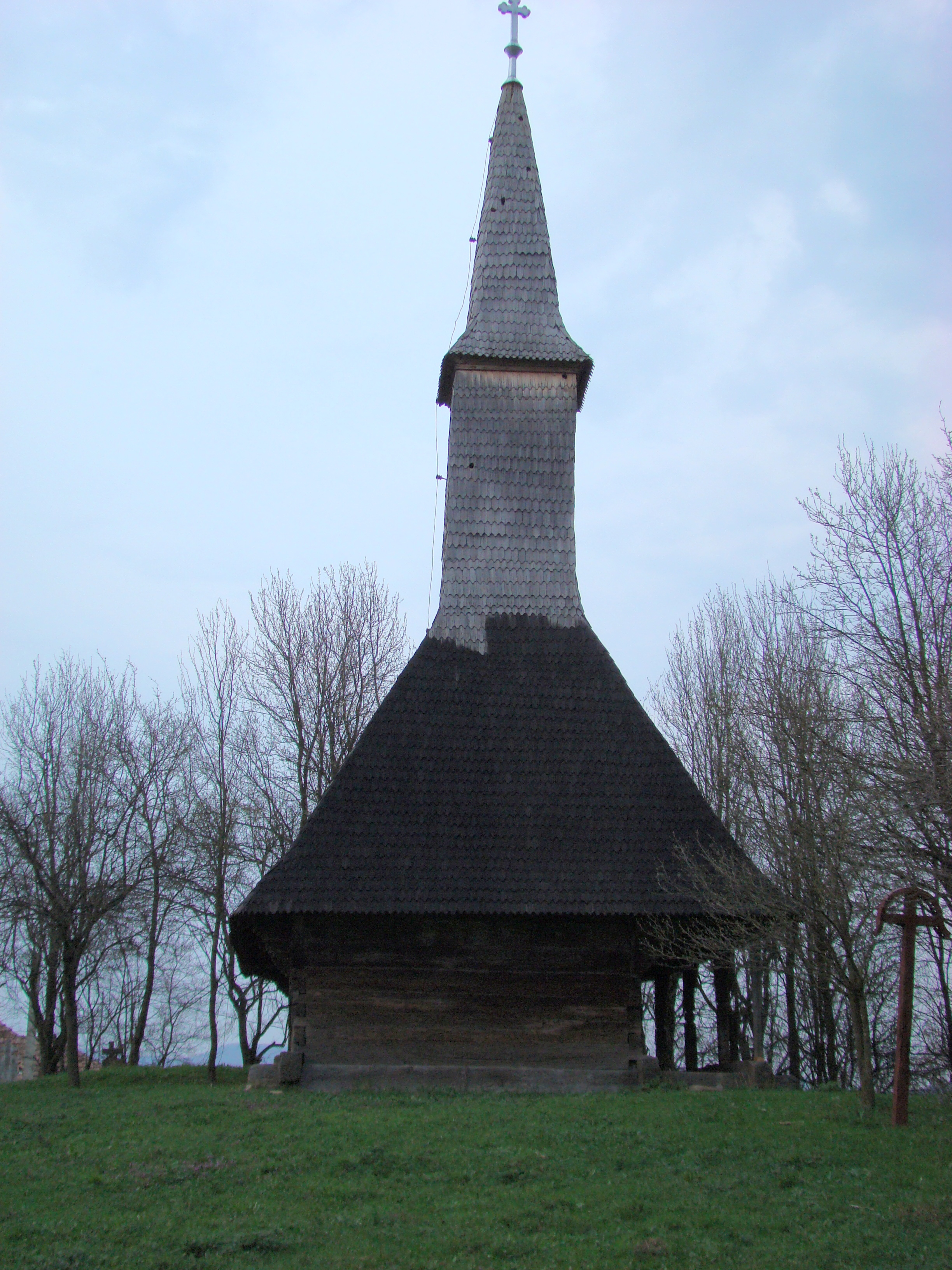
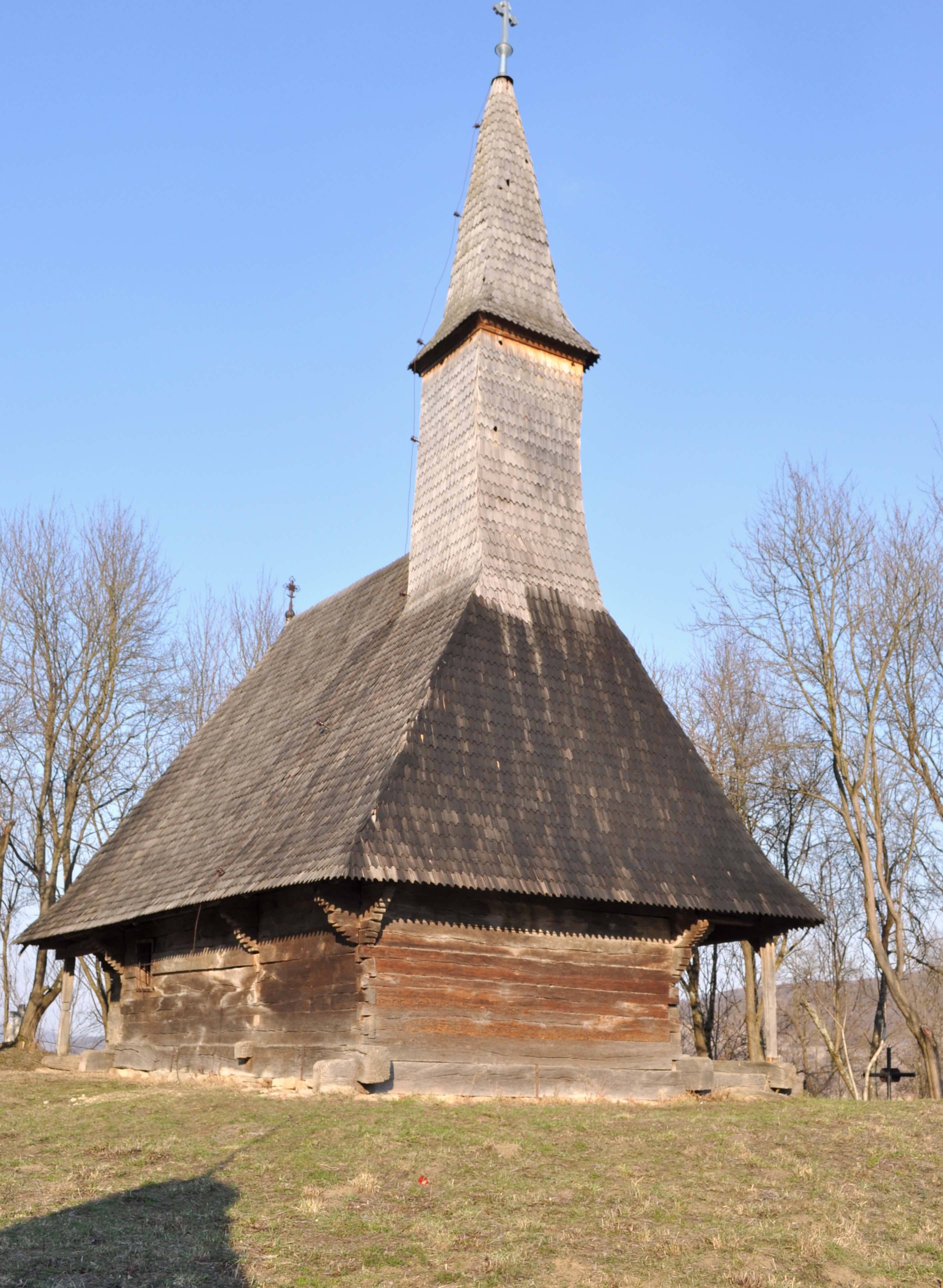
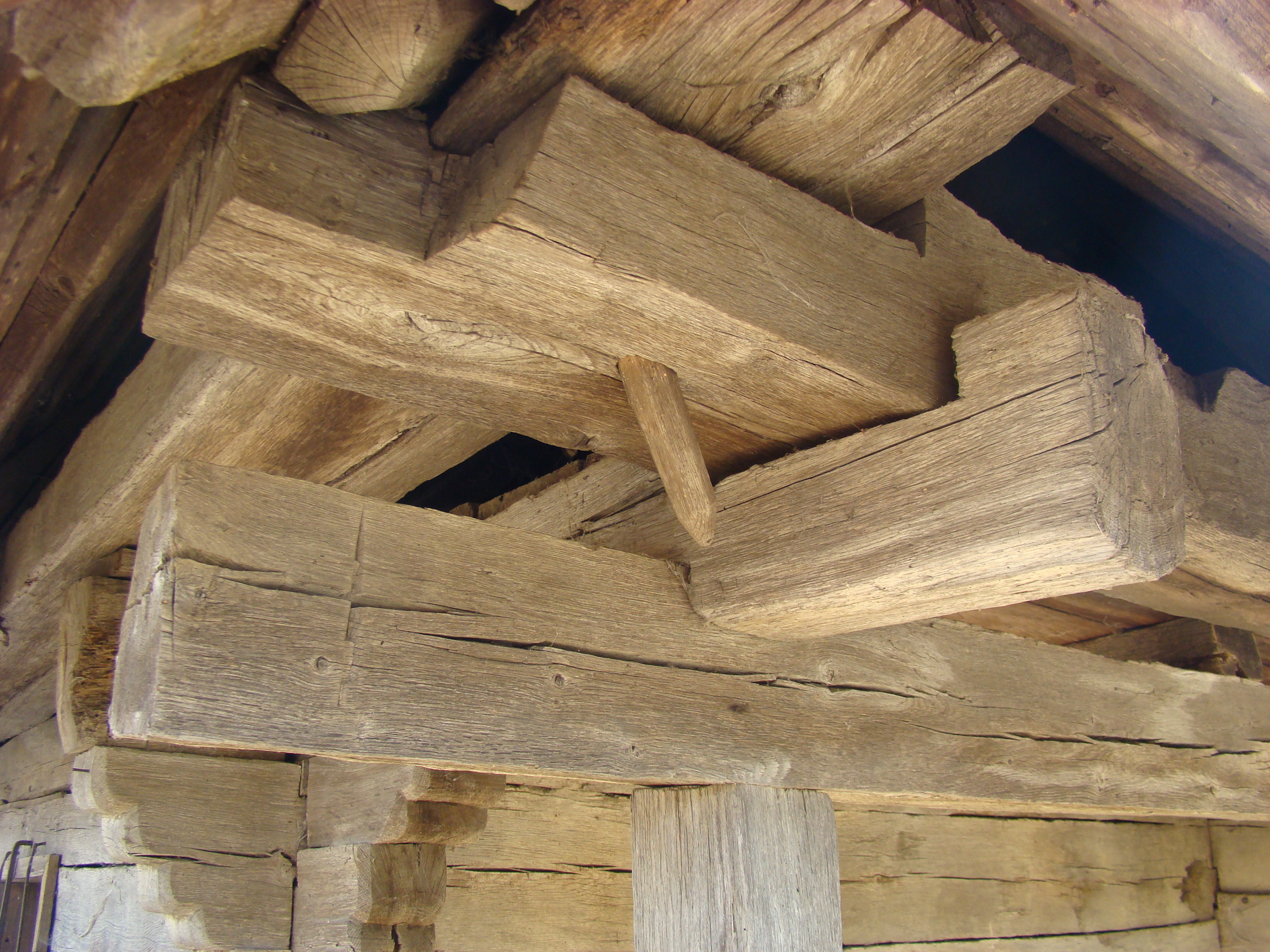
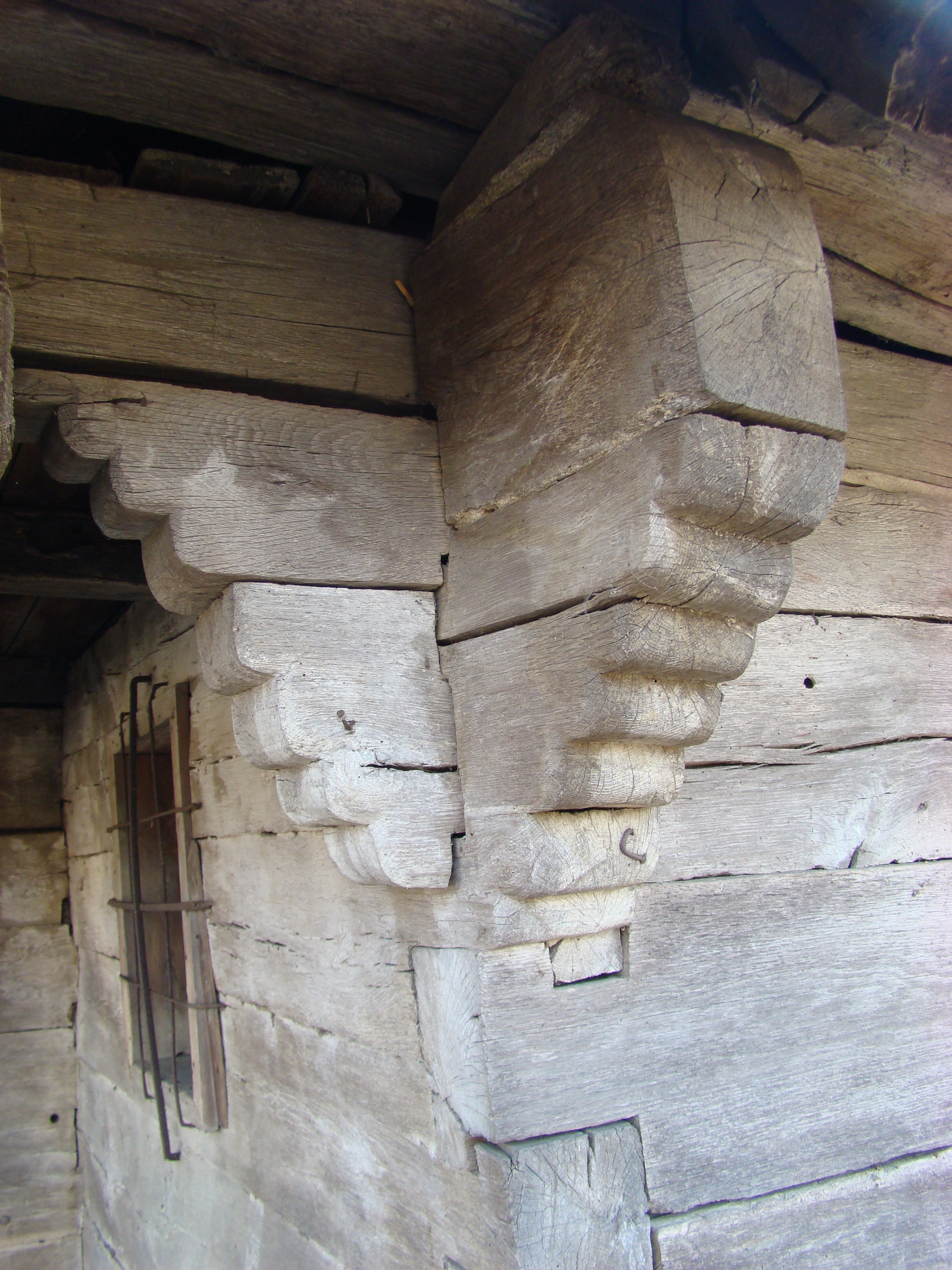
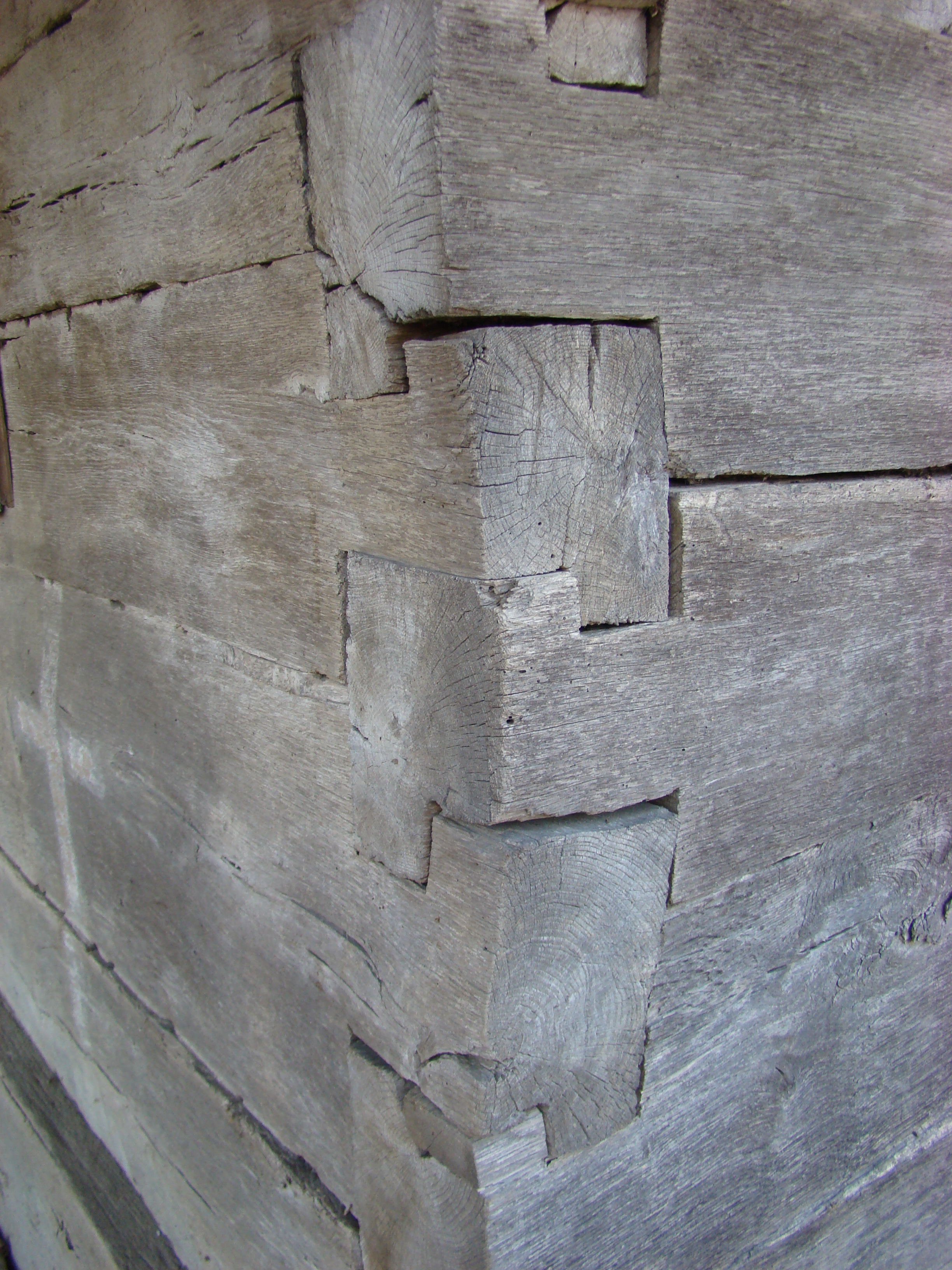
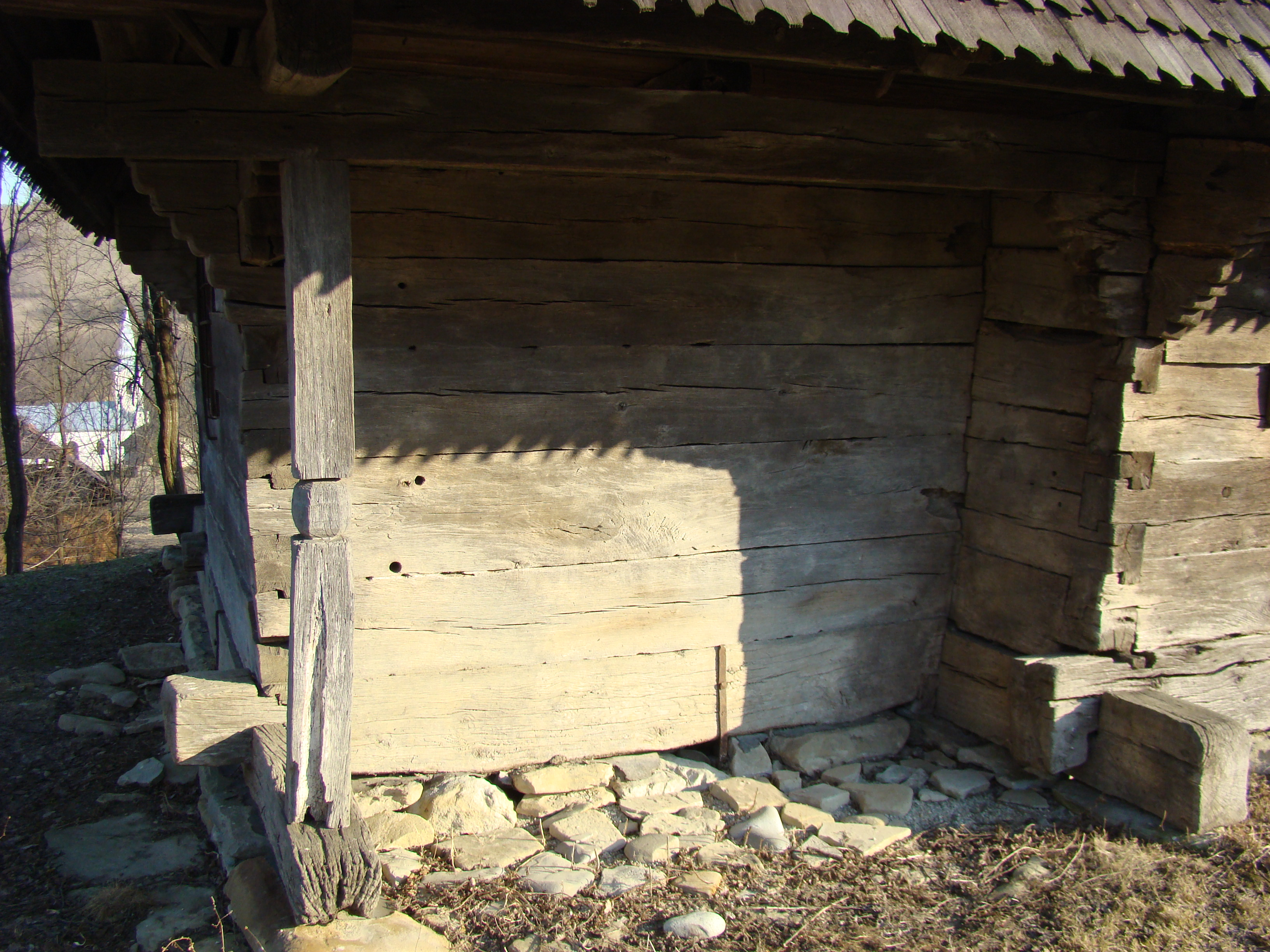
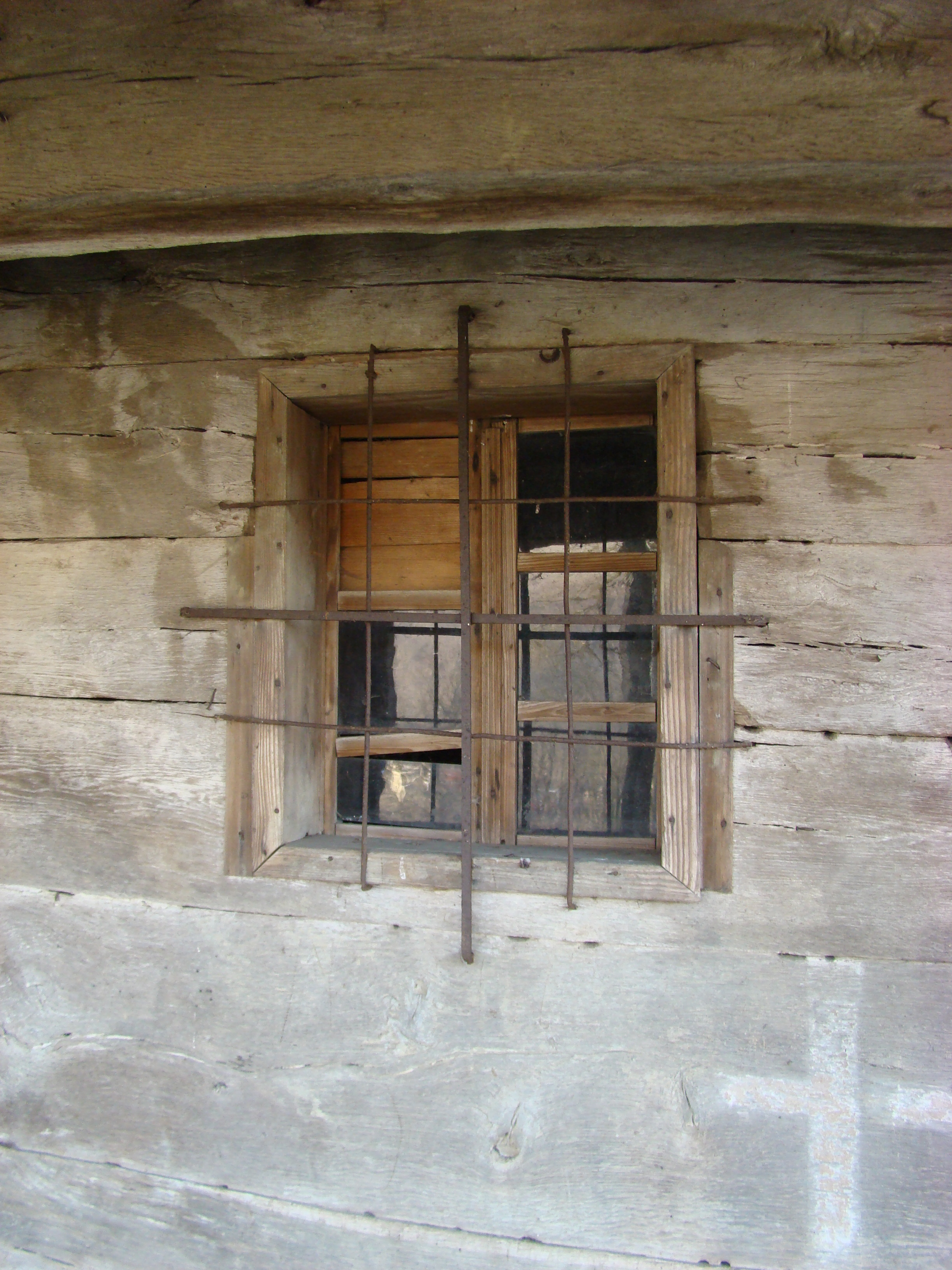
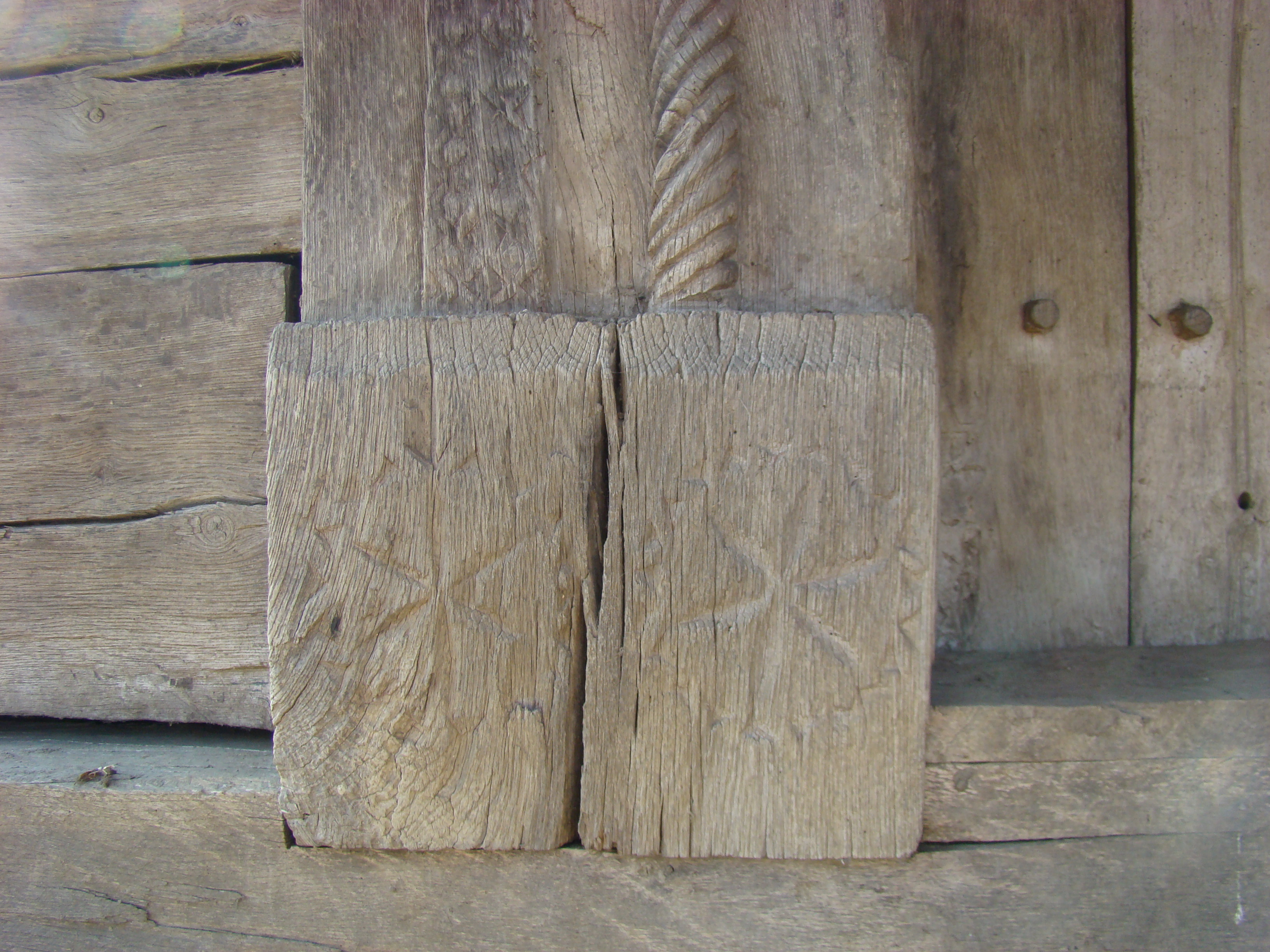
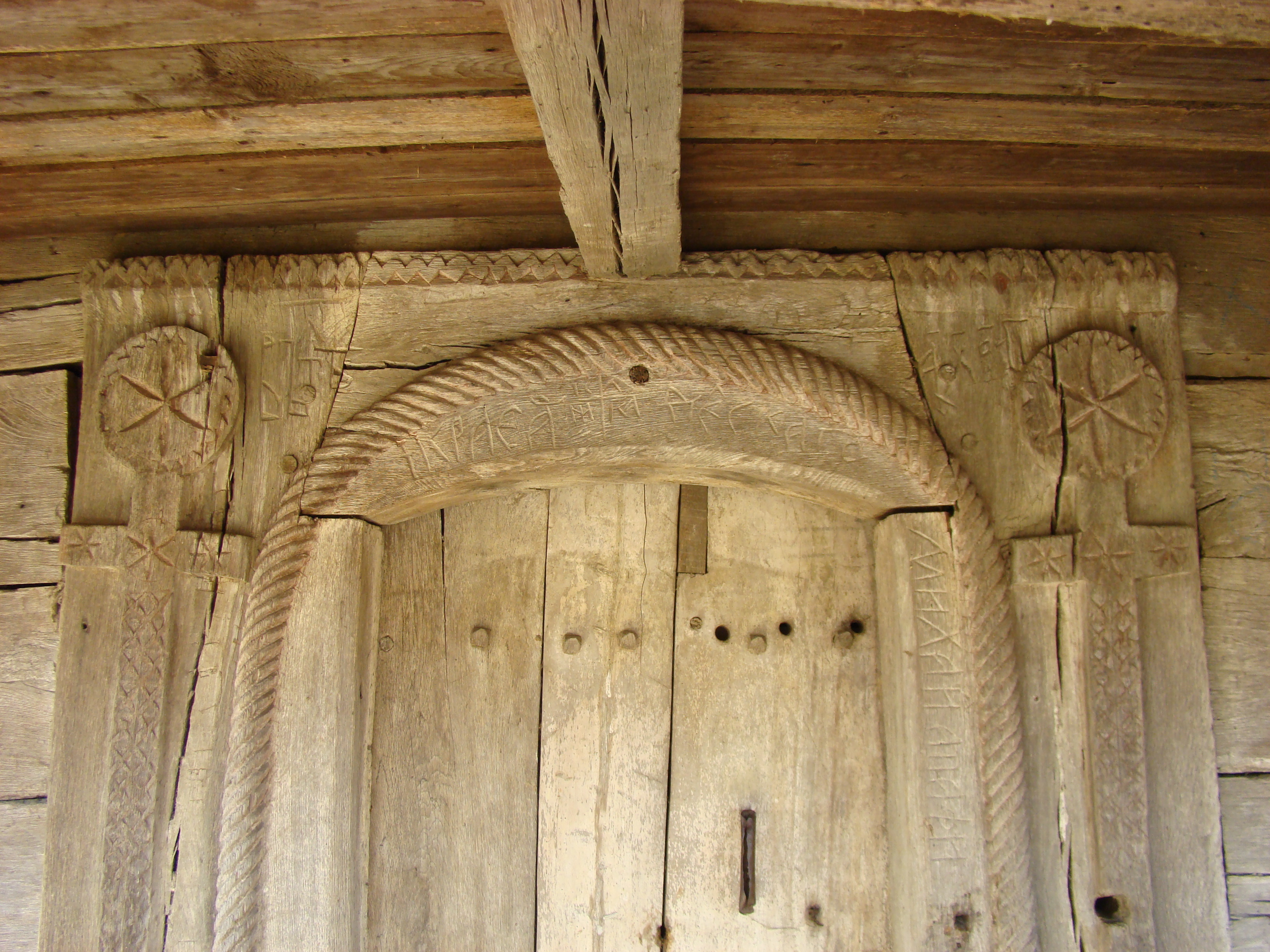
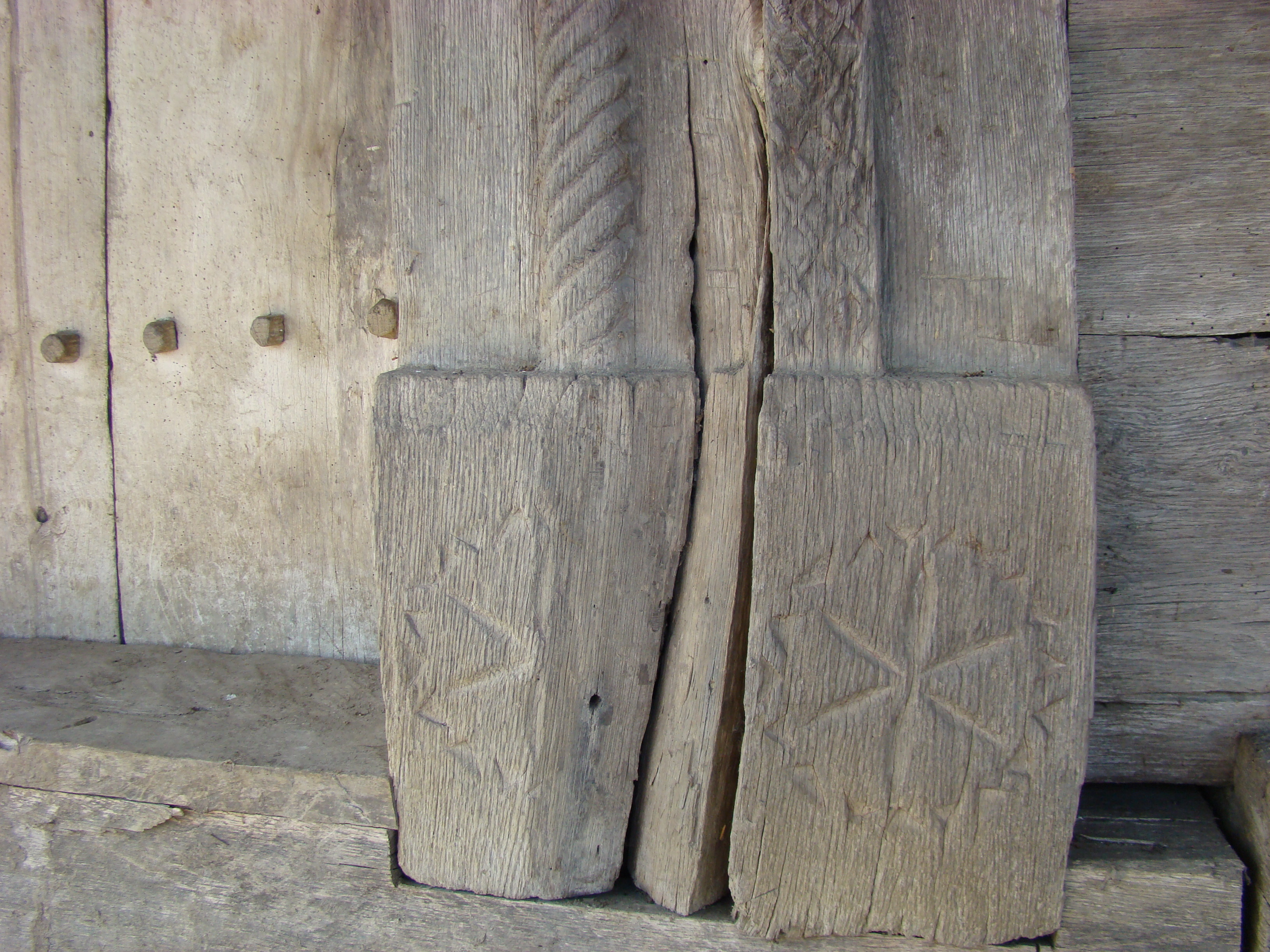
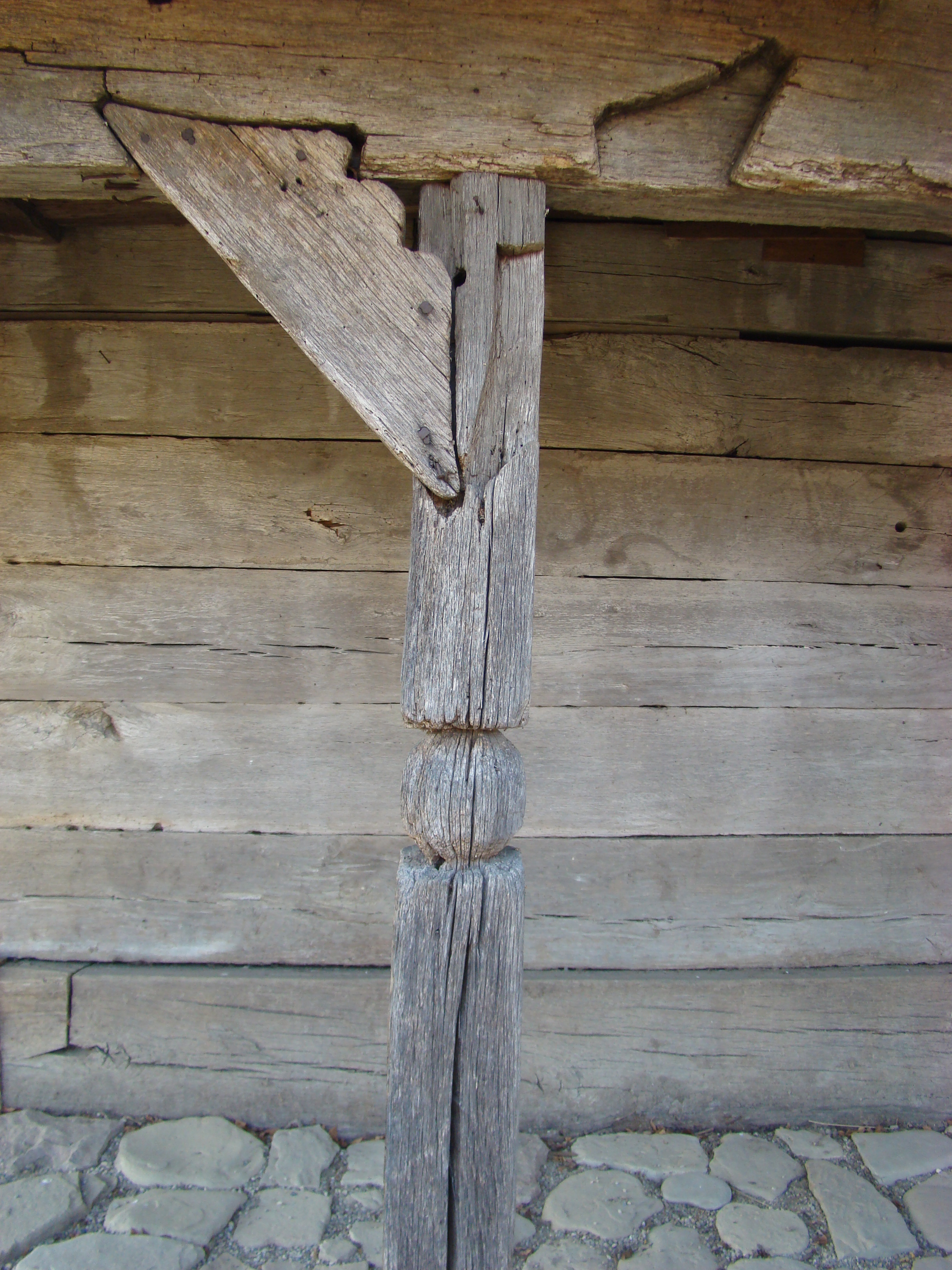
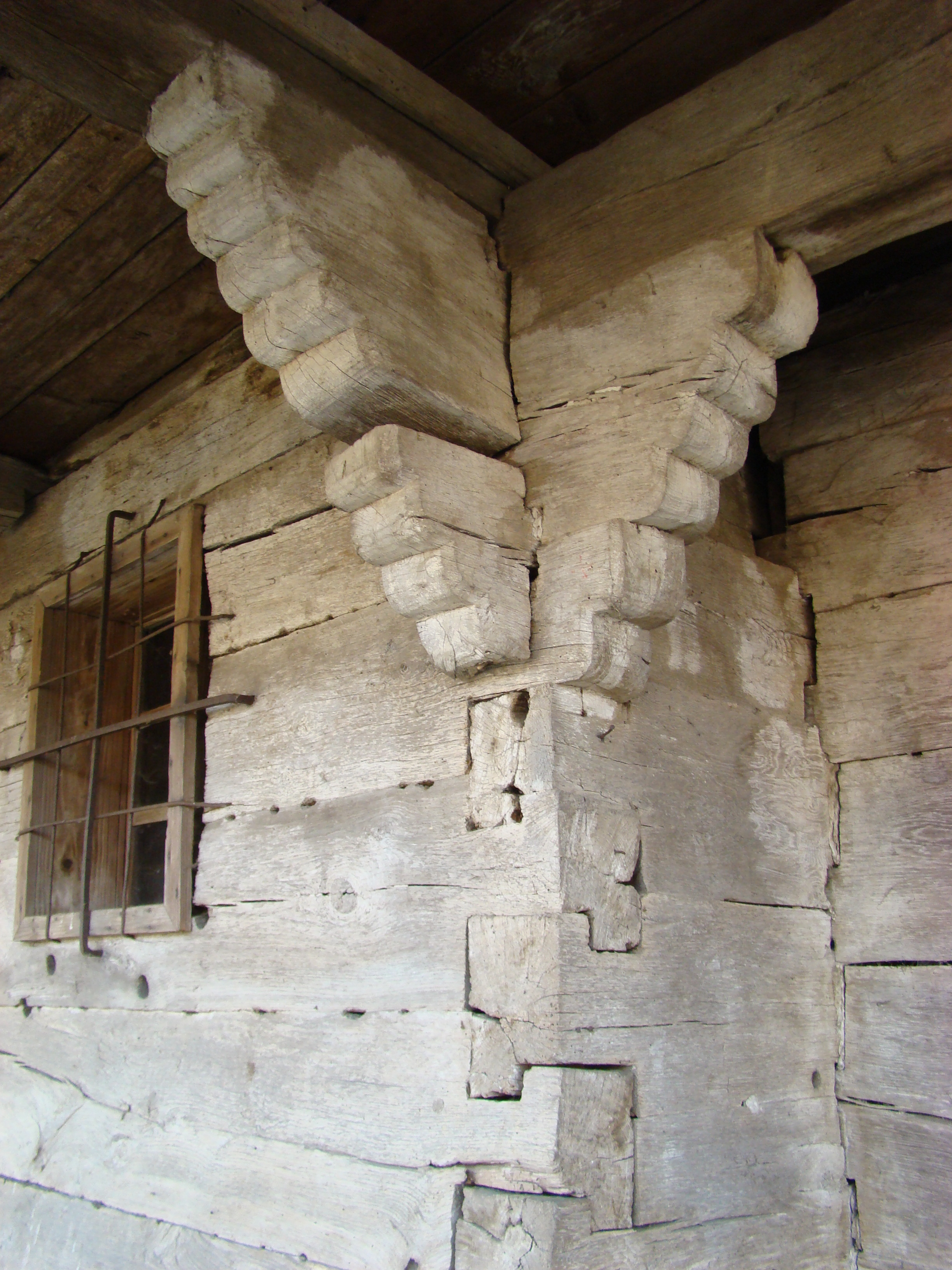
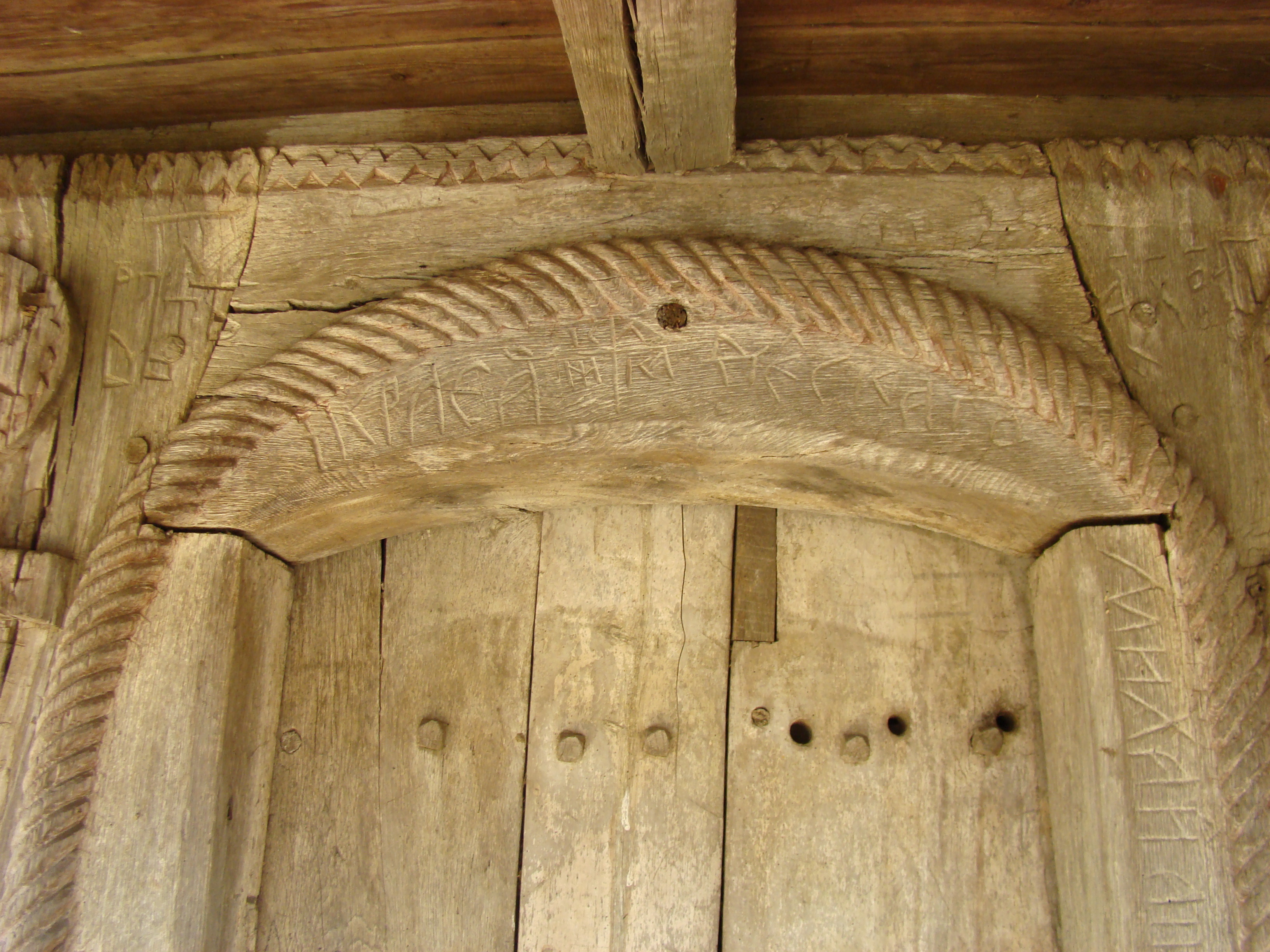
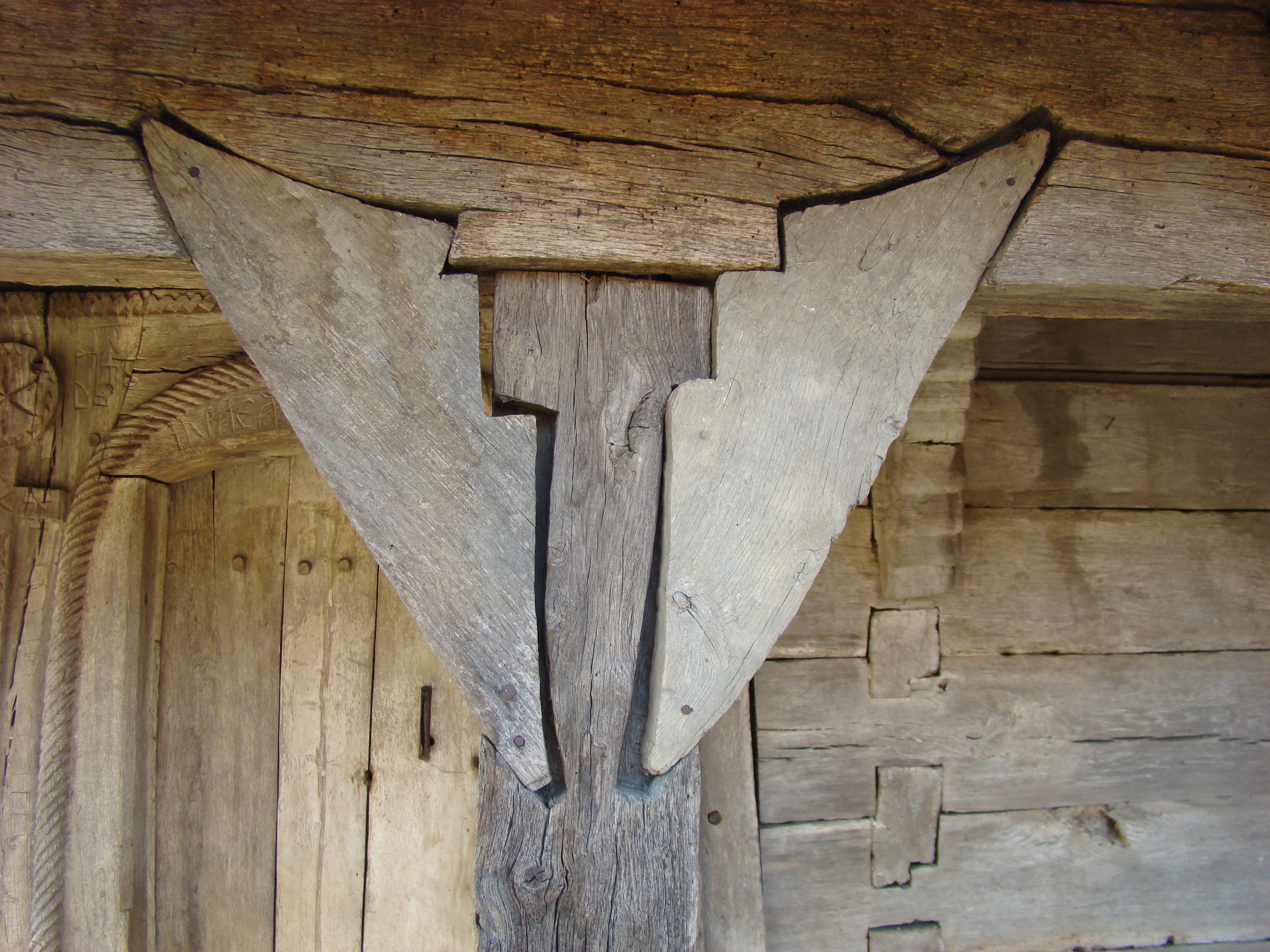
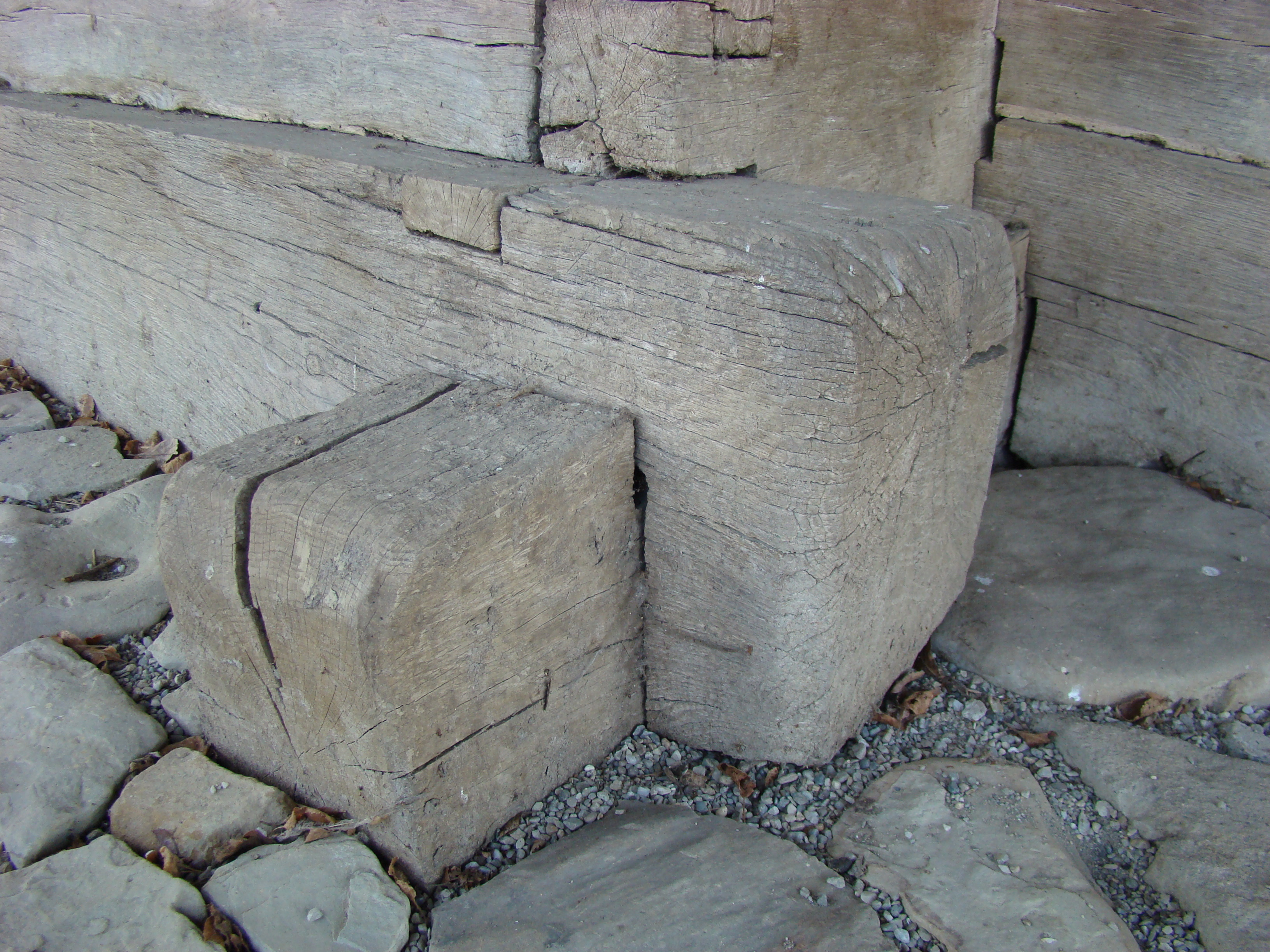
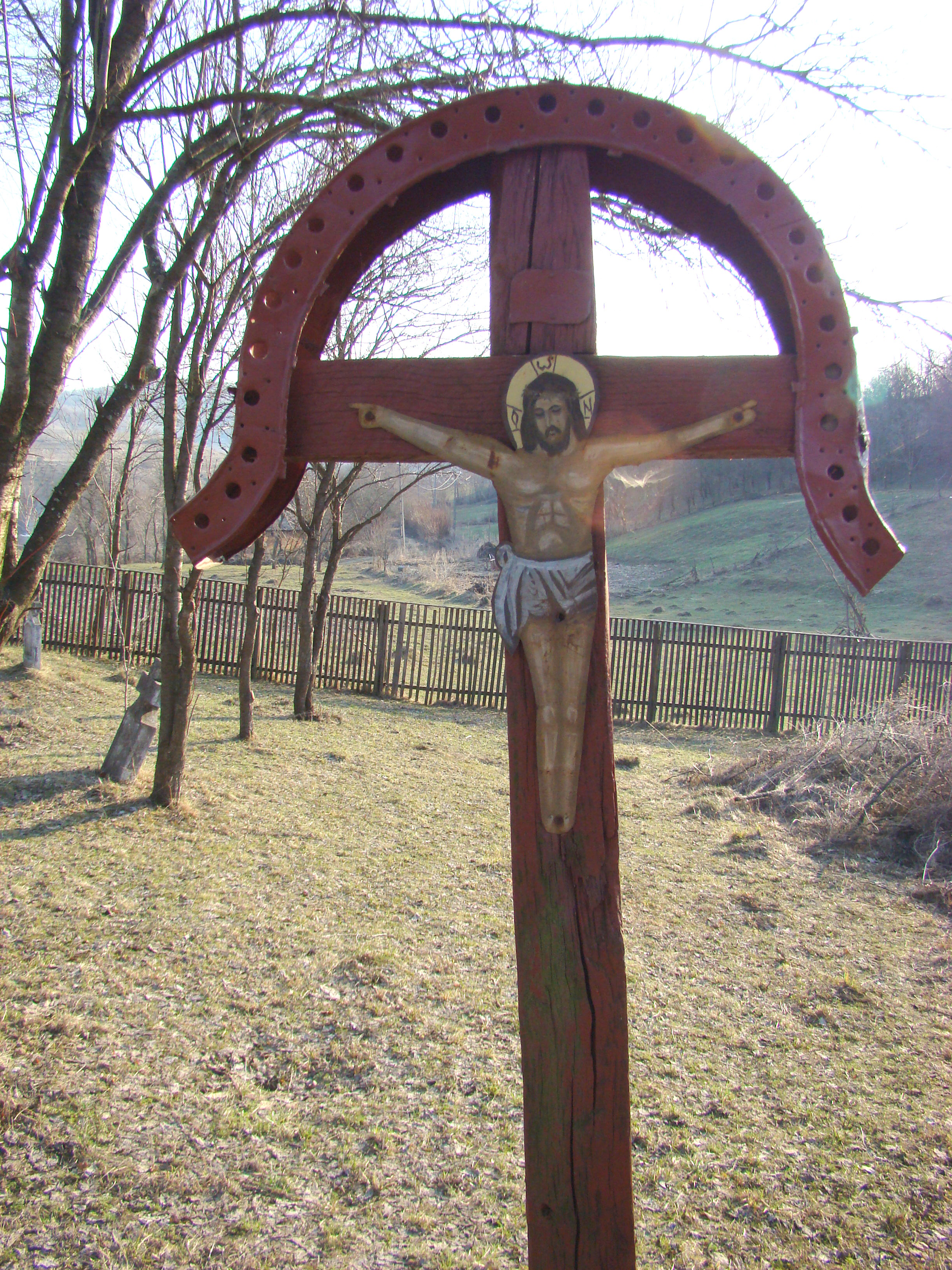
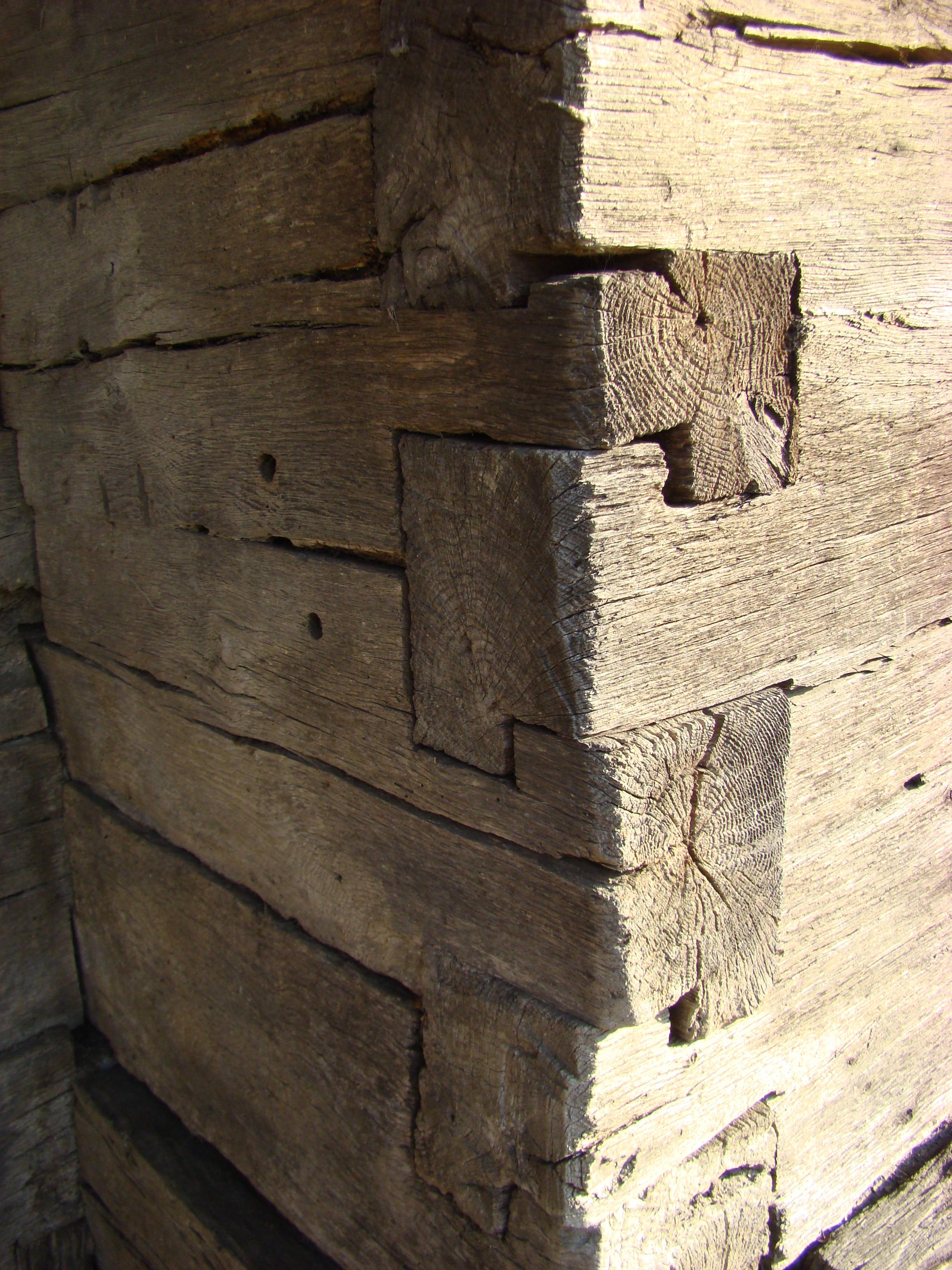
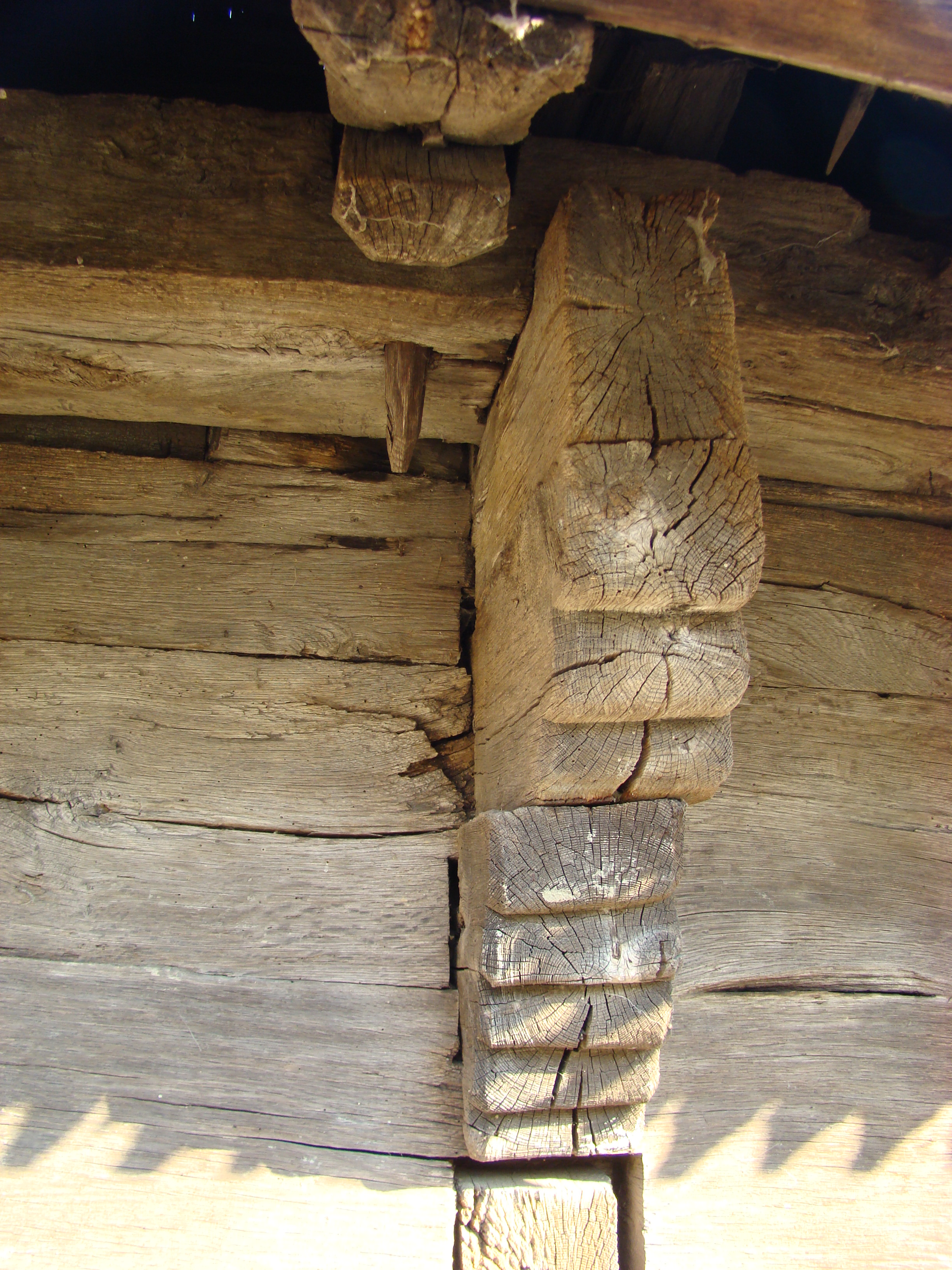
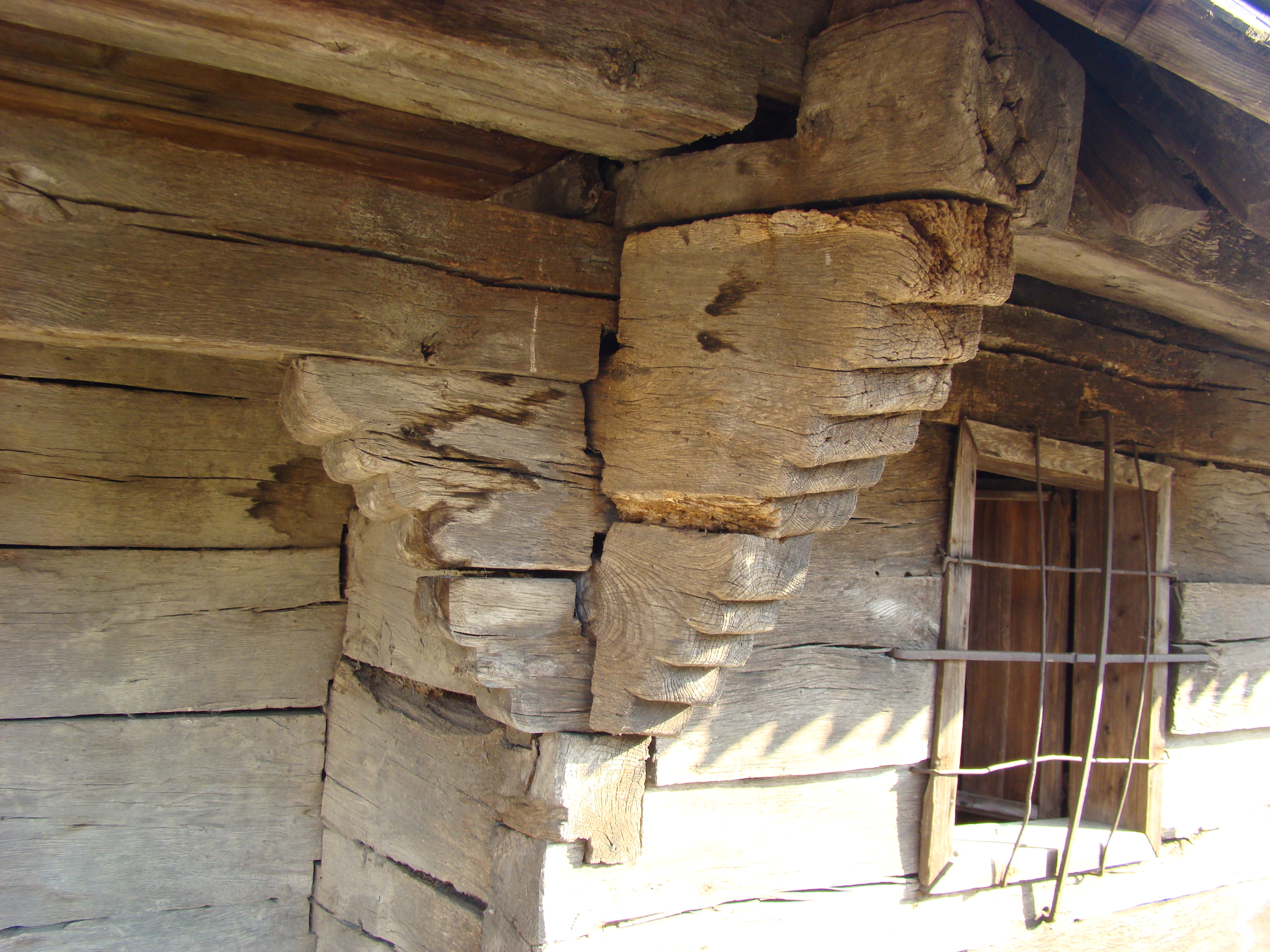
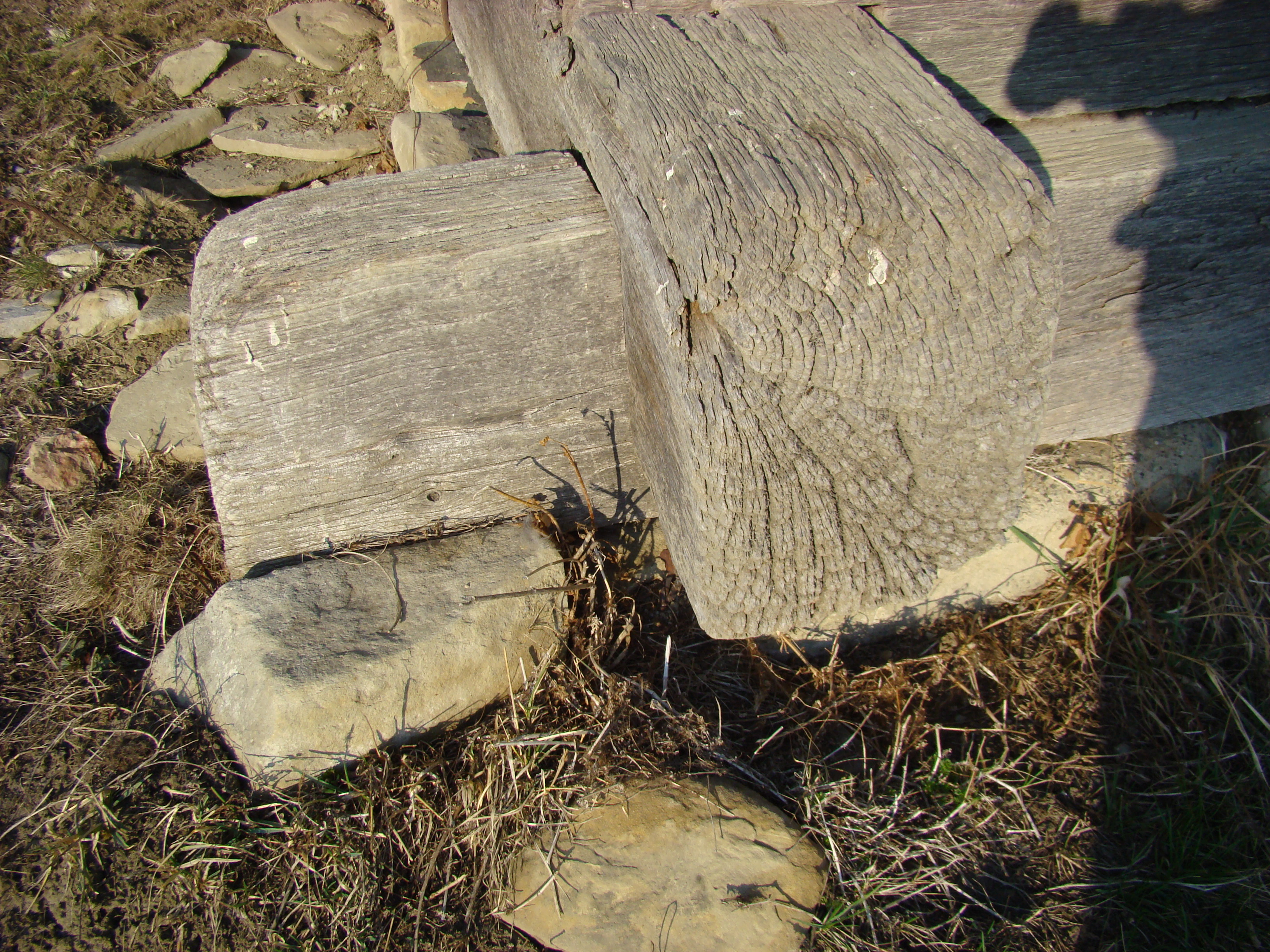
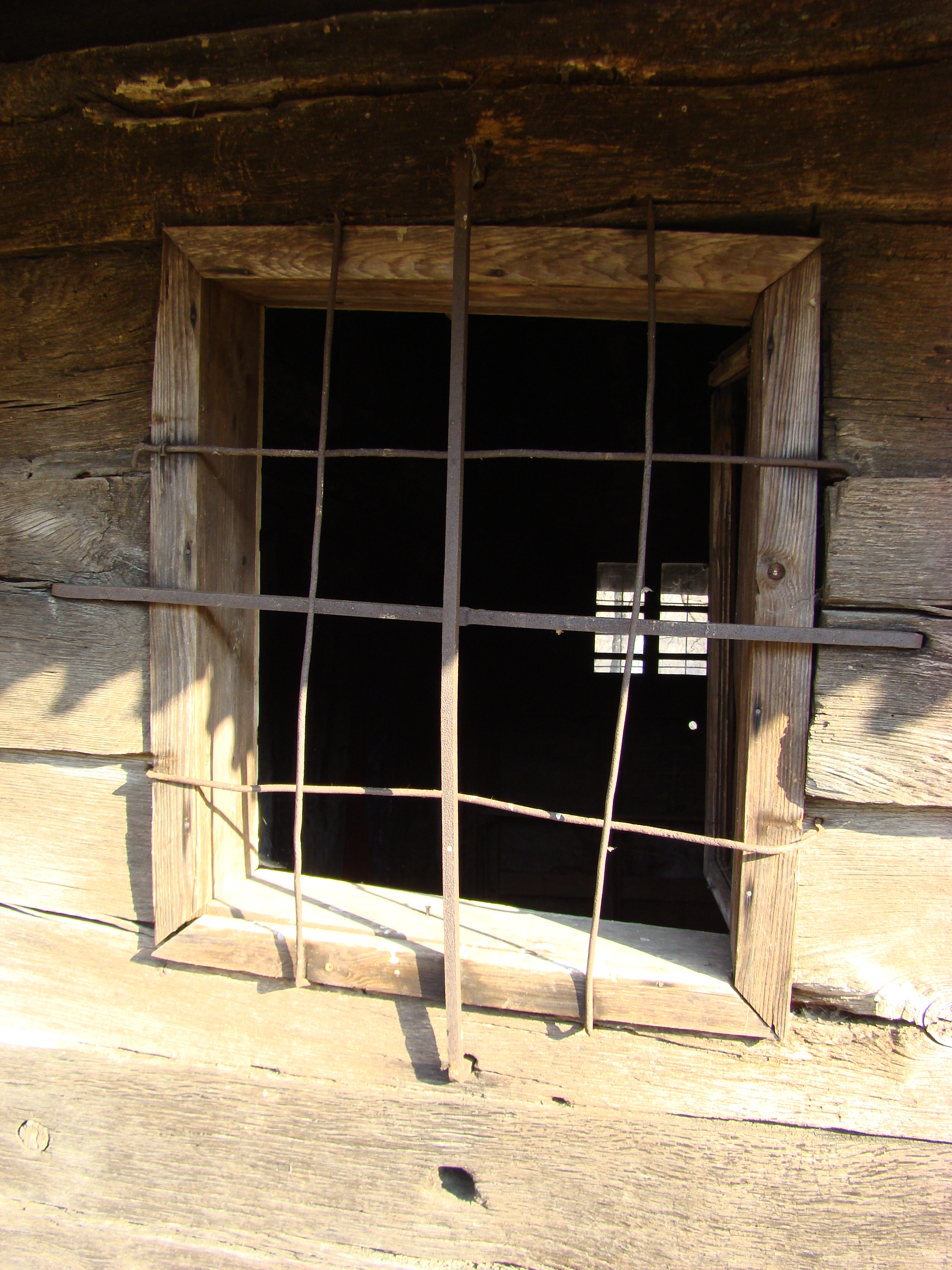
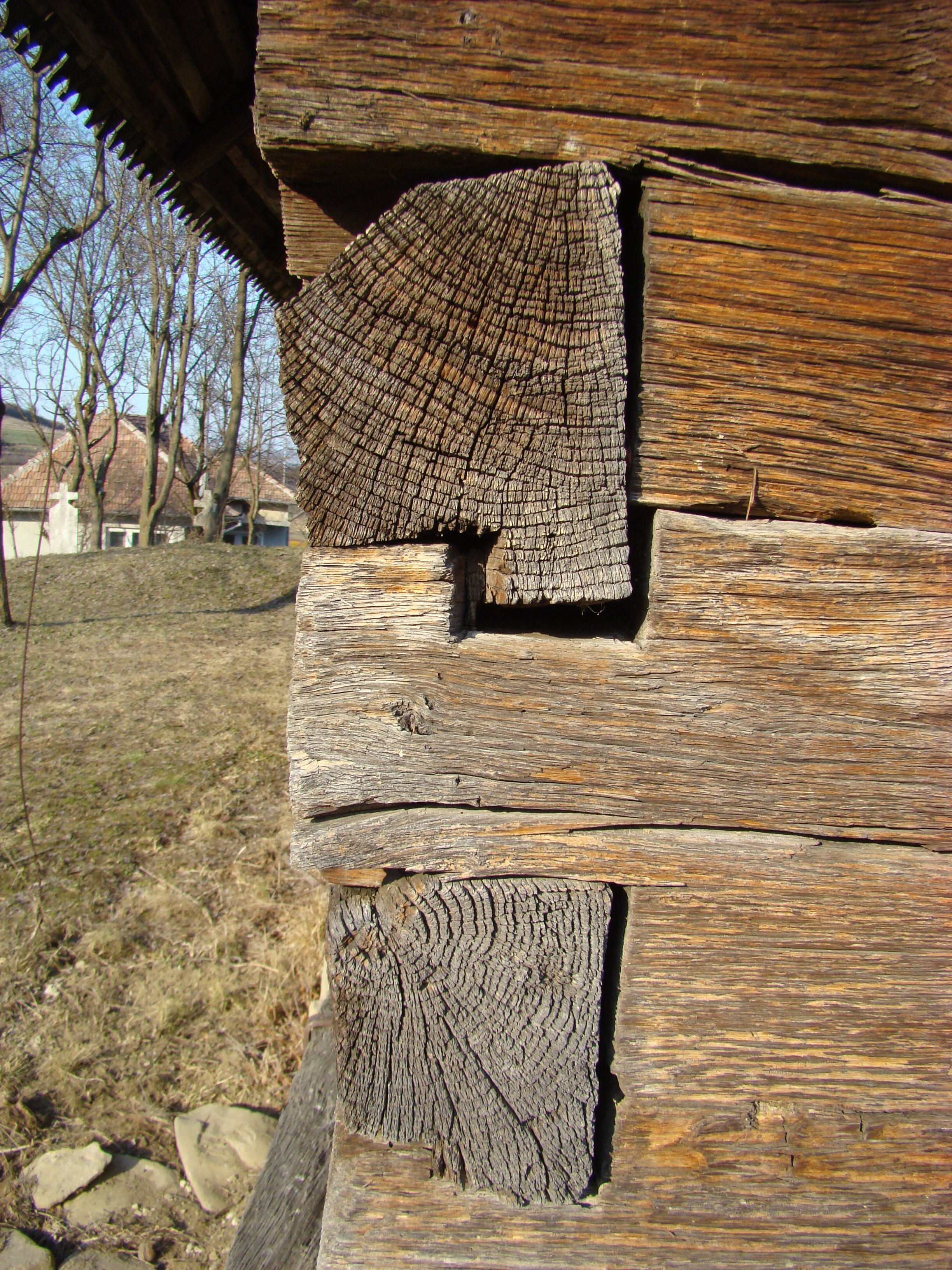
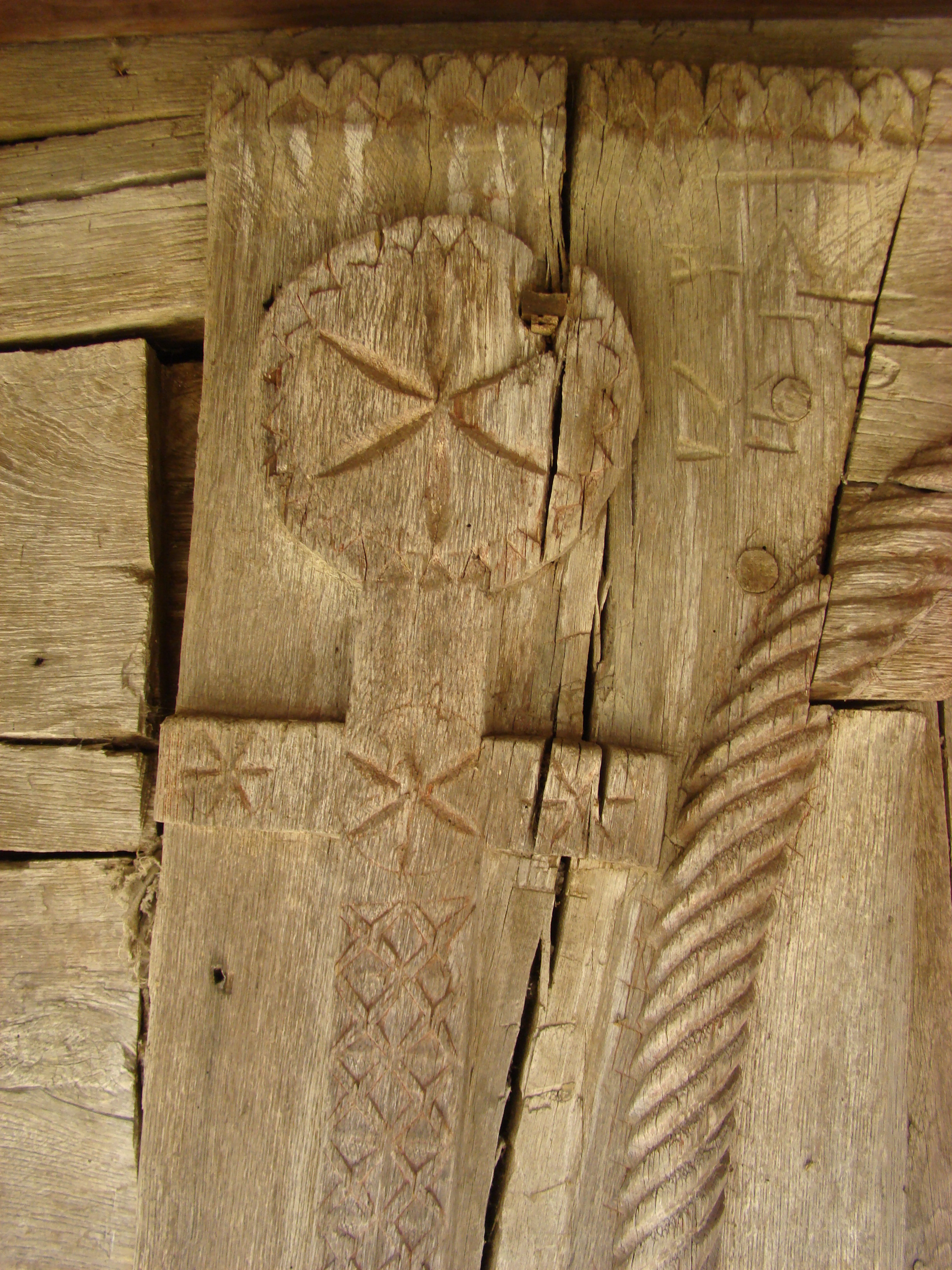
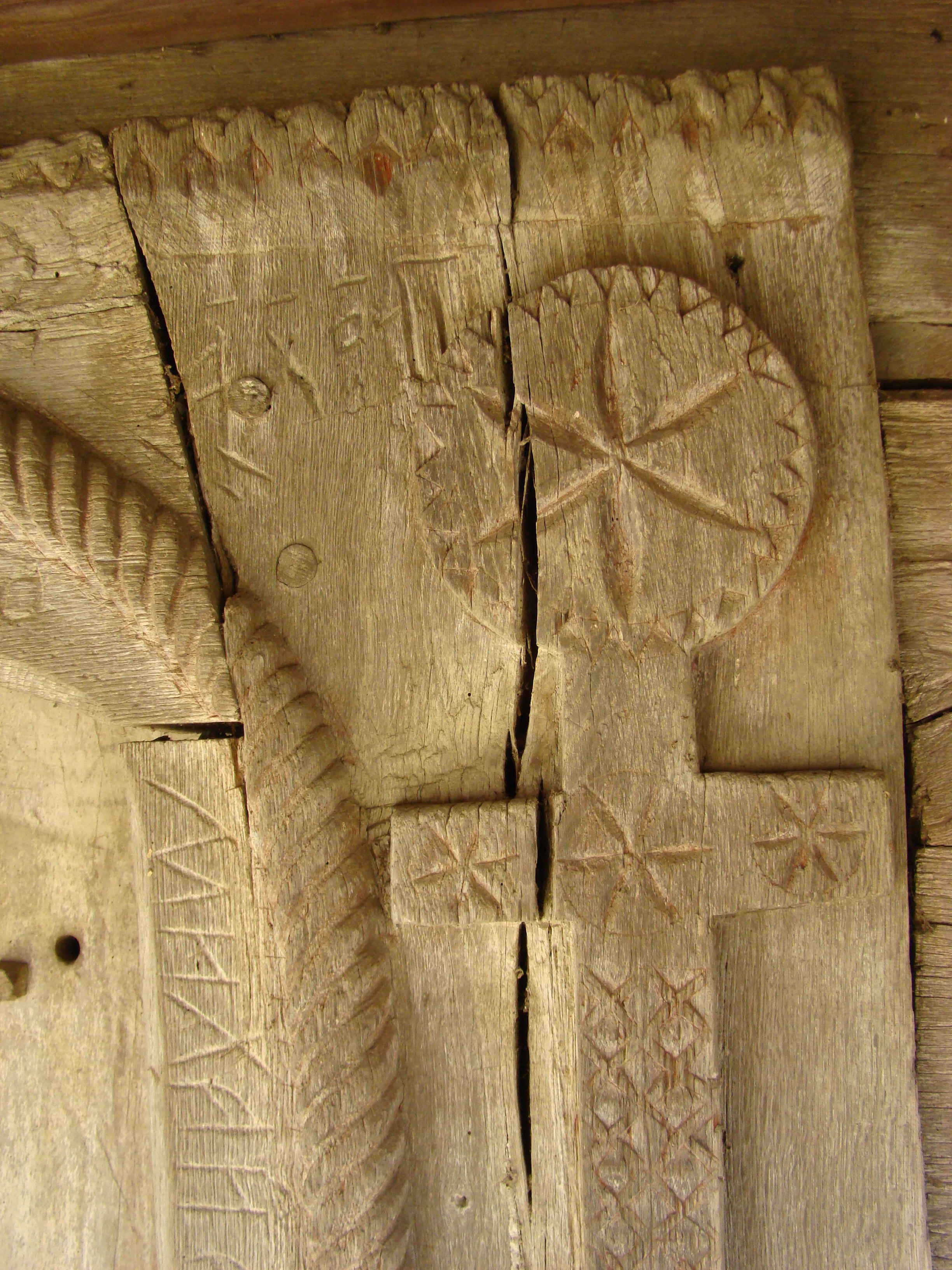
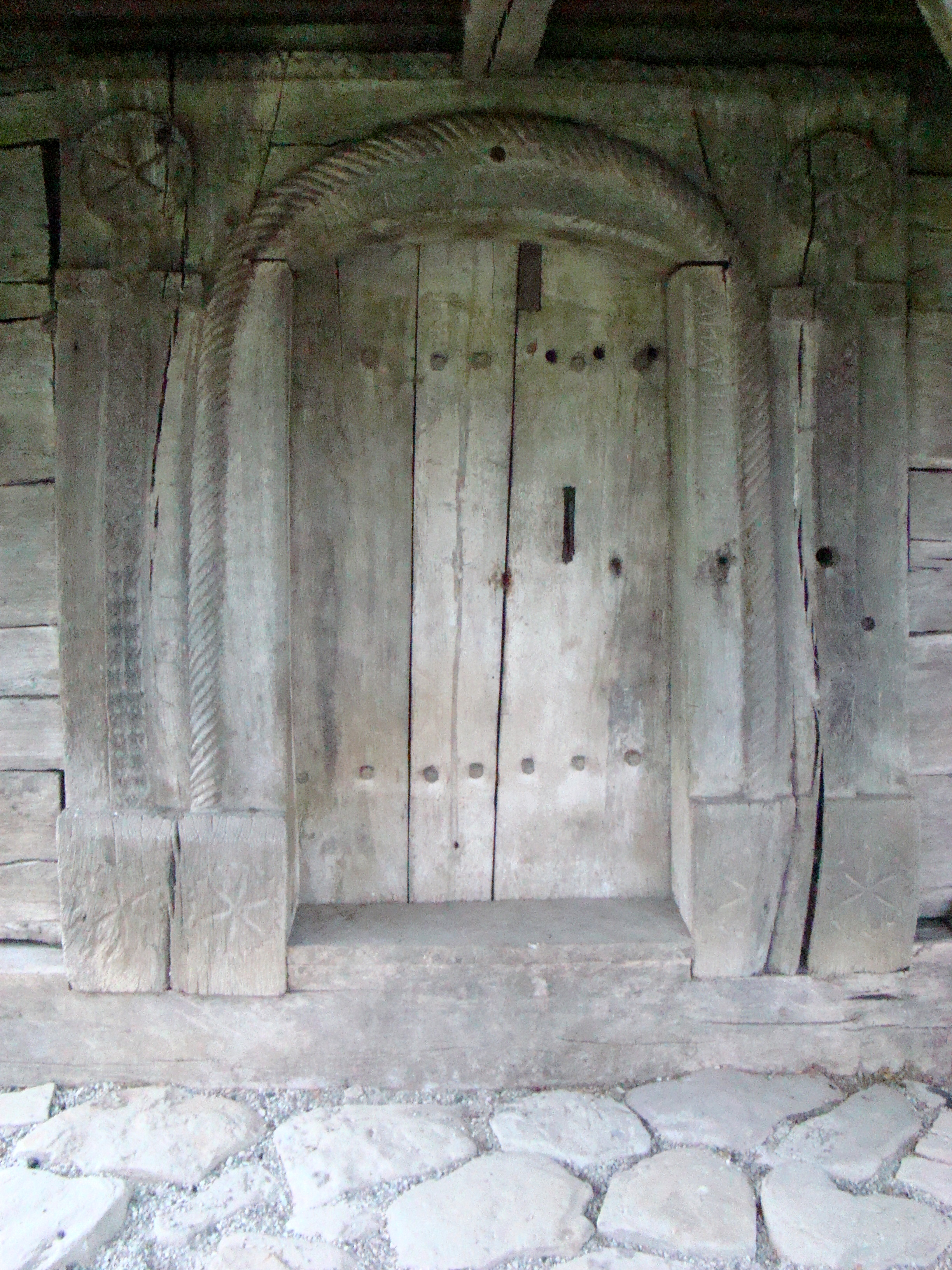
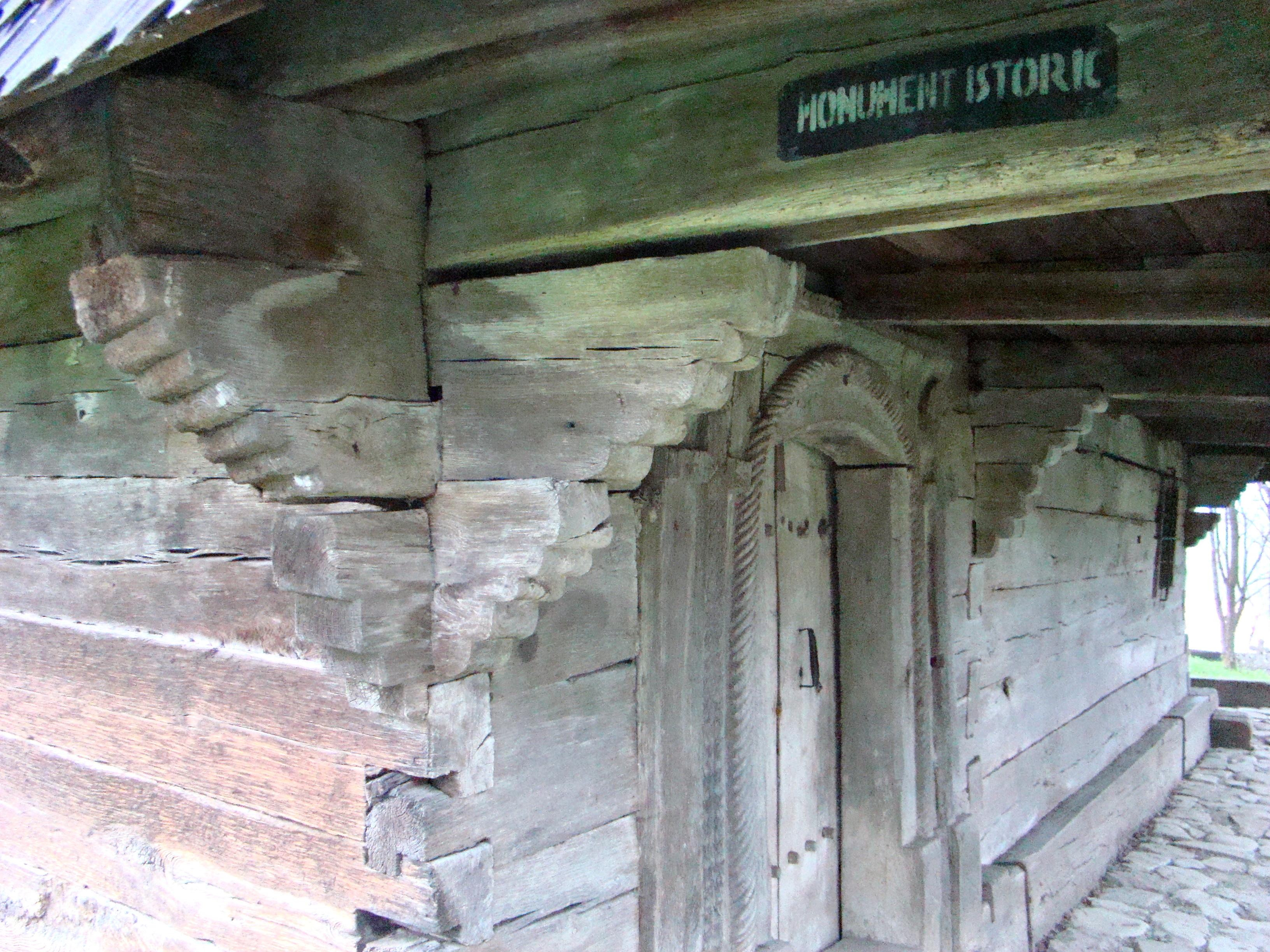
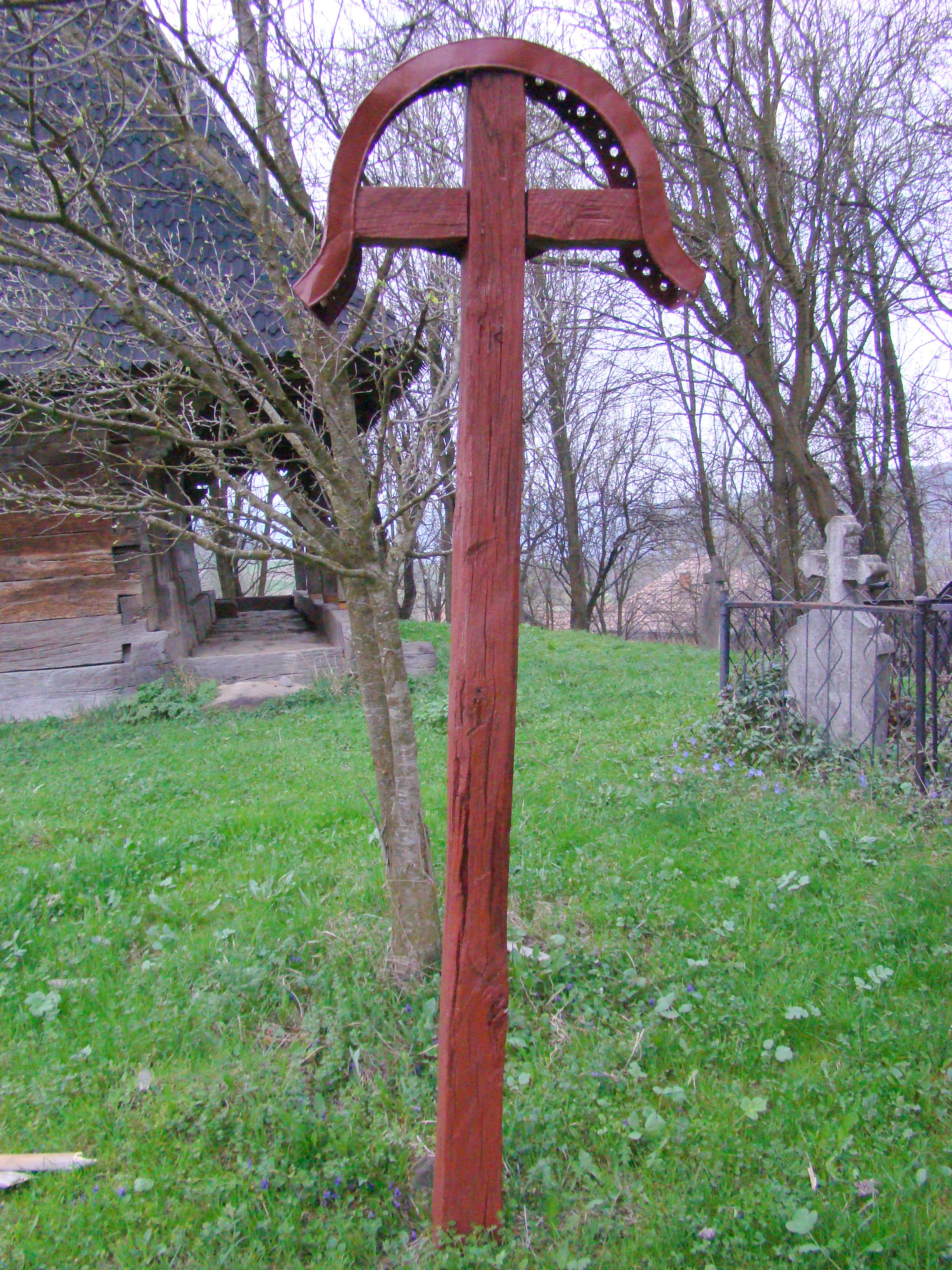
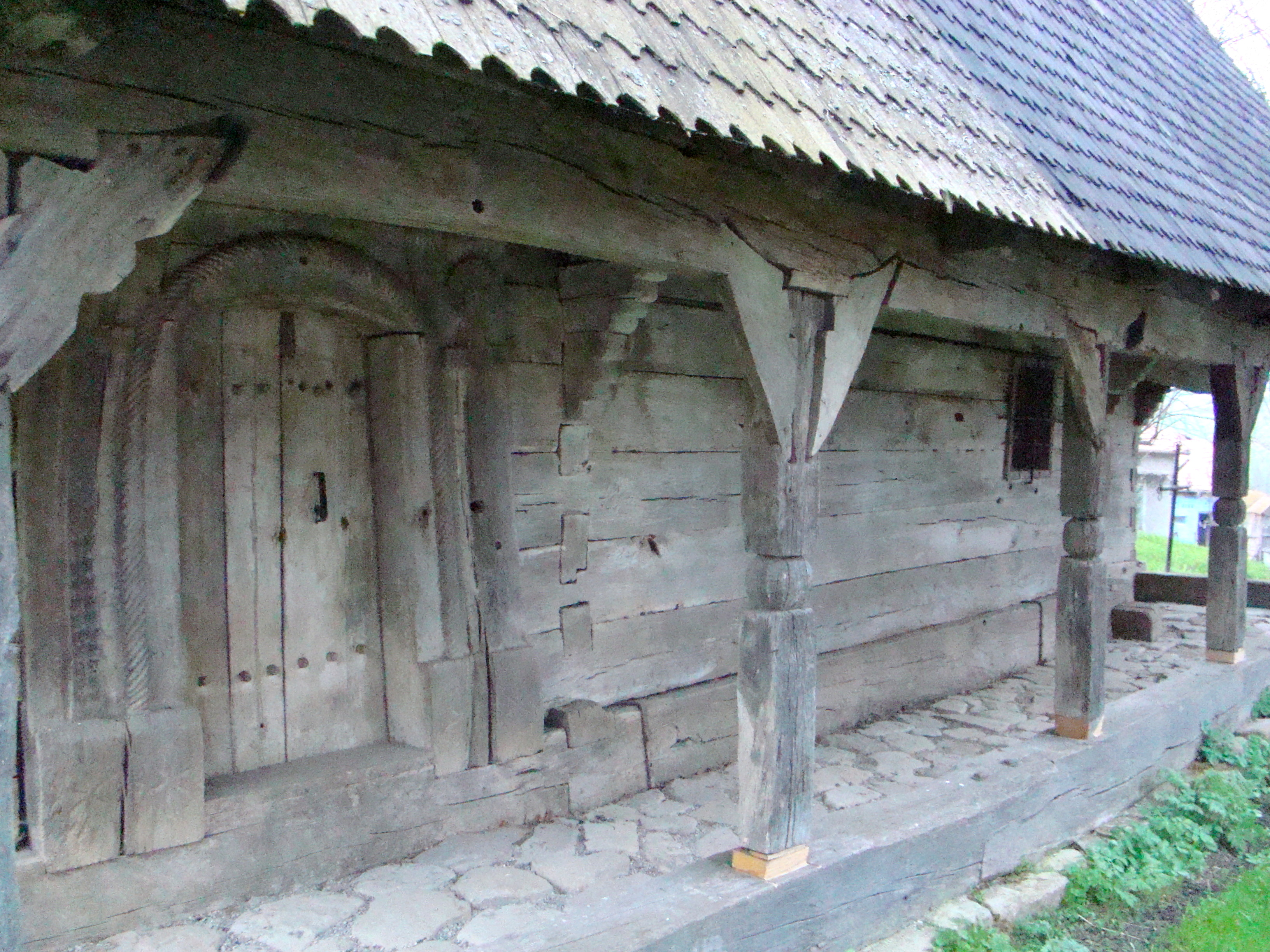
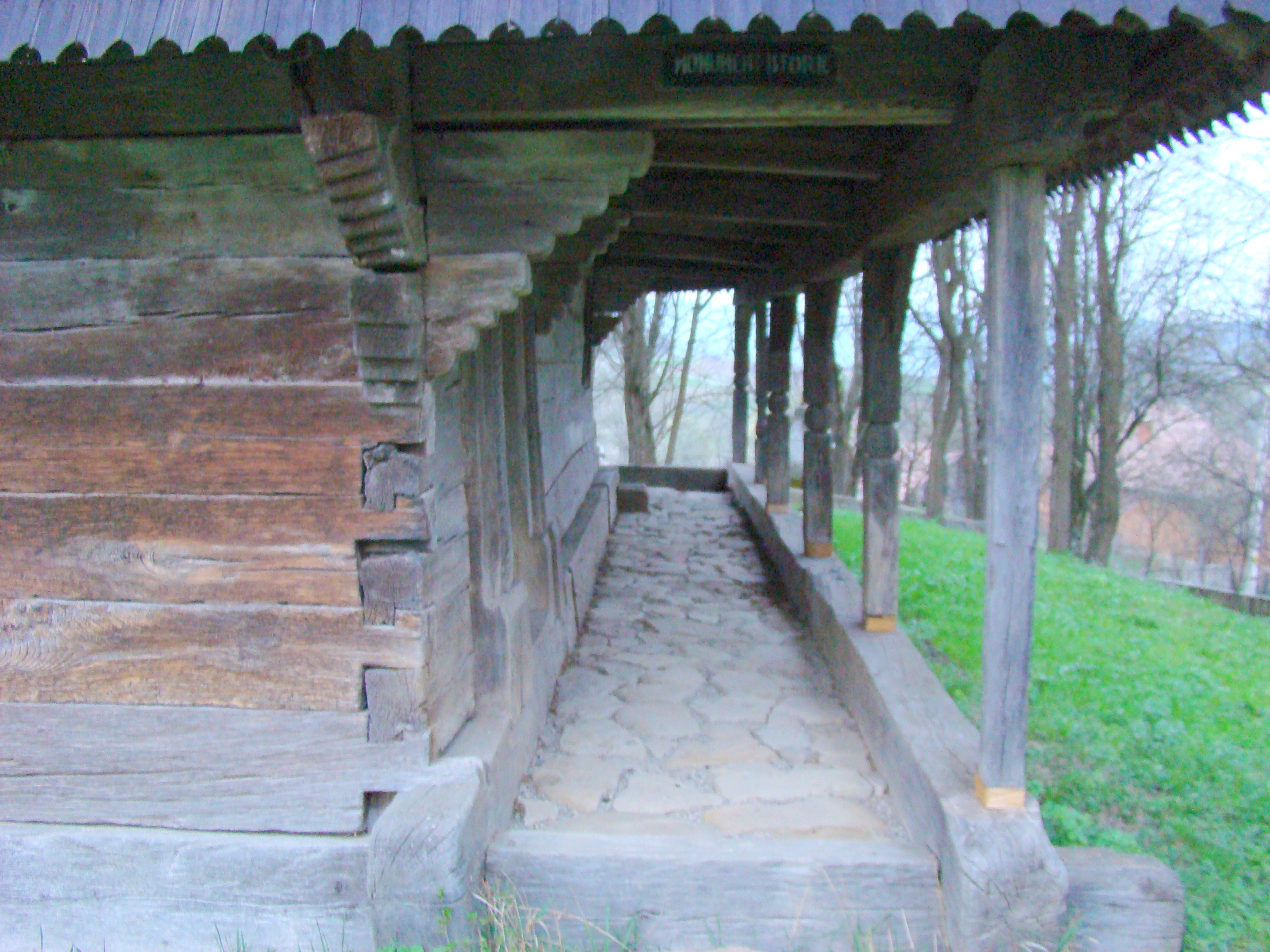
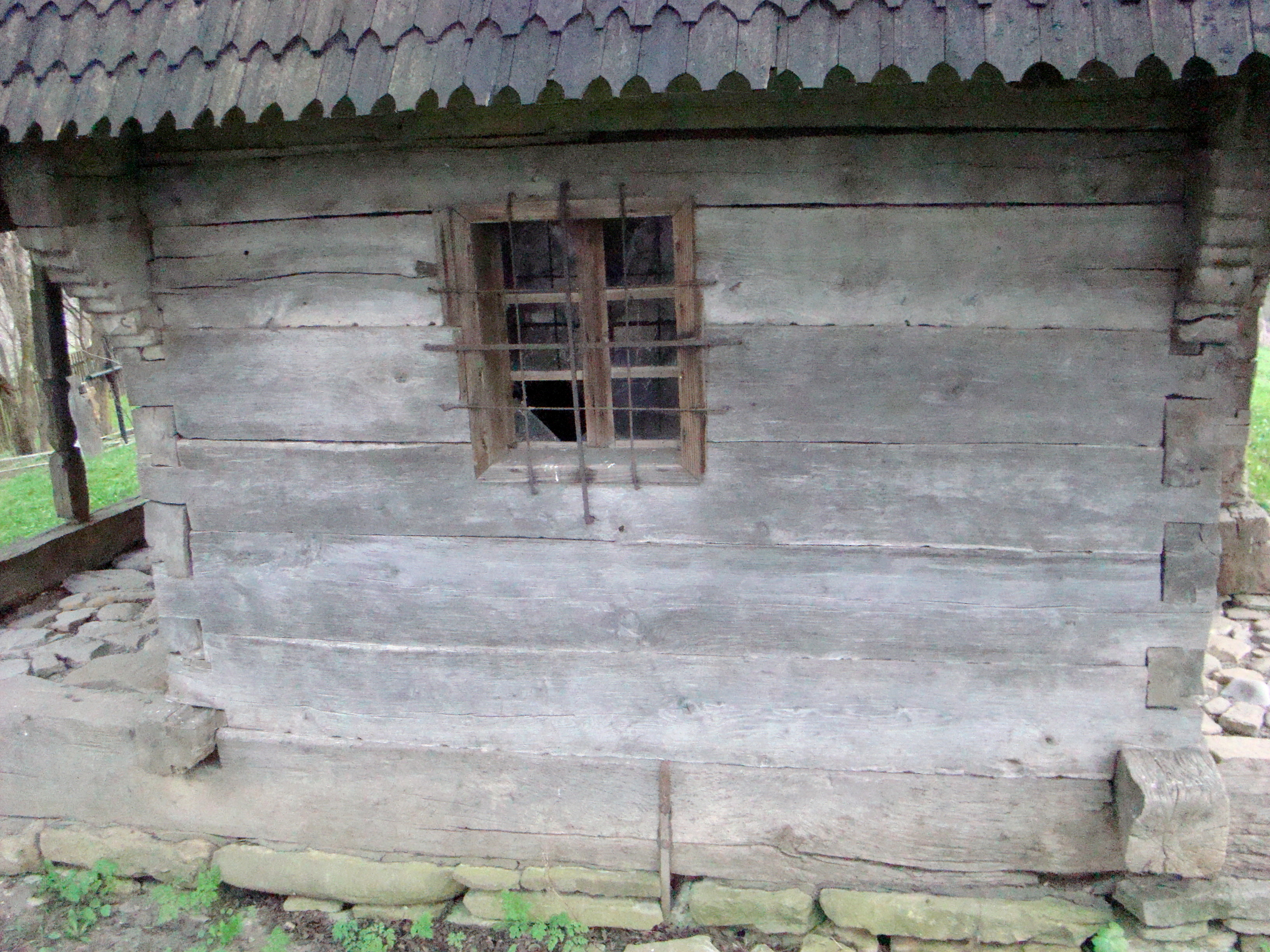

## Imagini din interior

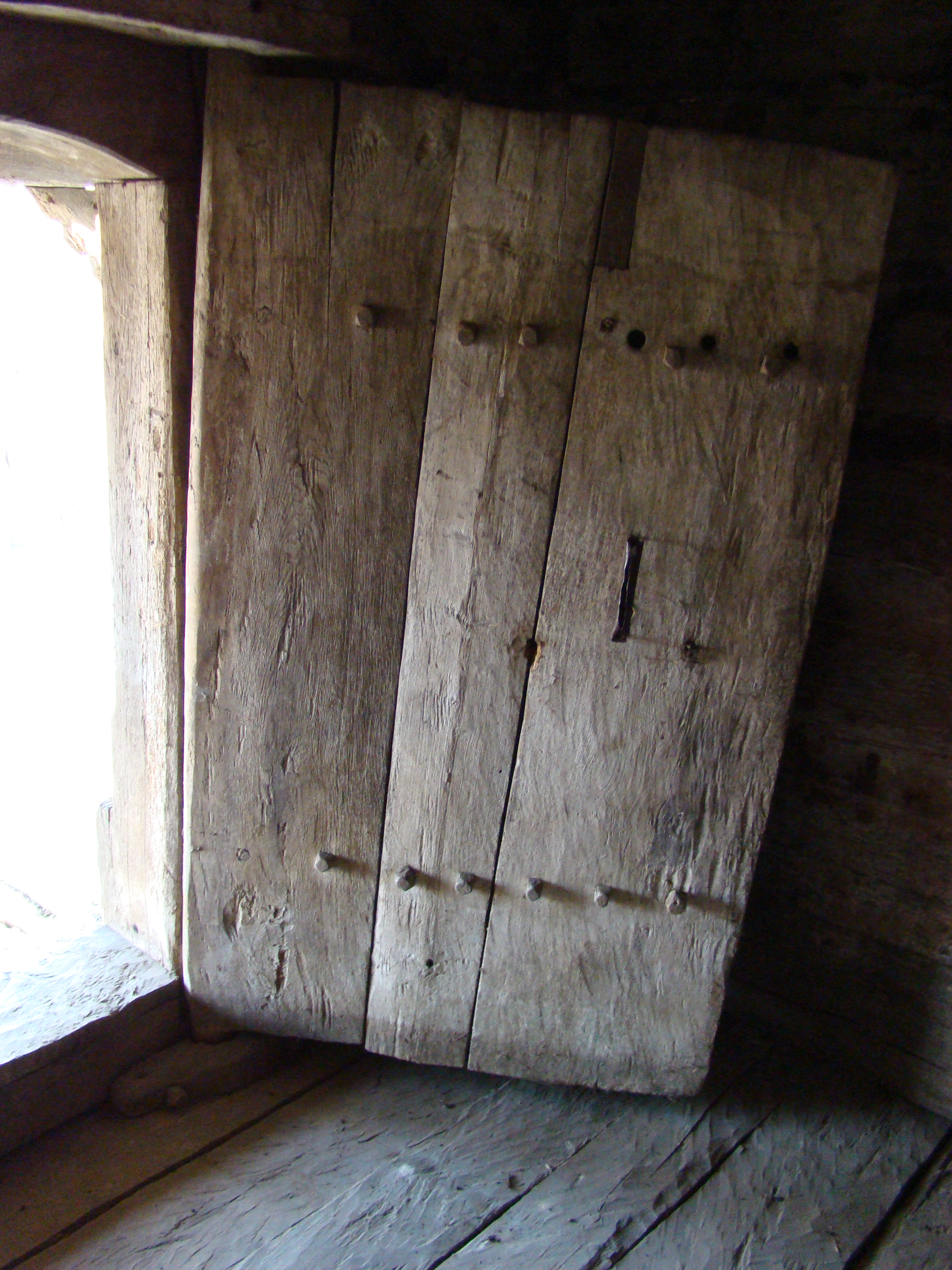
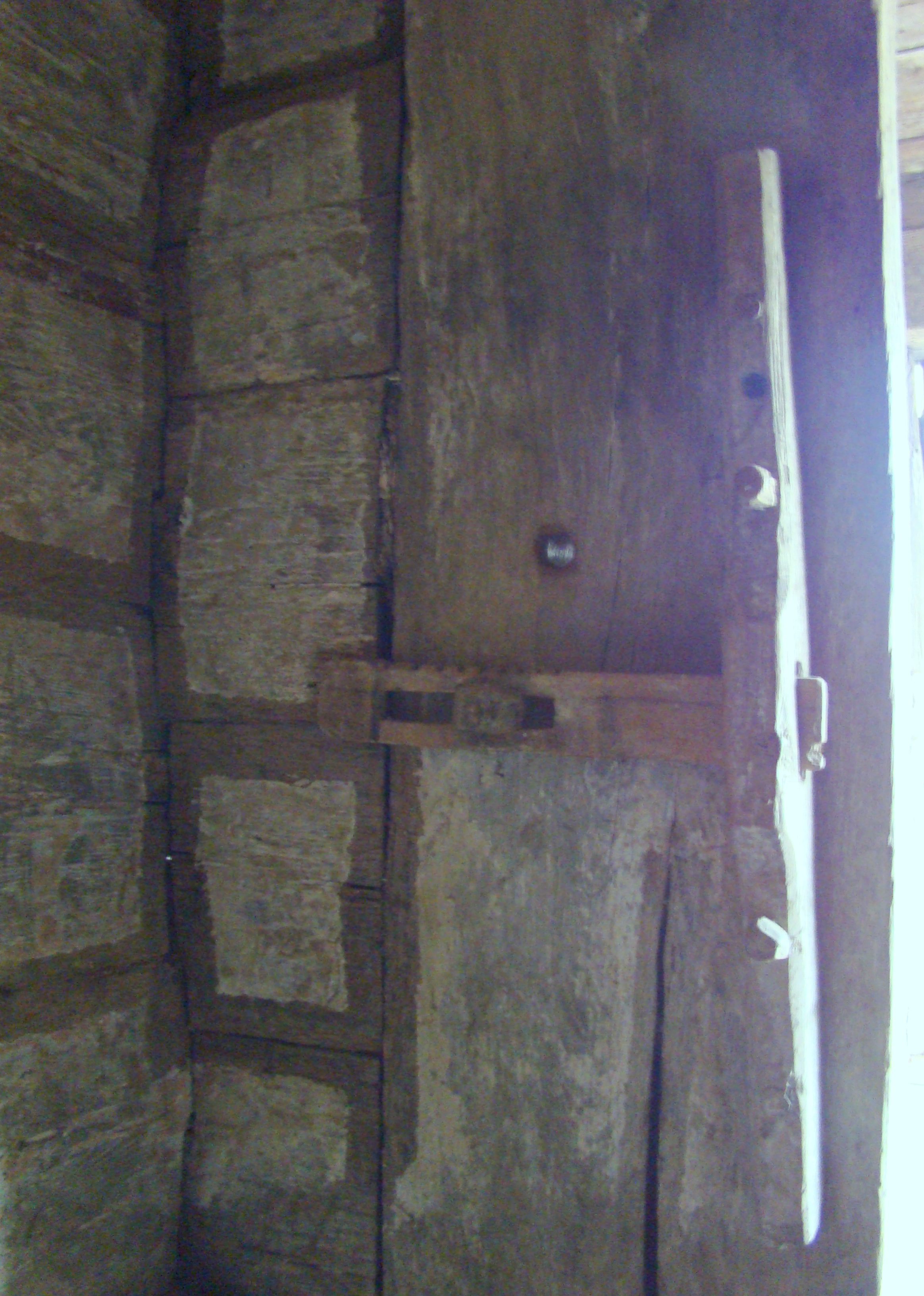
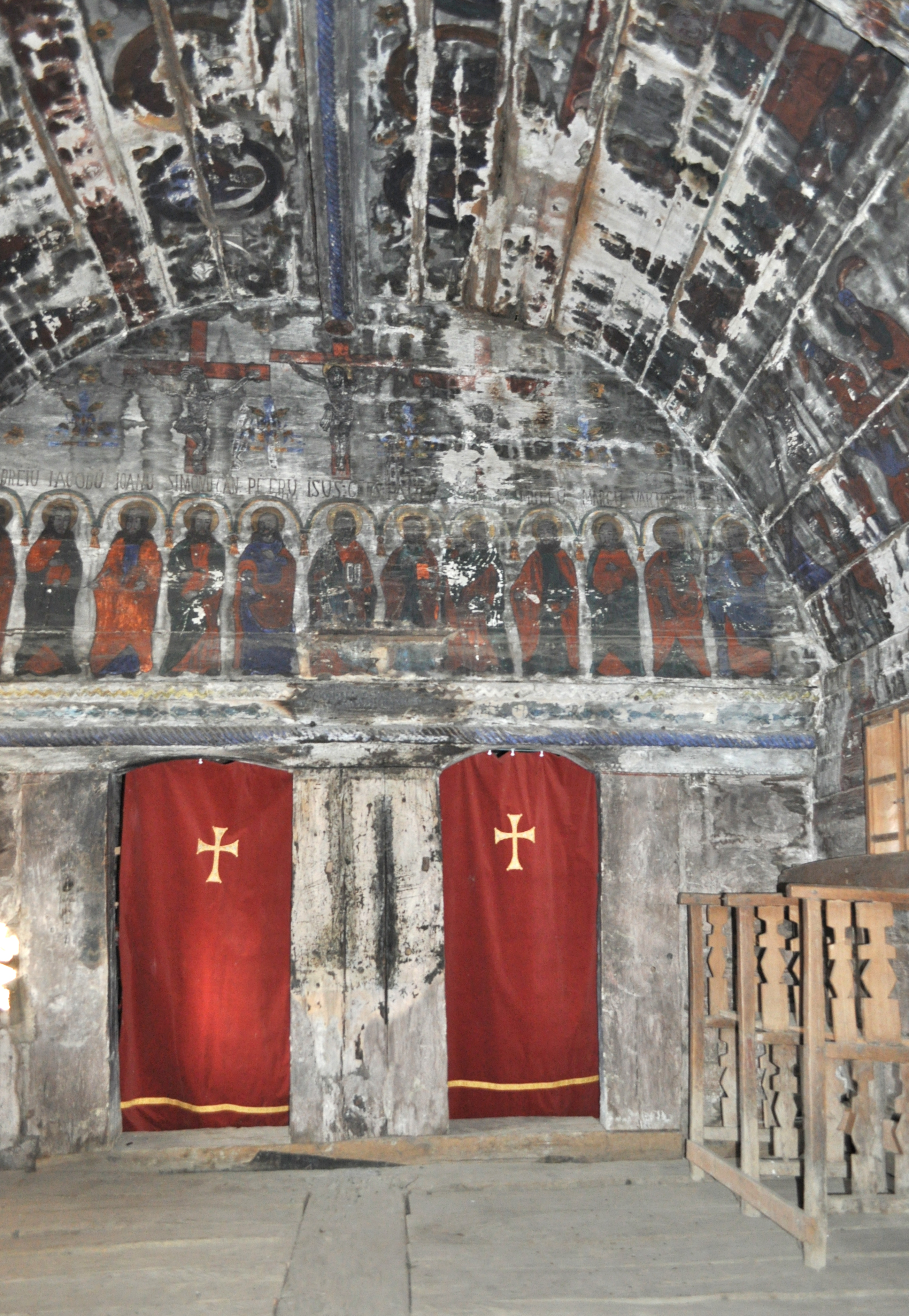
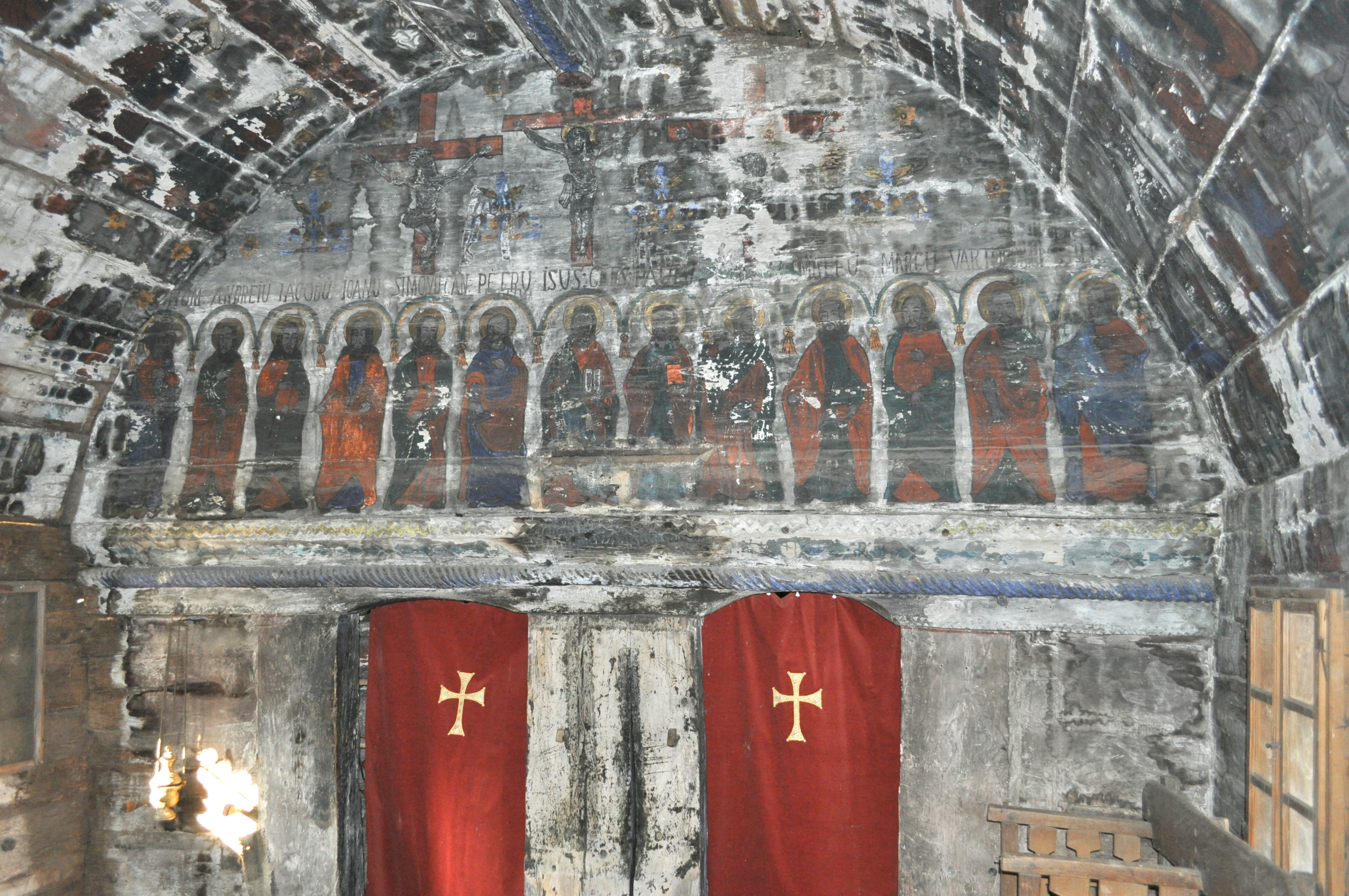
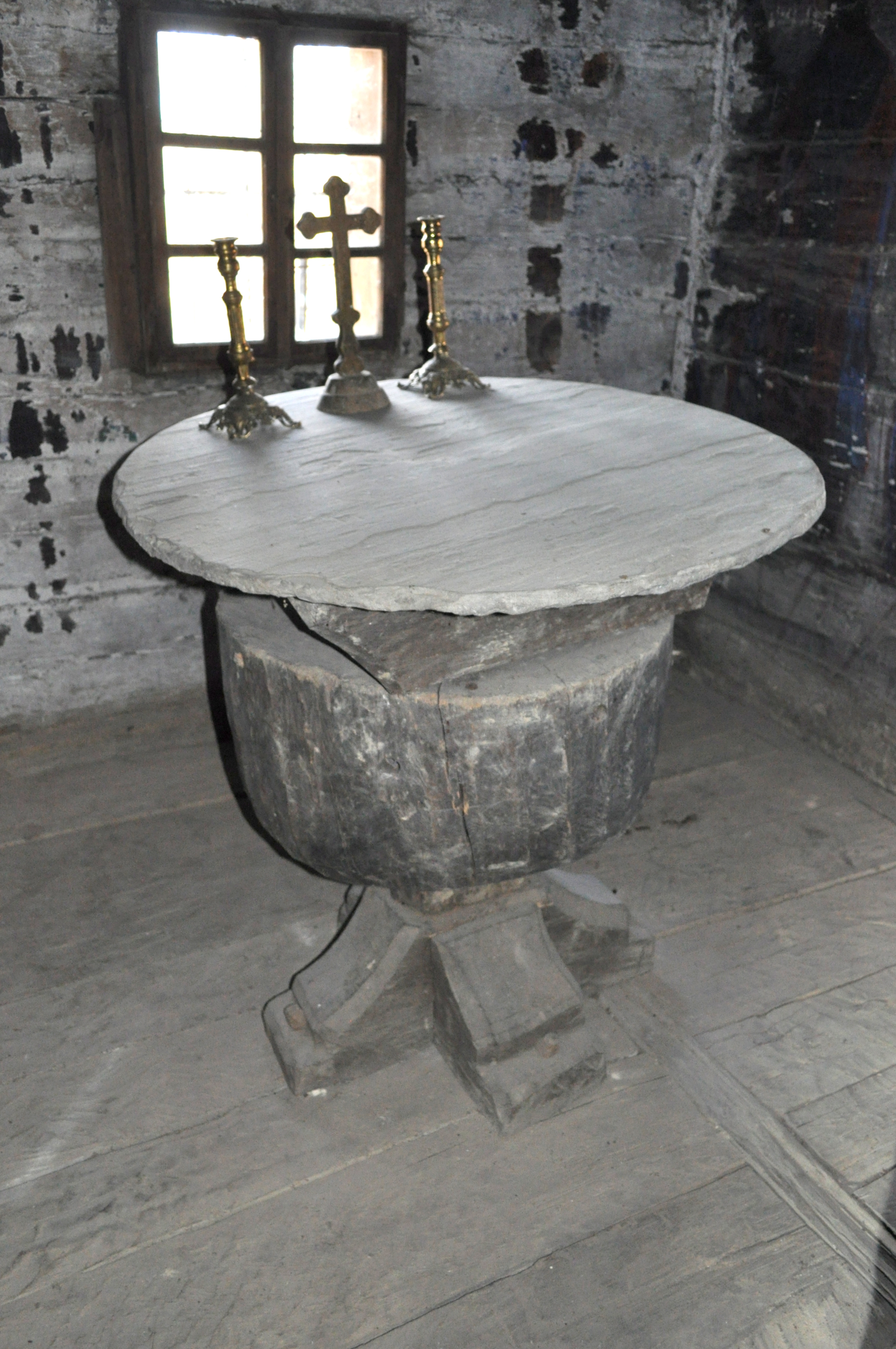
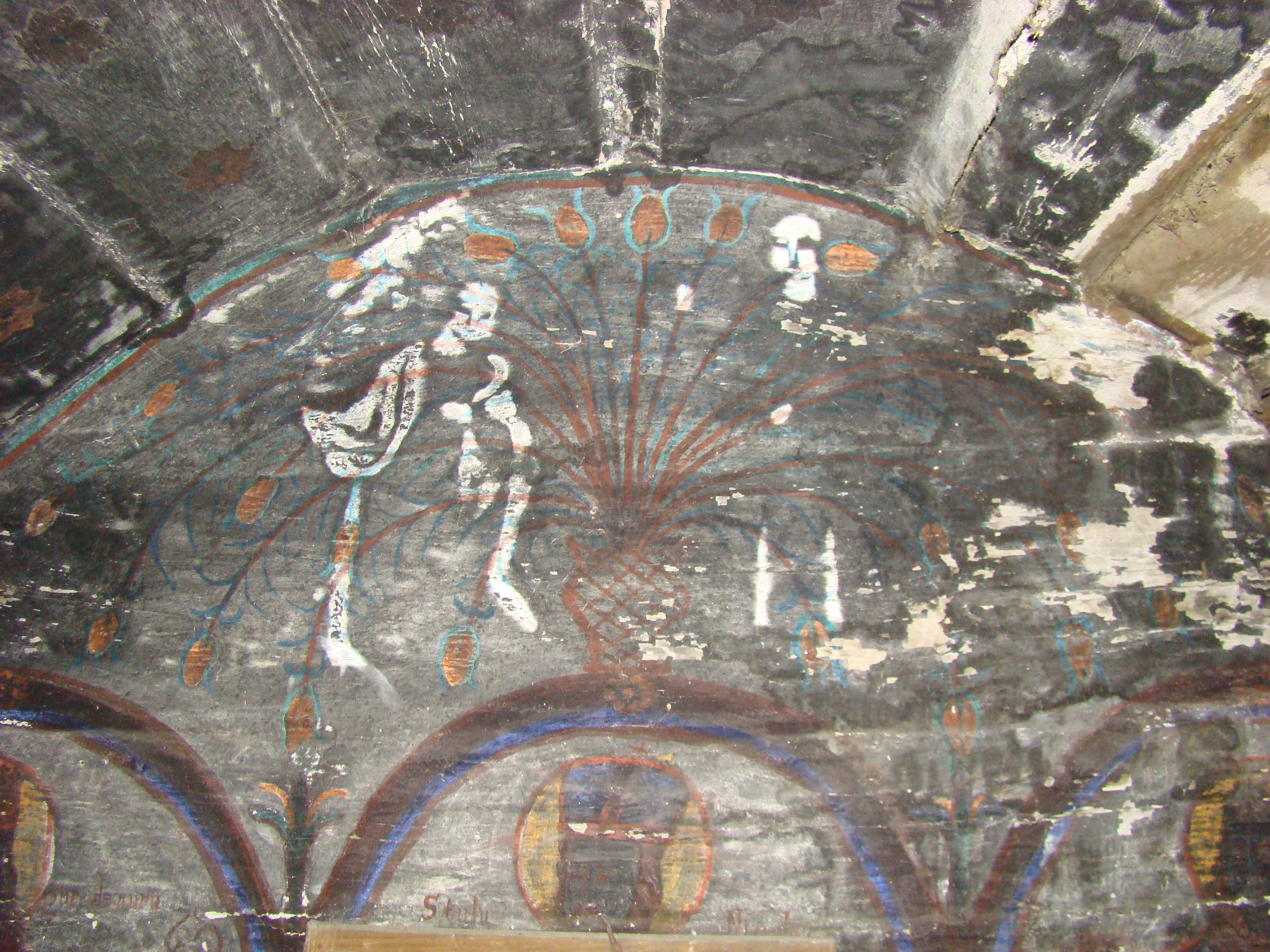
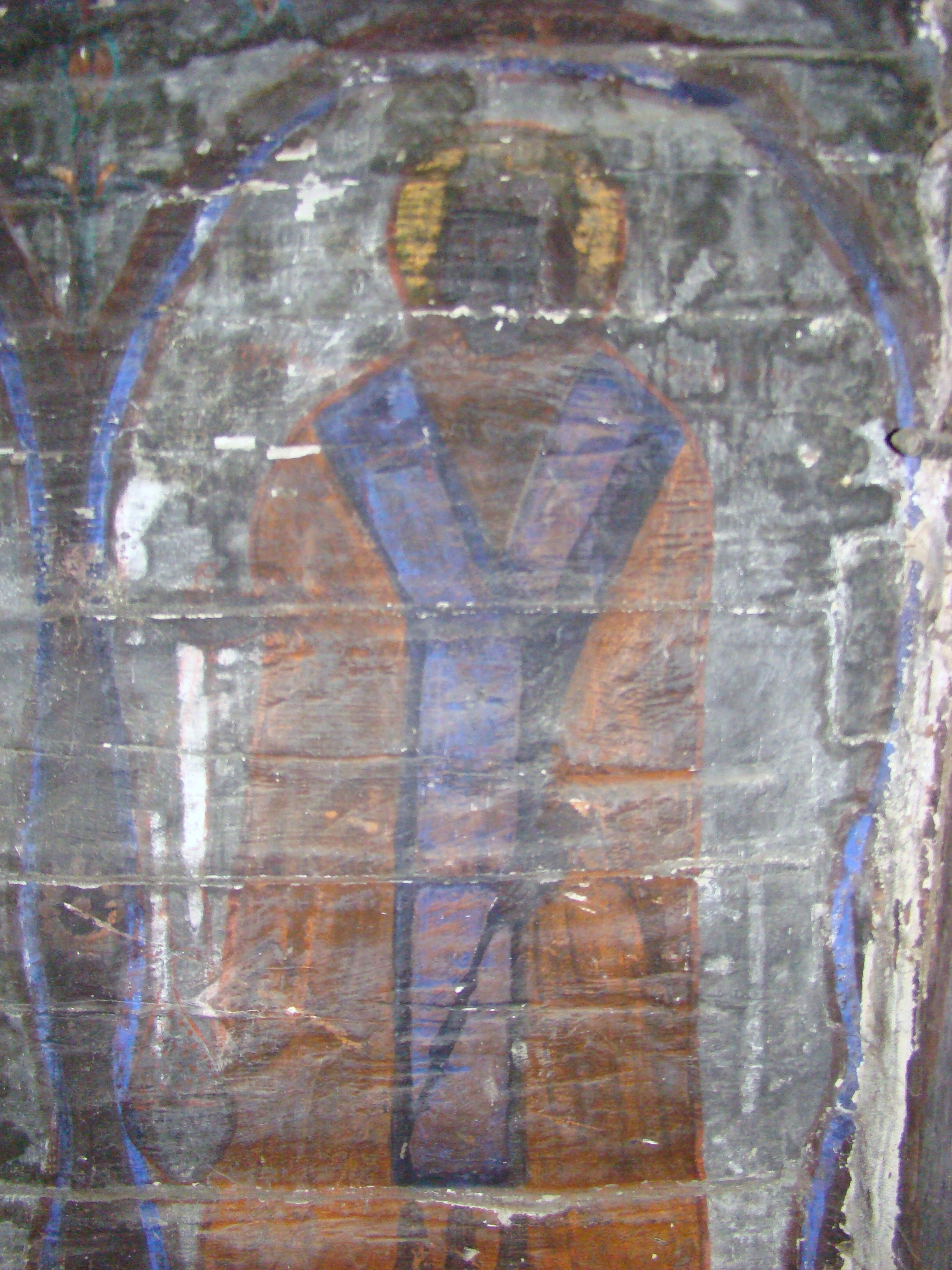
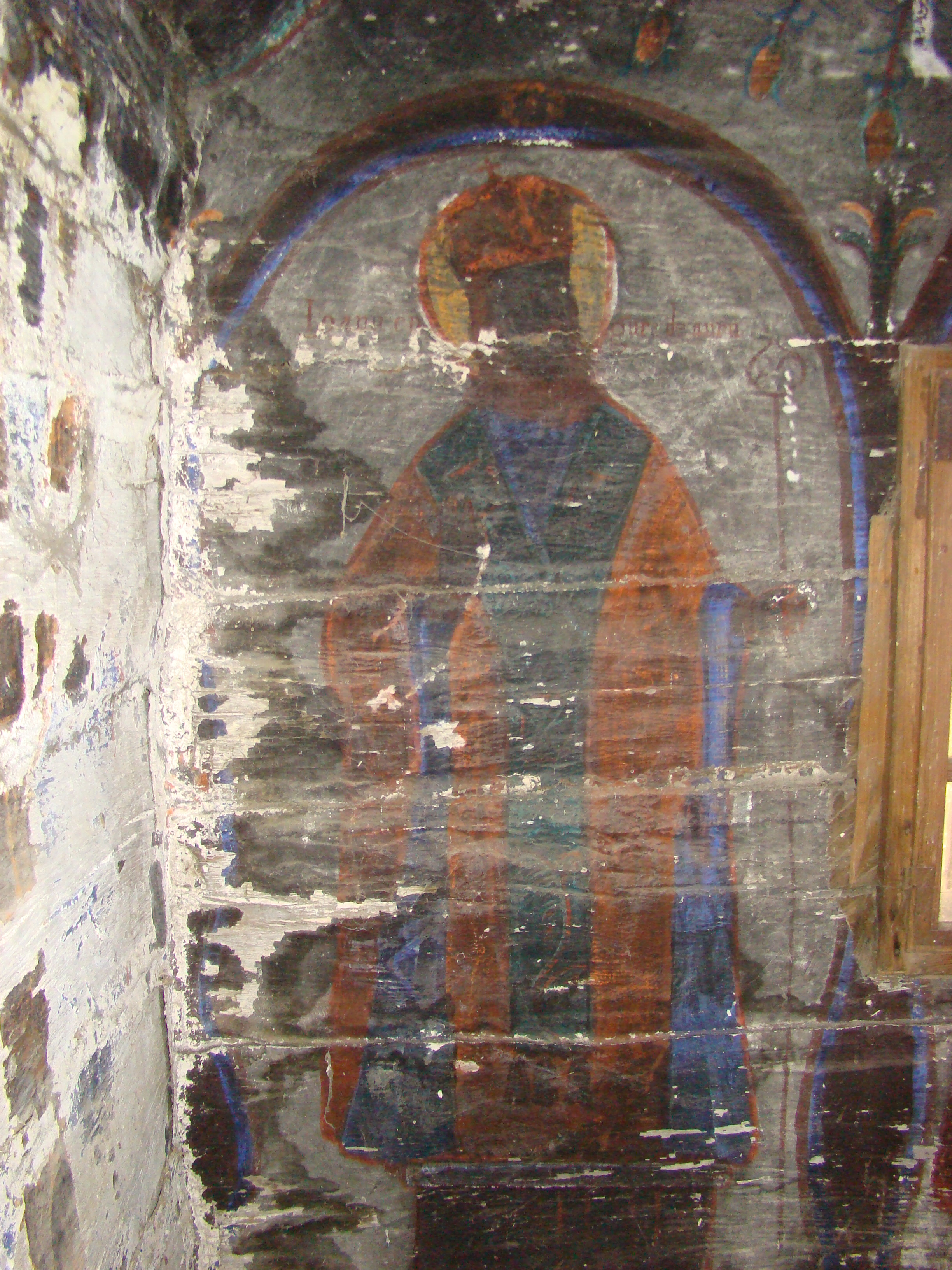
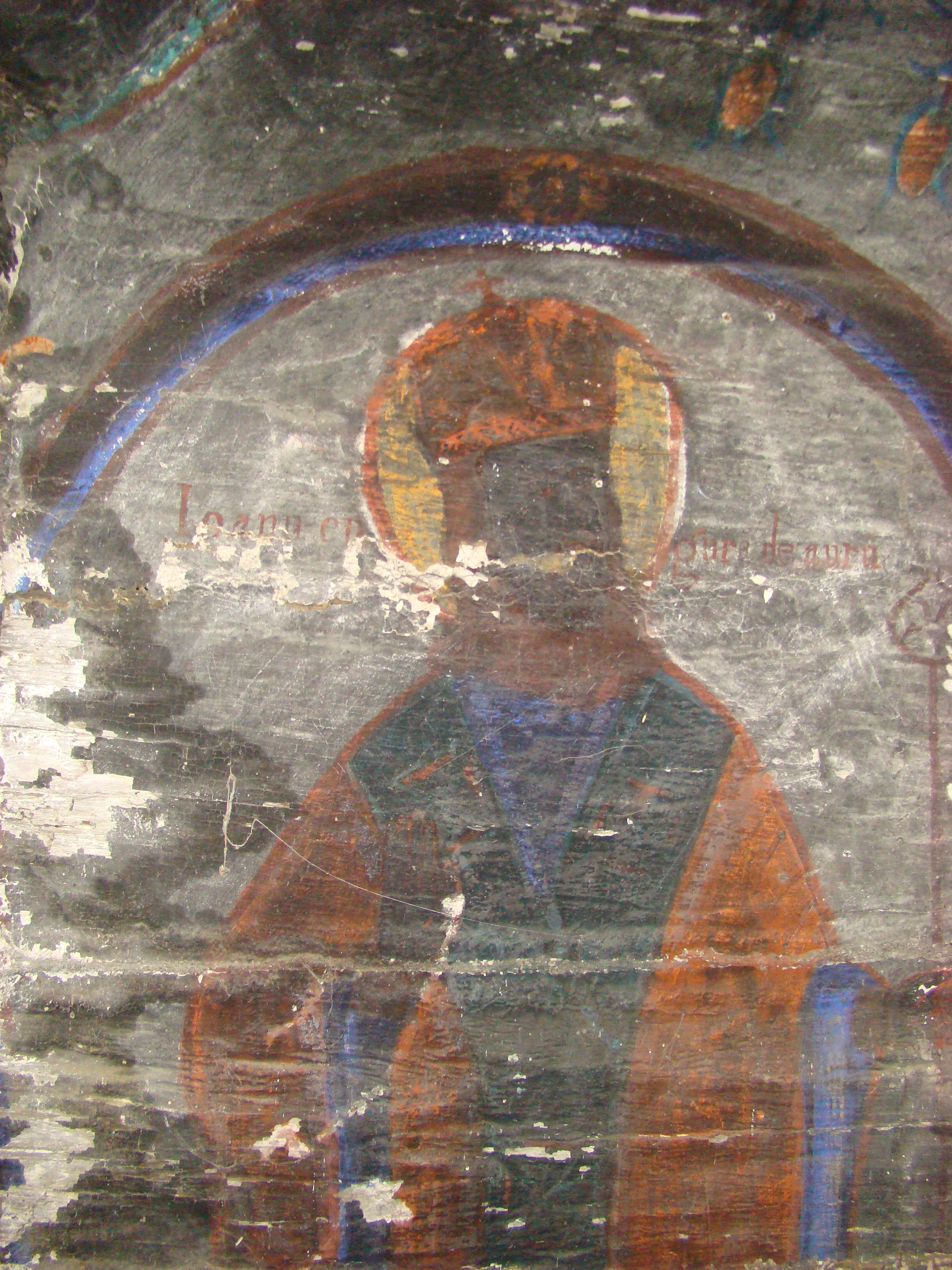
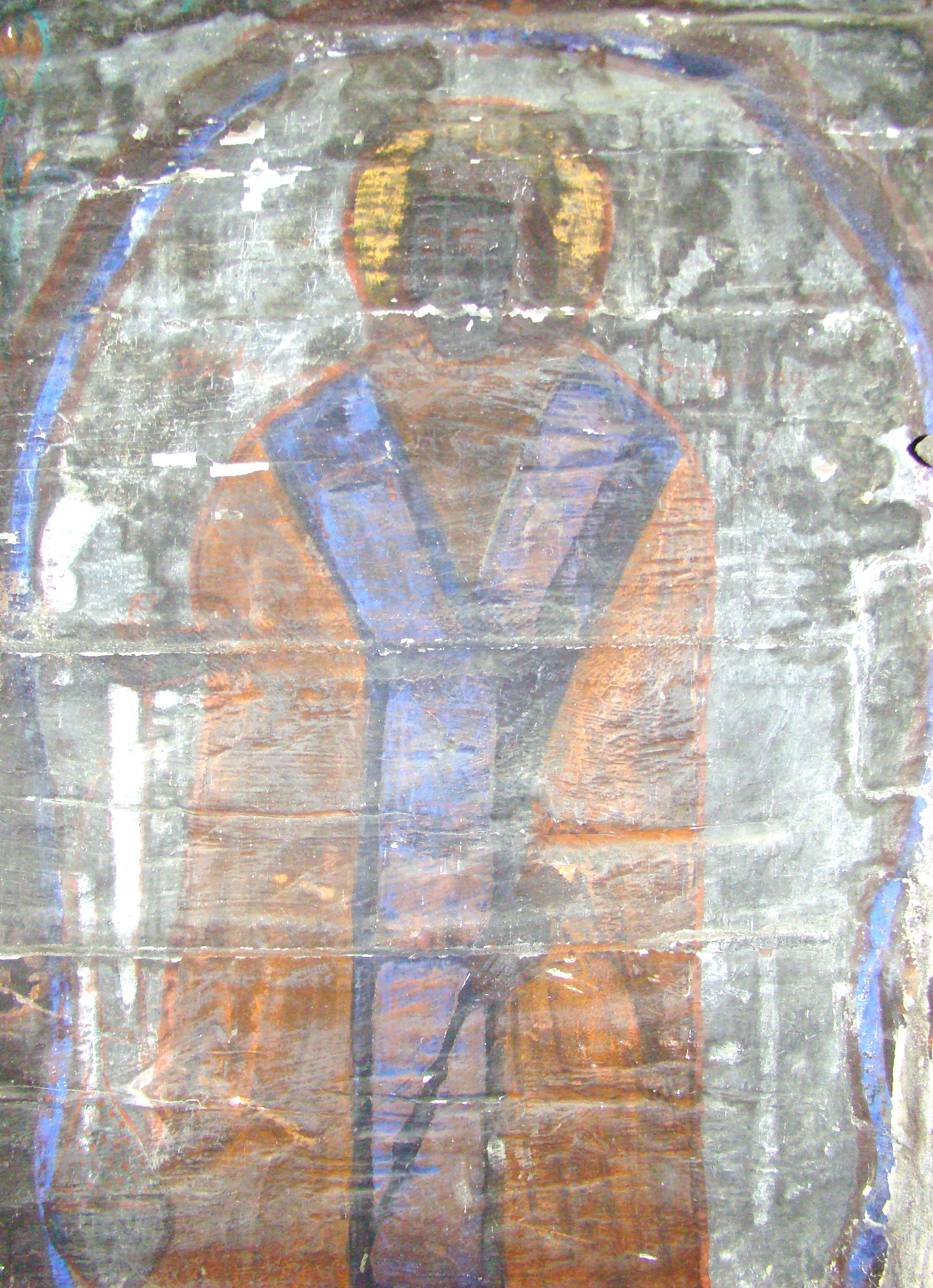
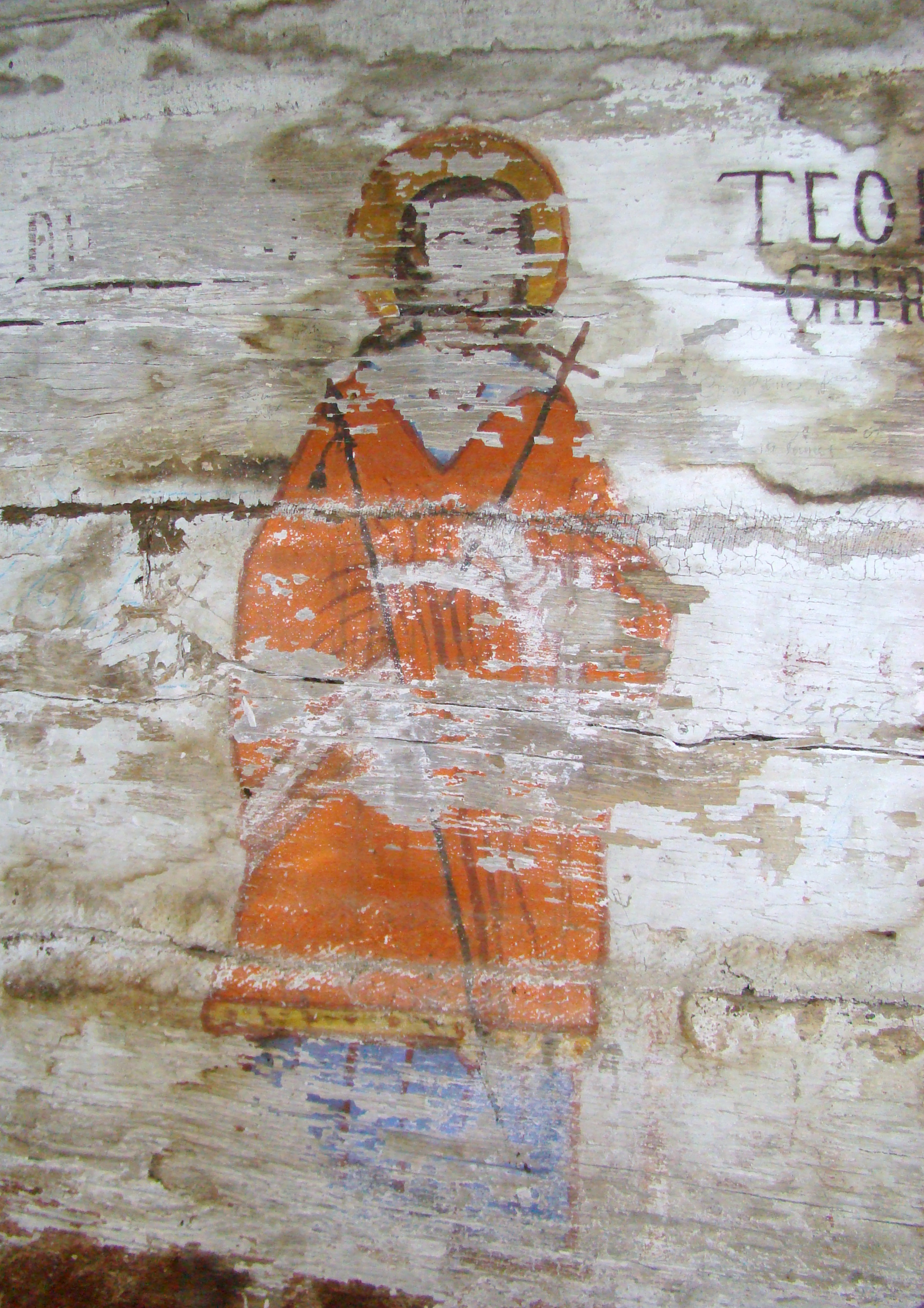
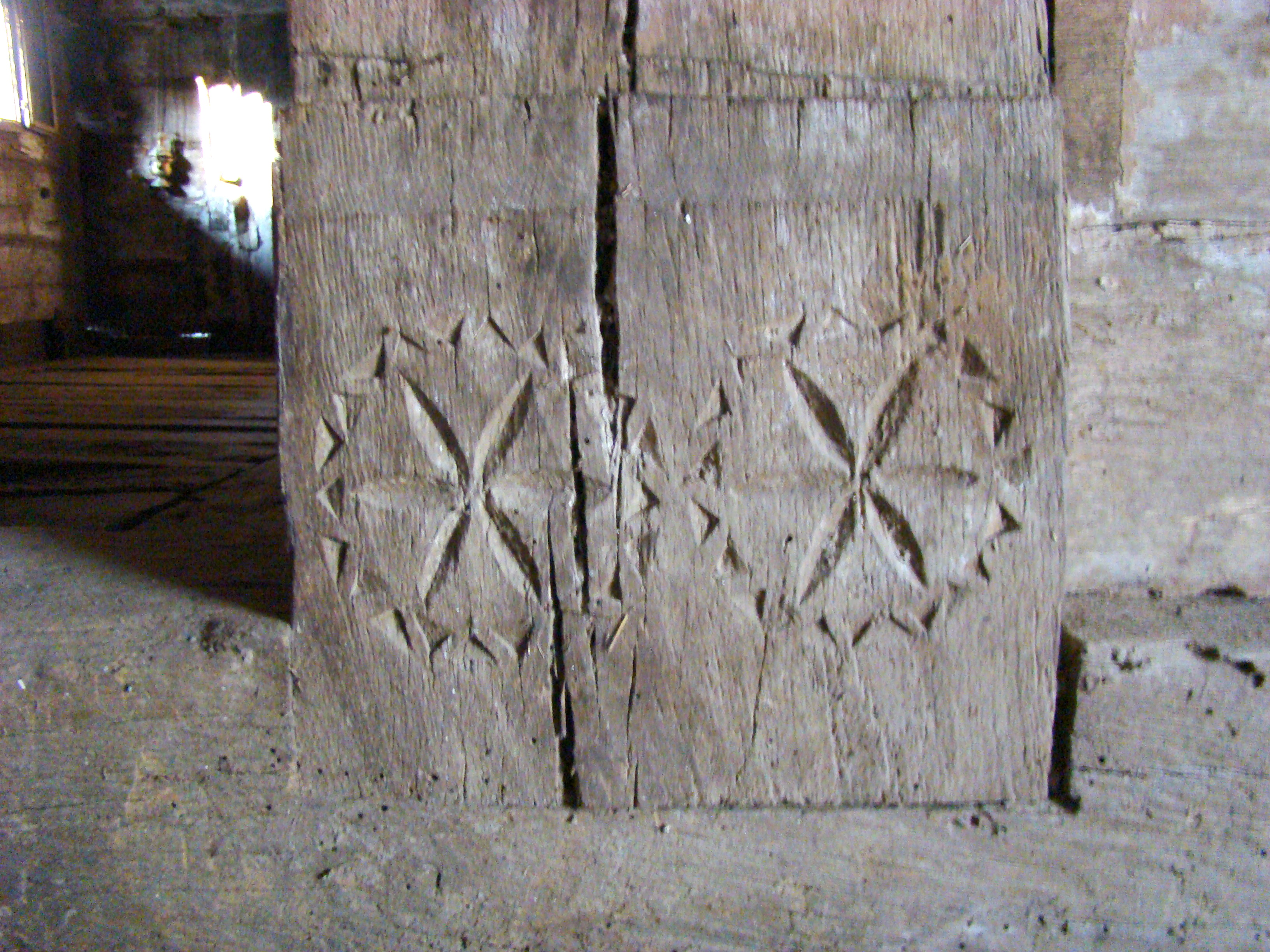
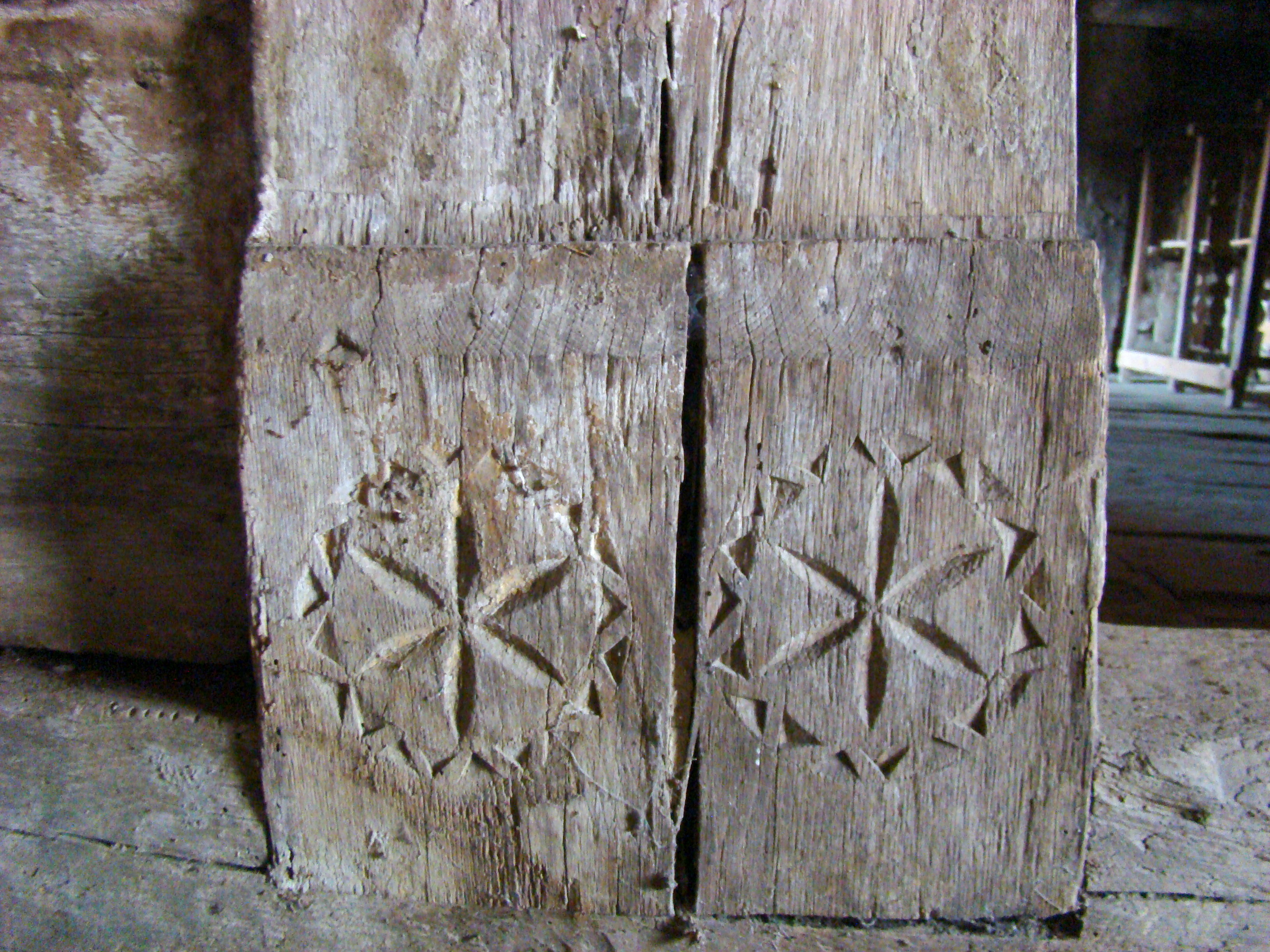
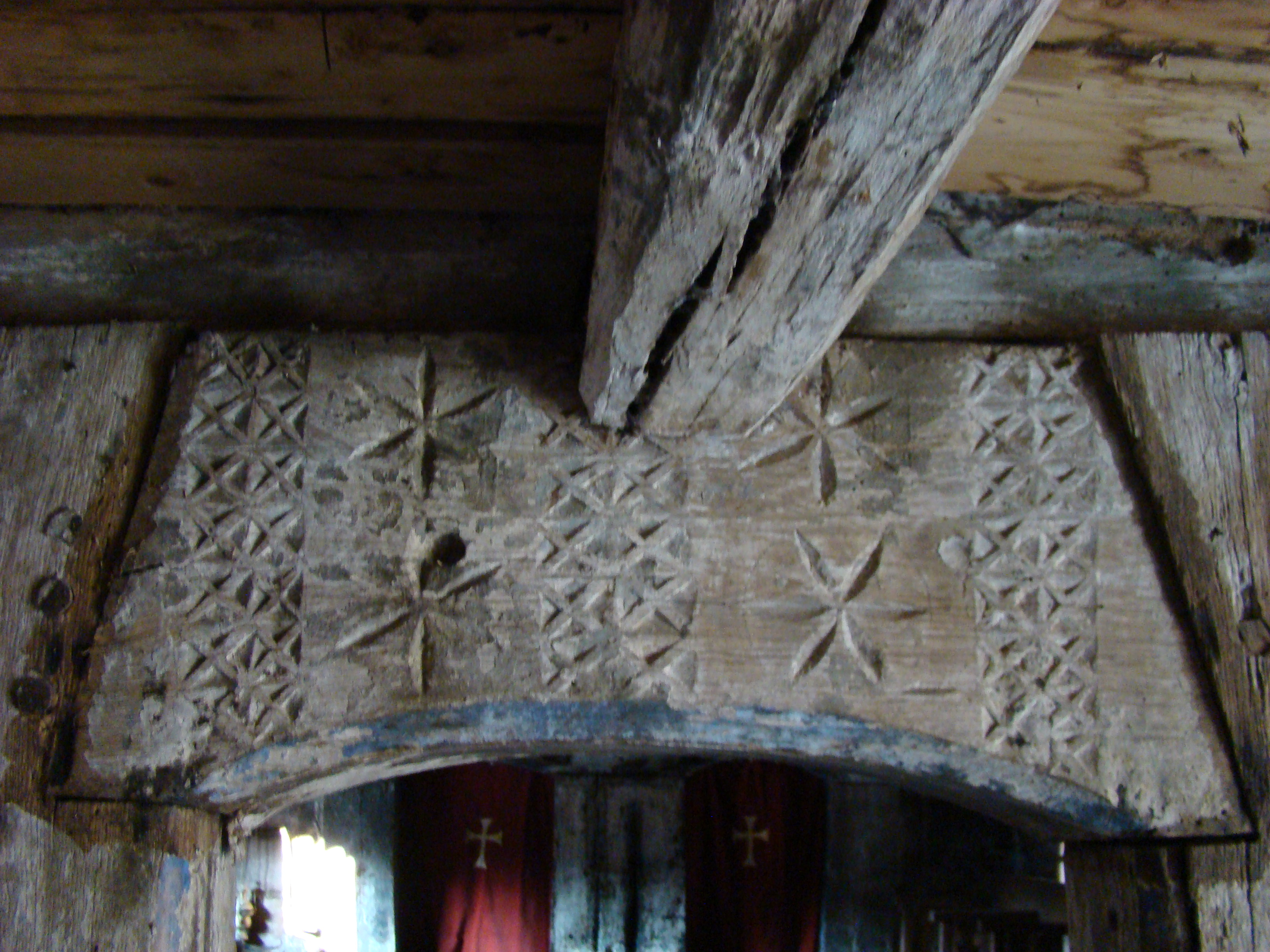
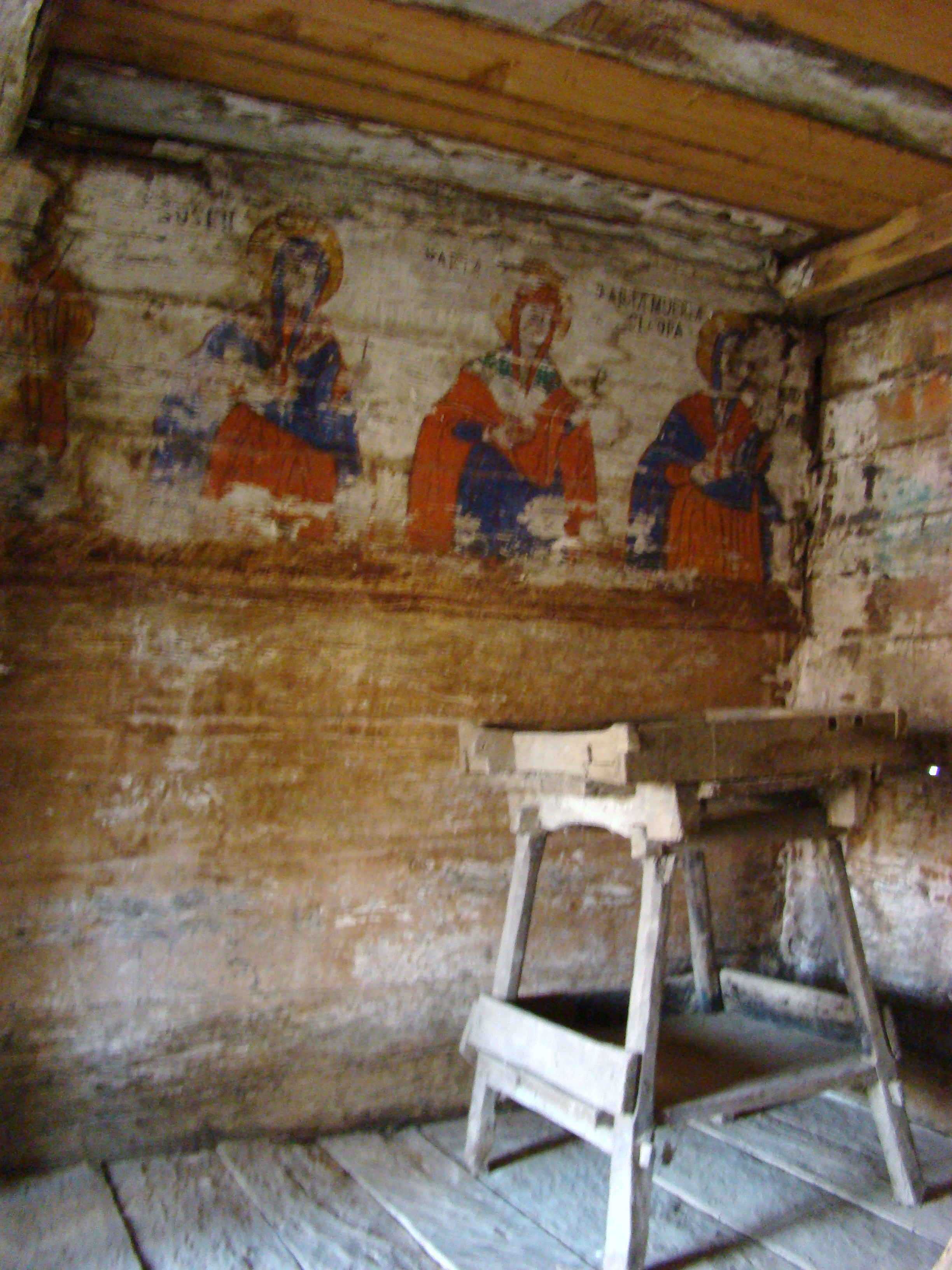
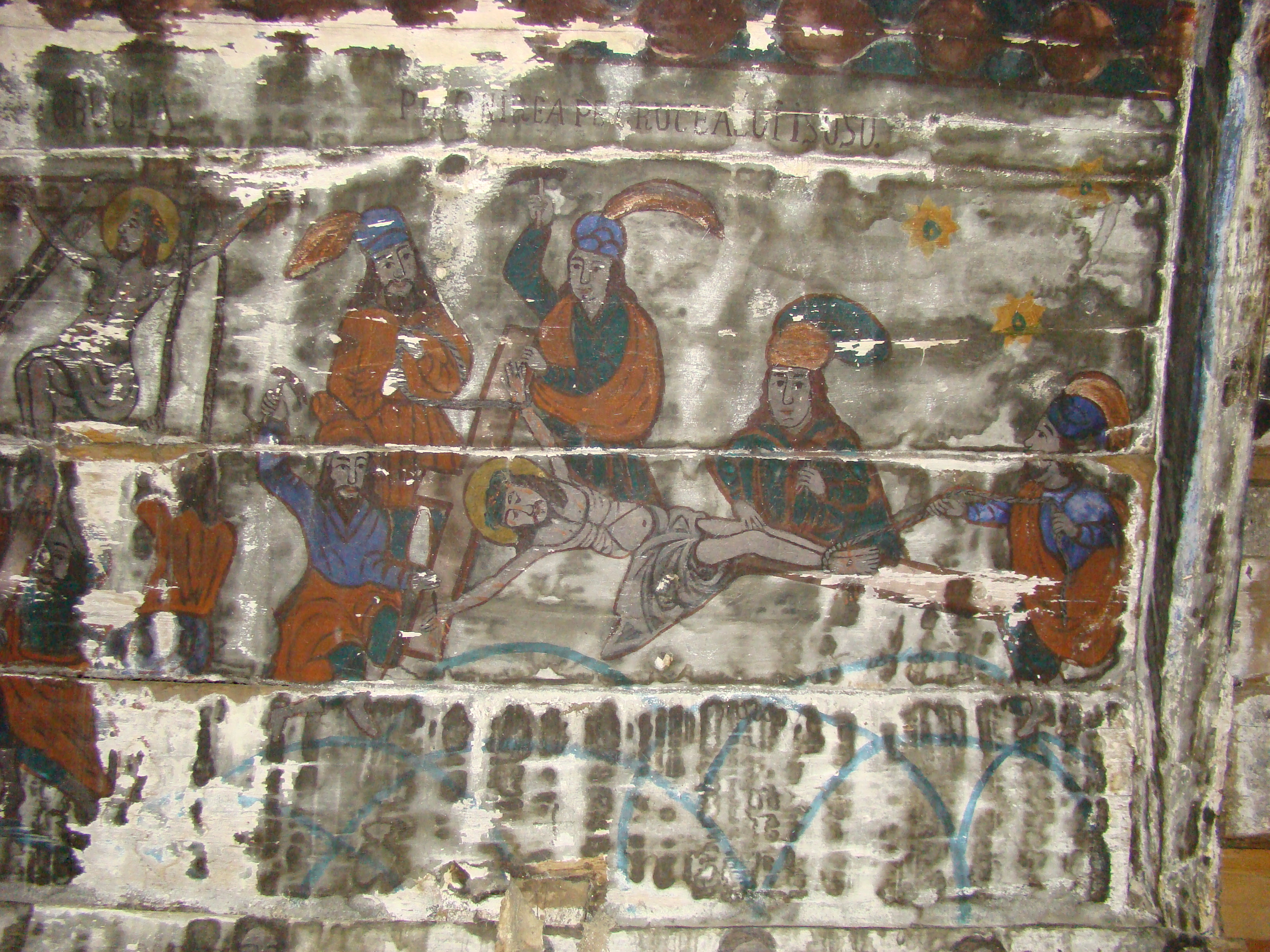
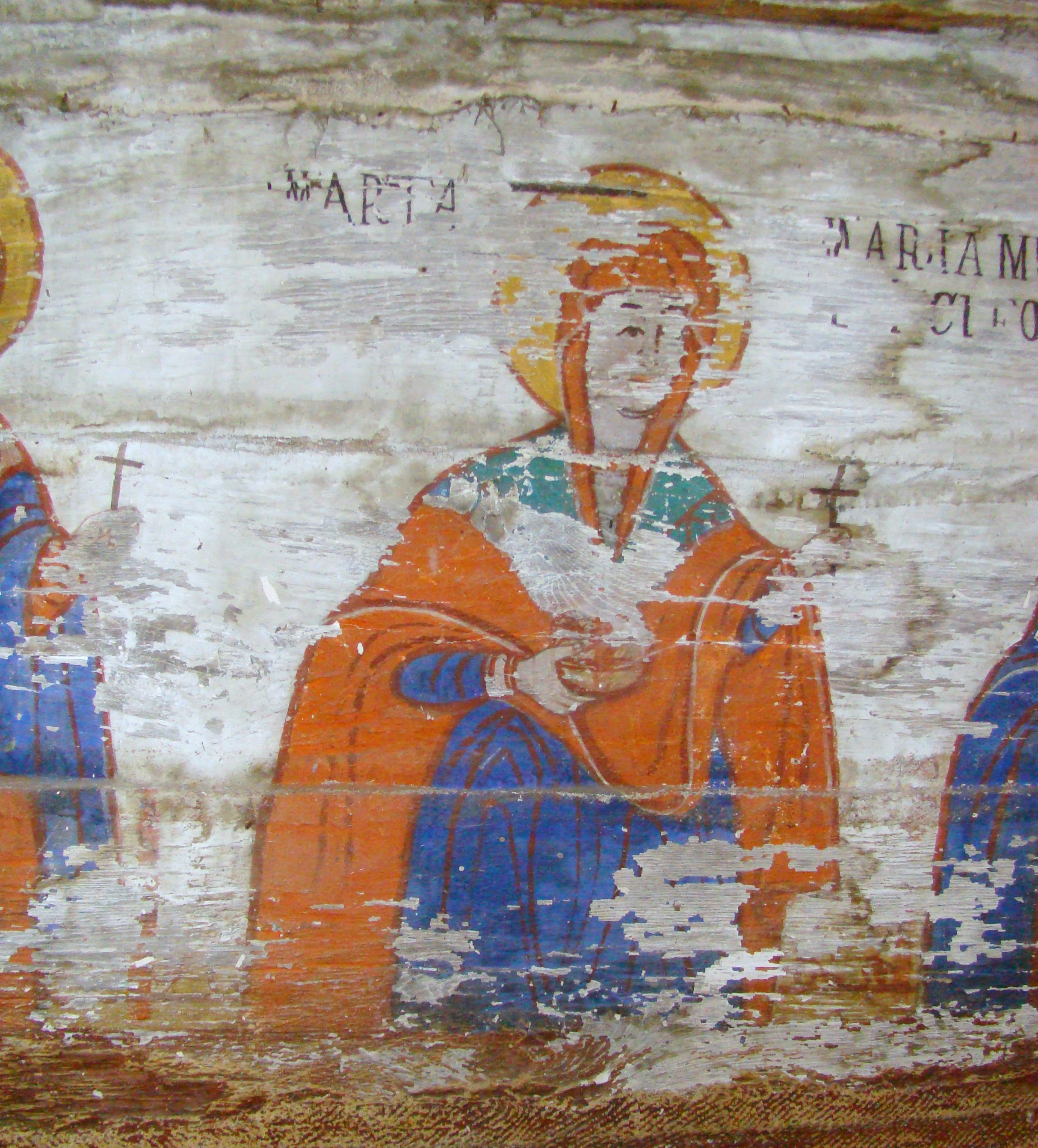
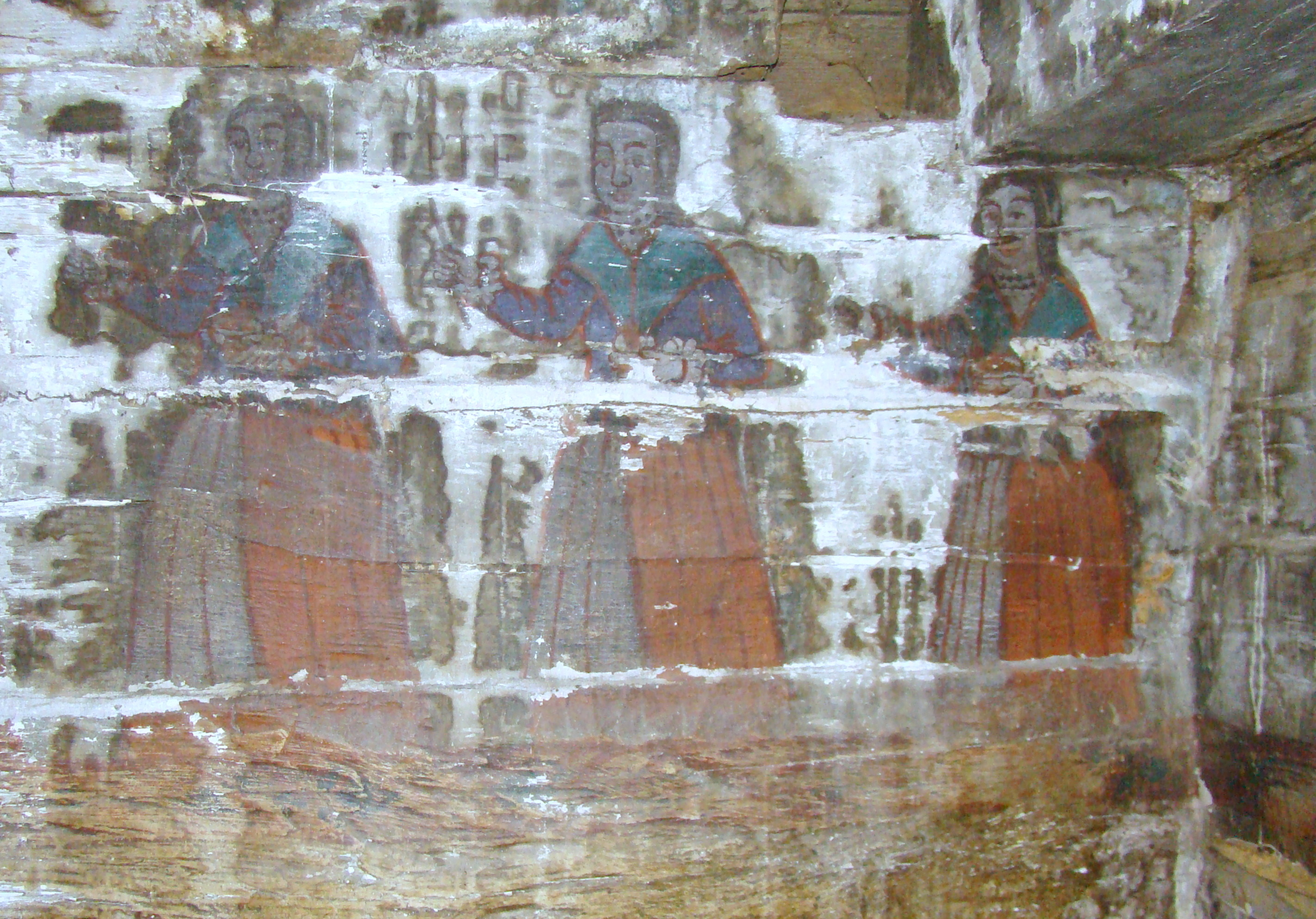
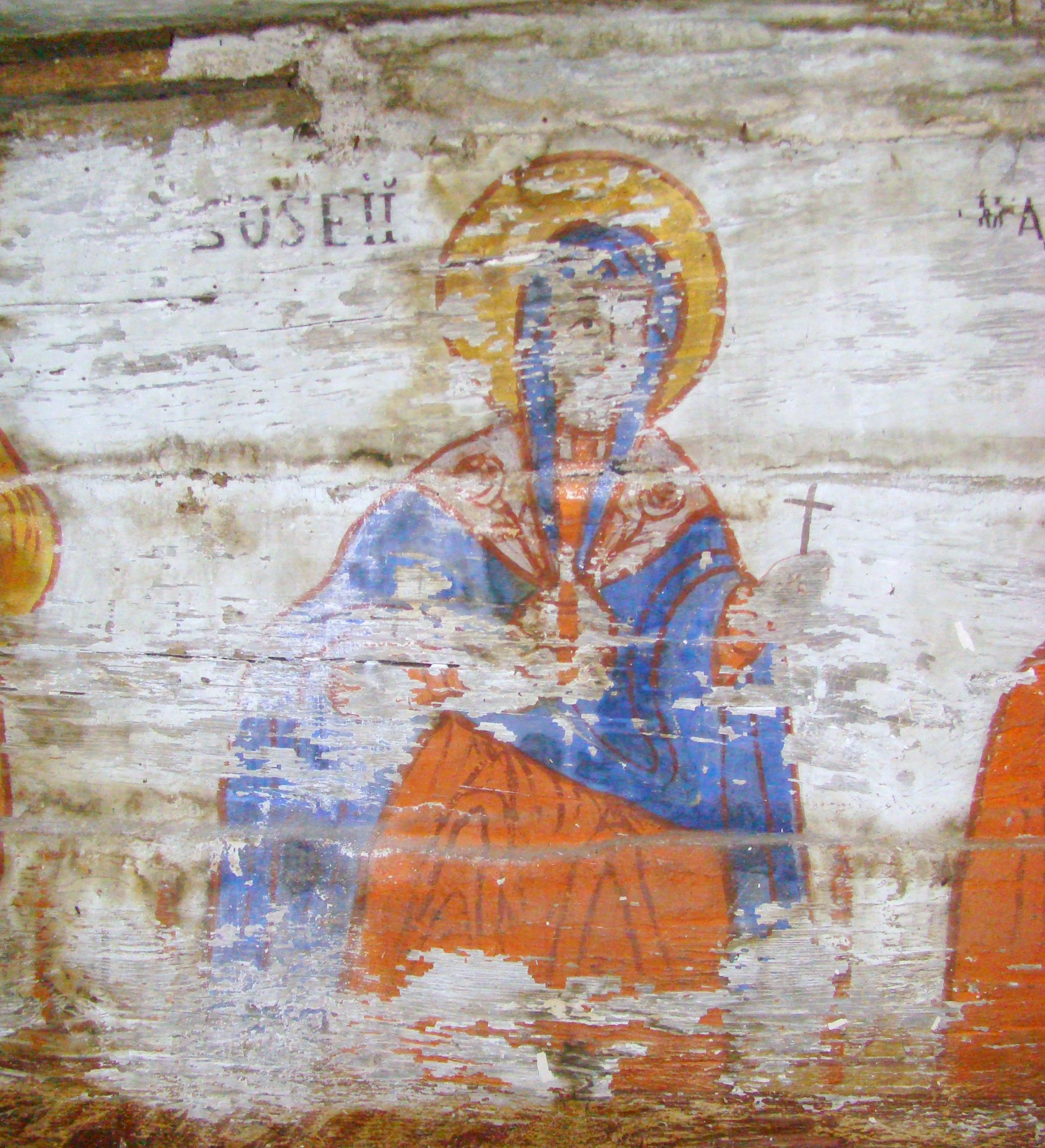
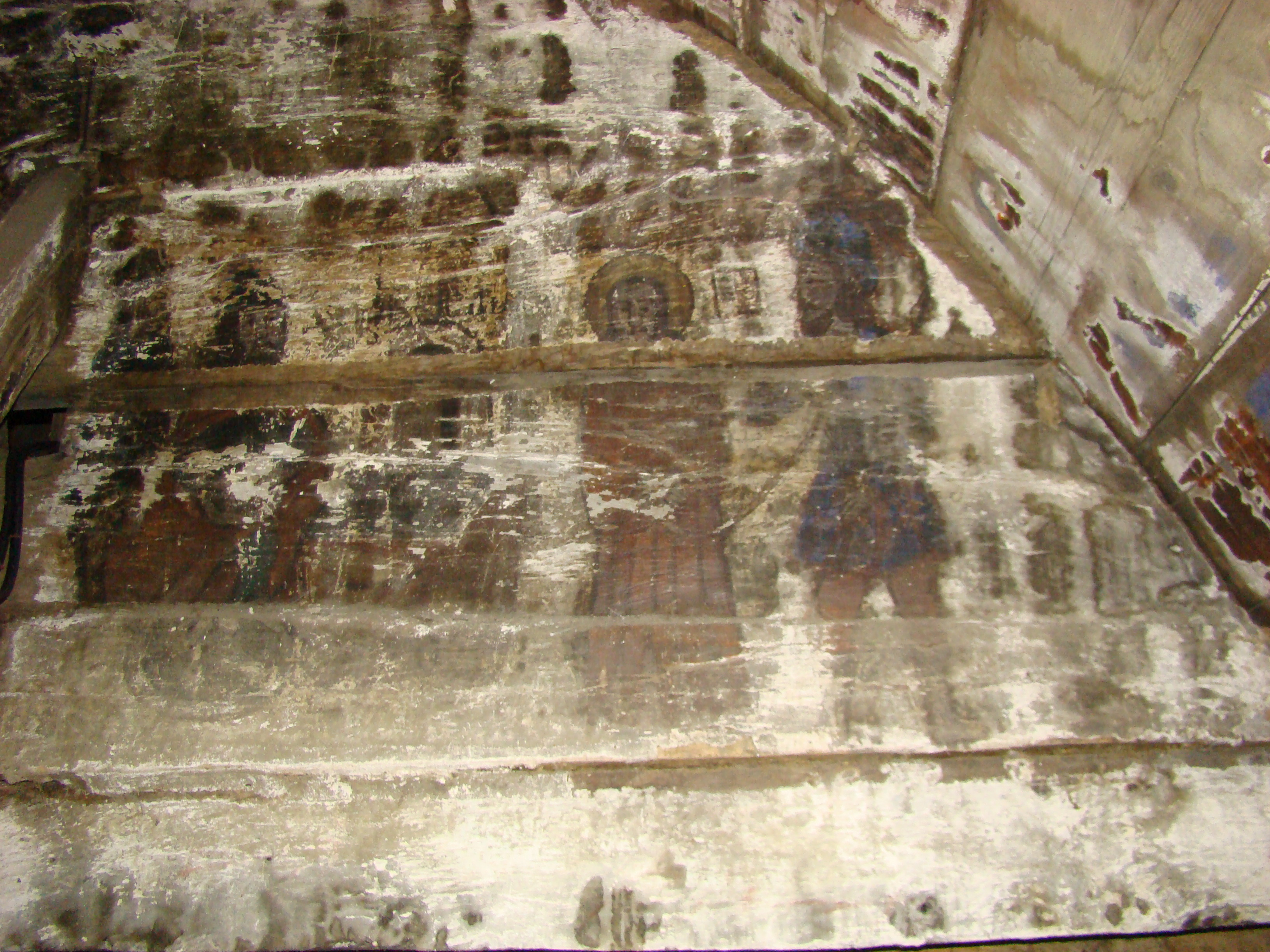
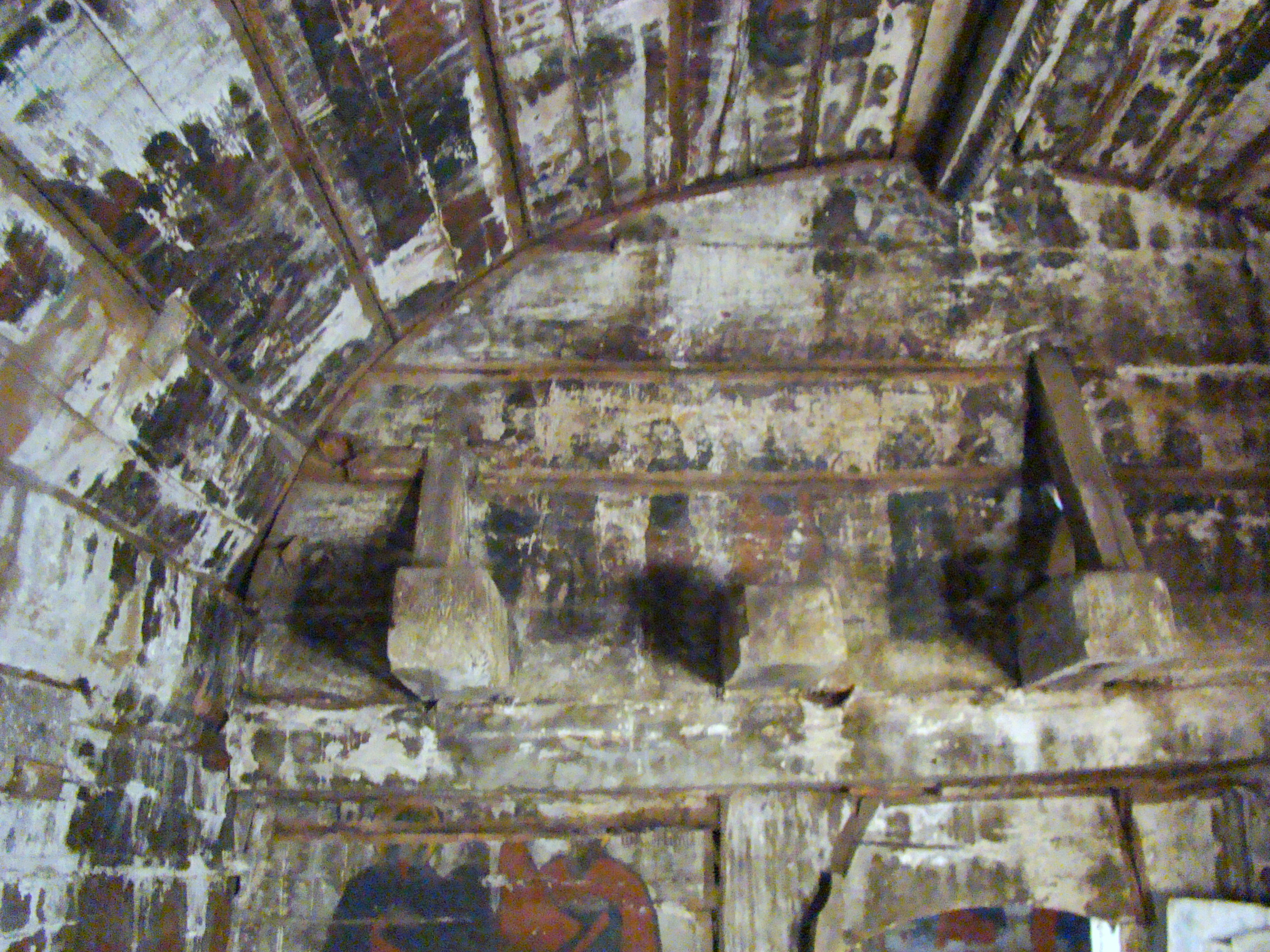
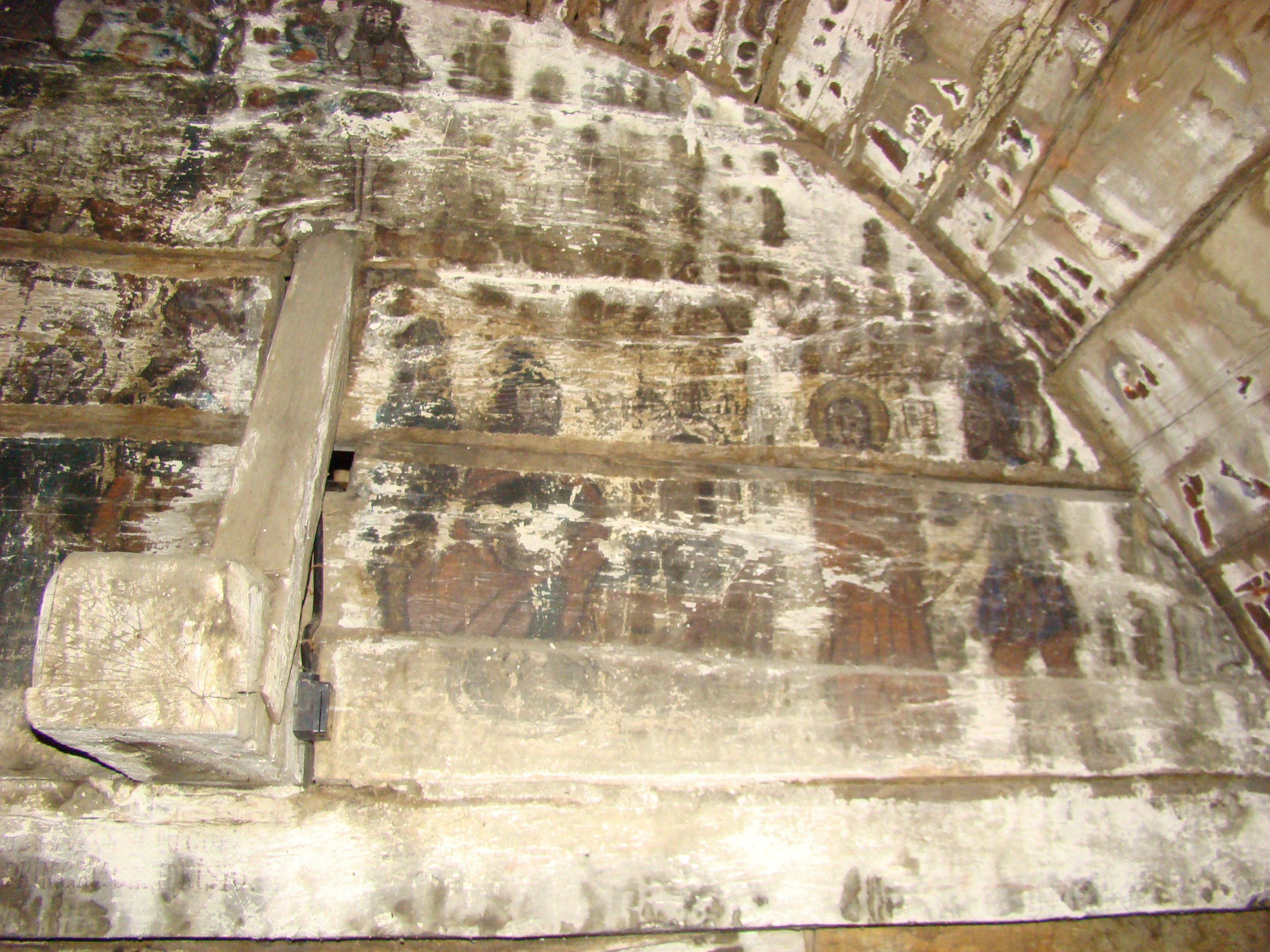
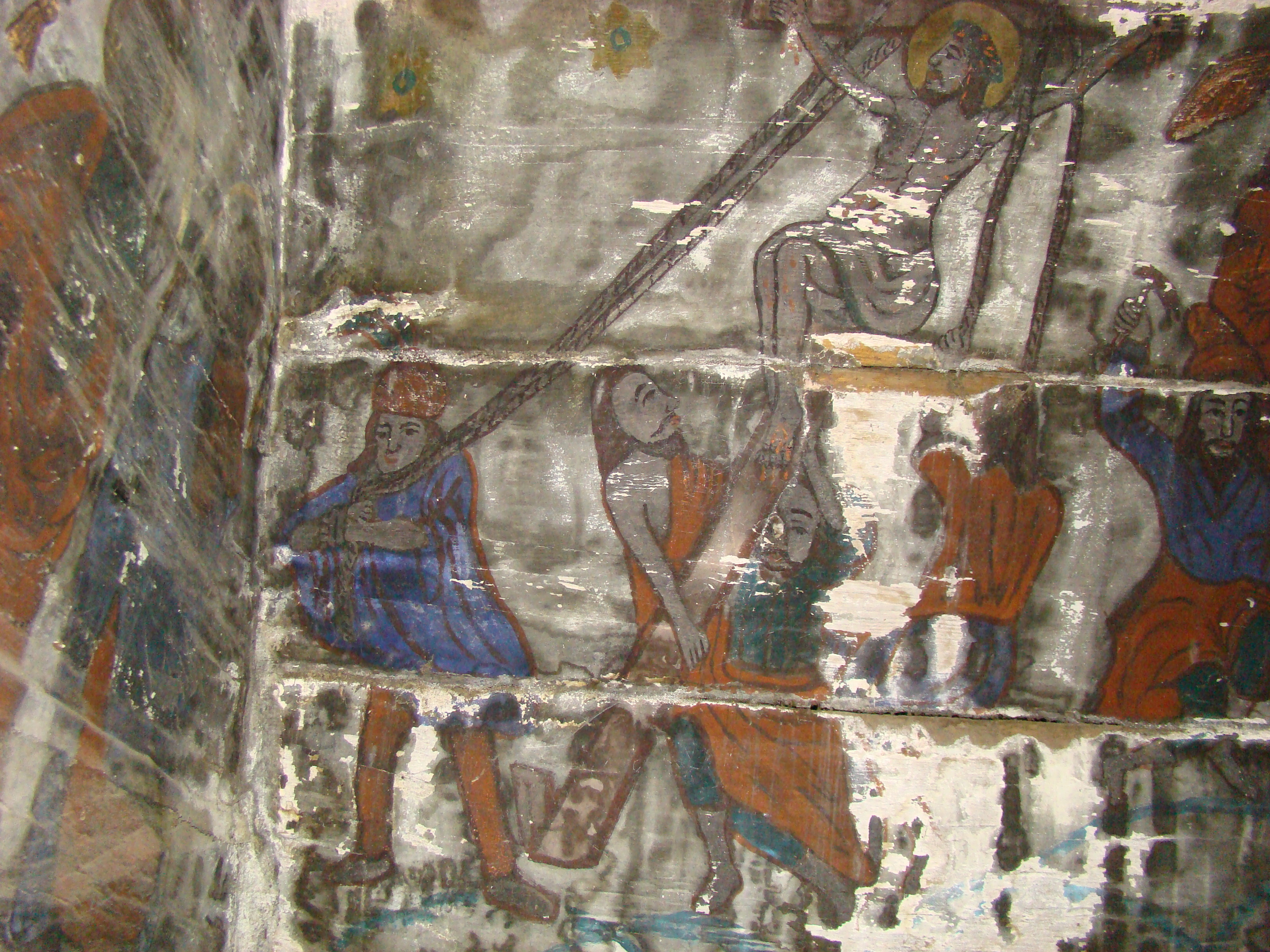
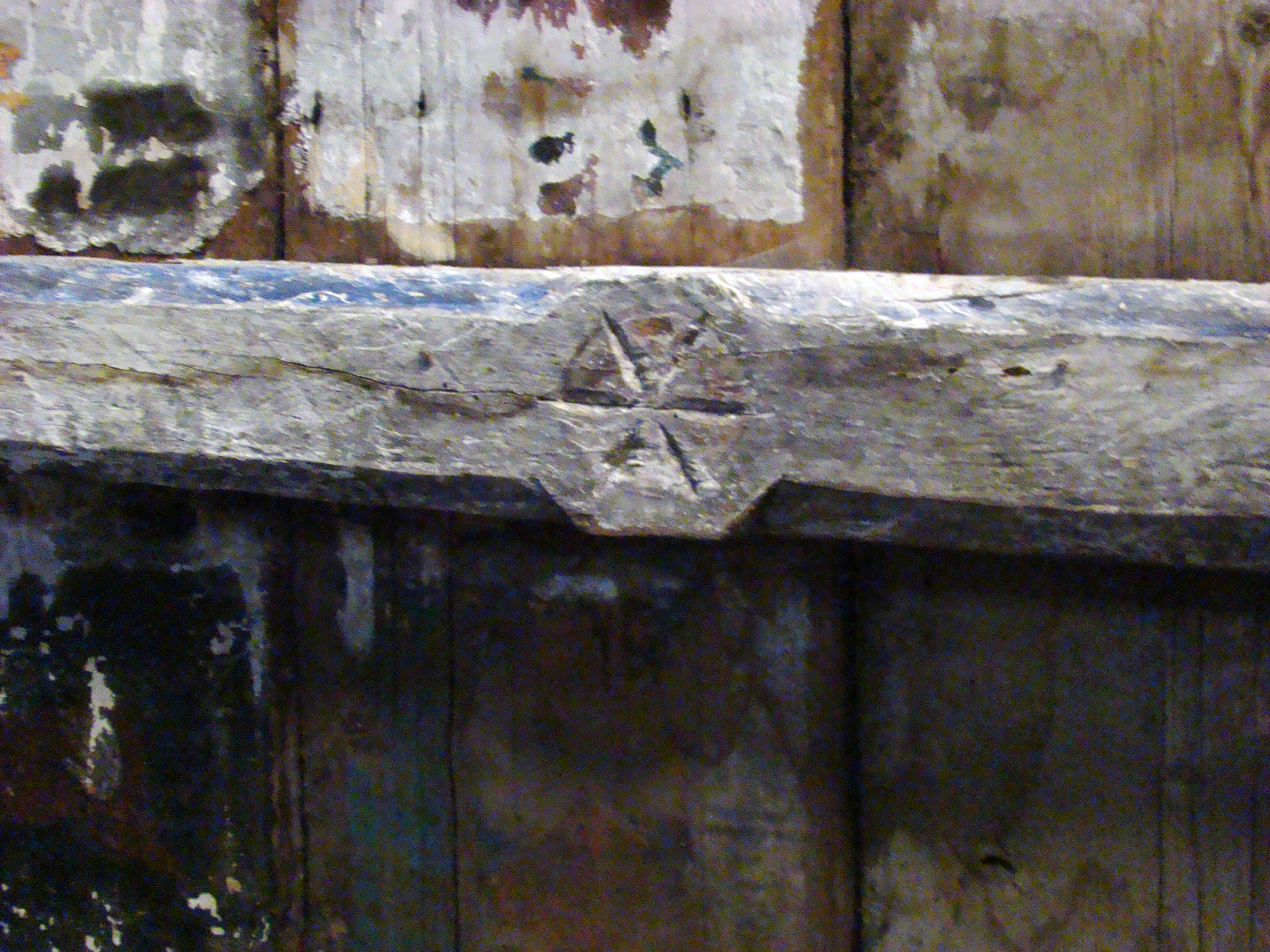
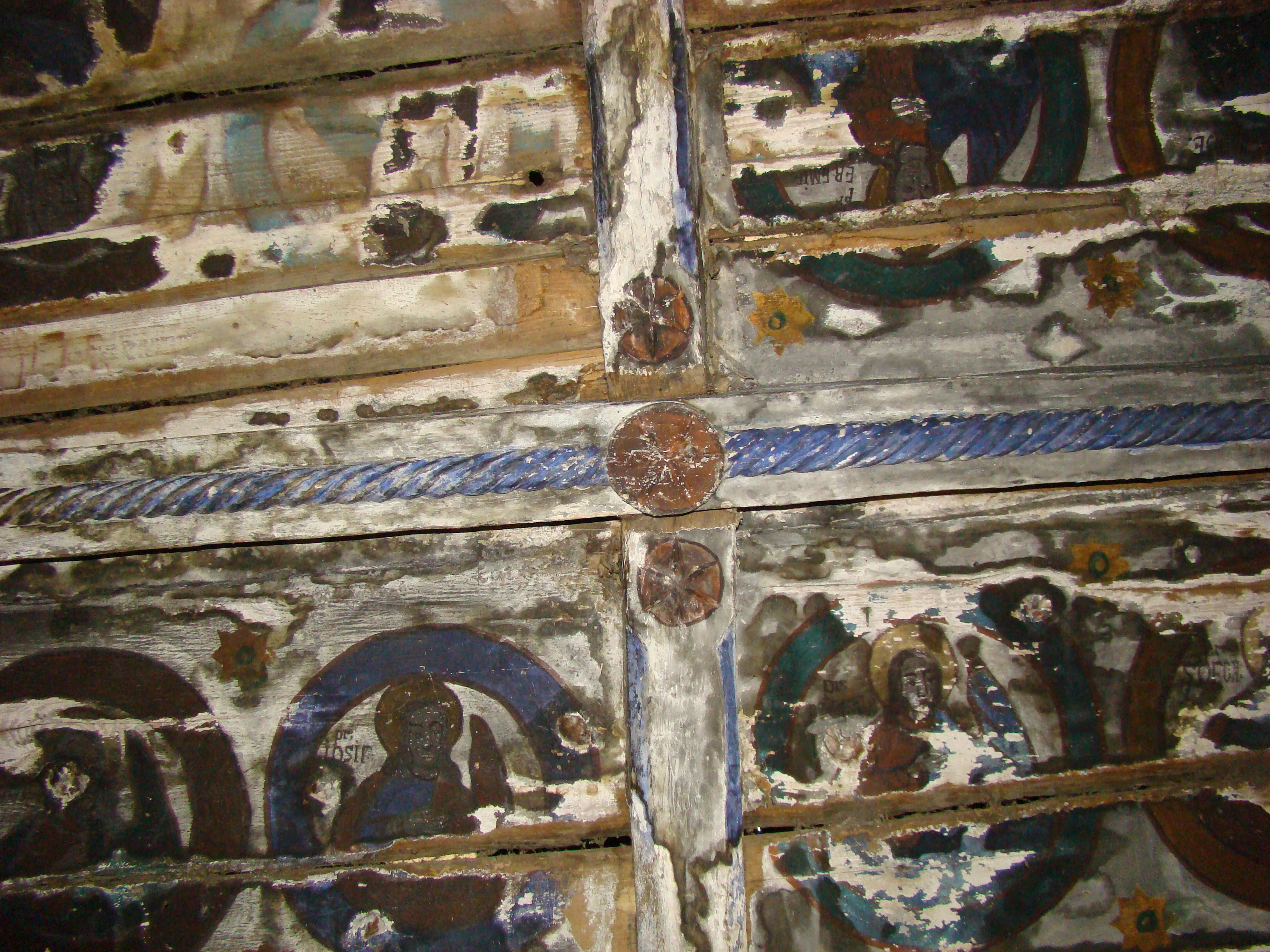
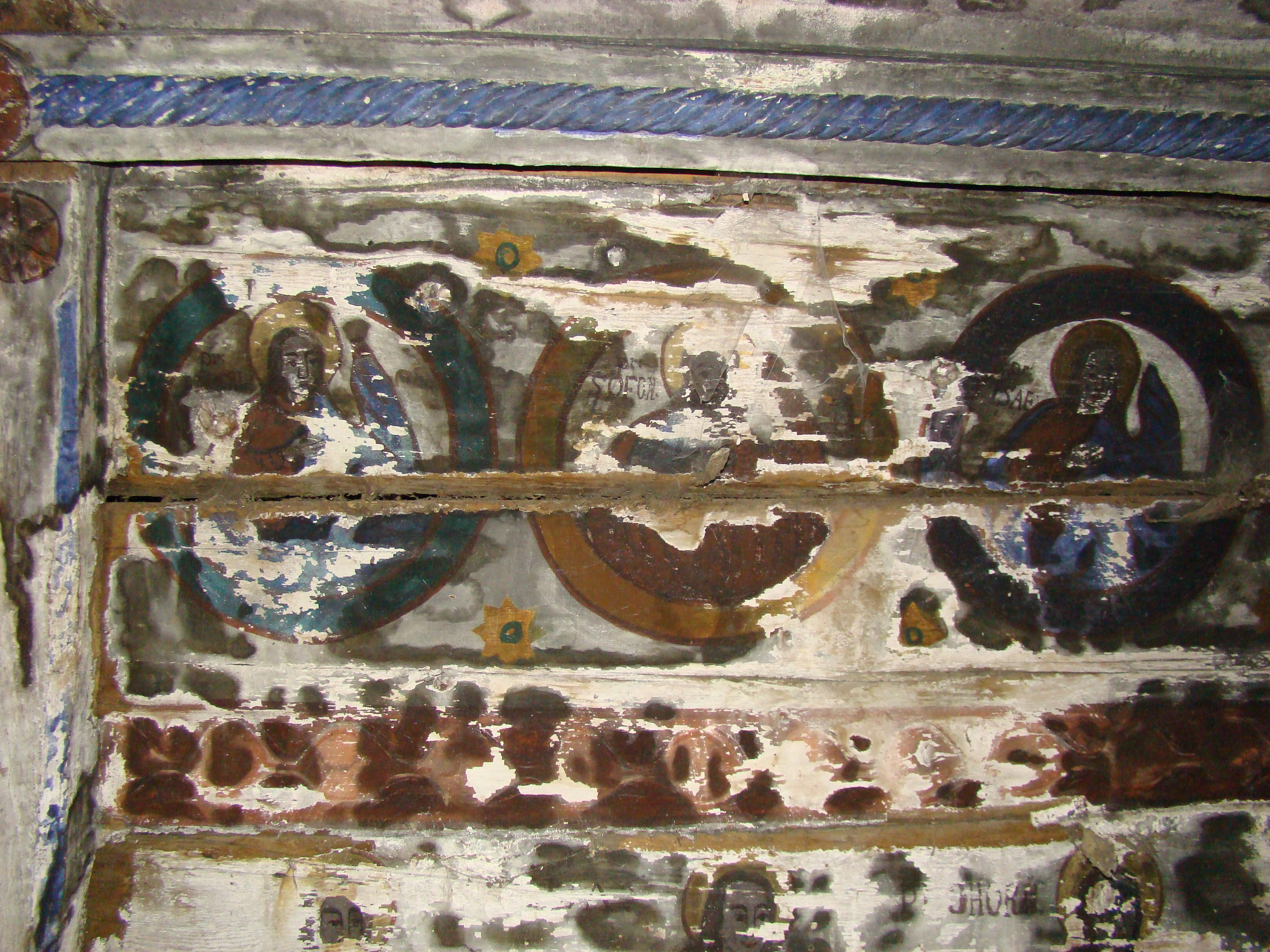
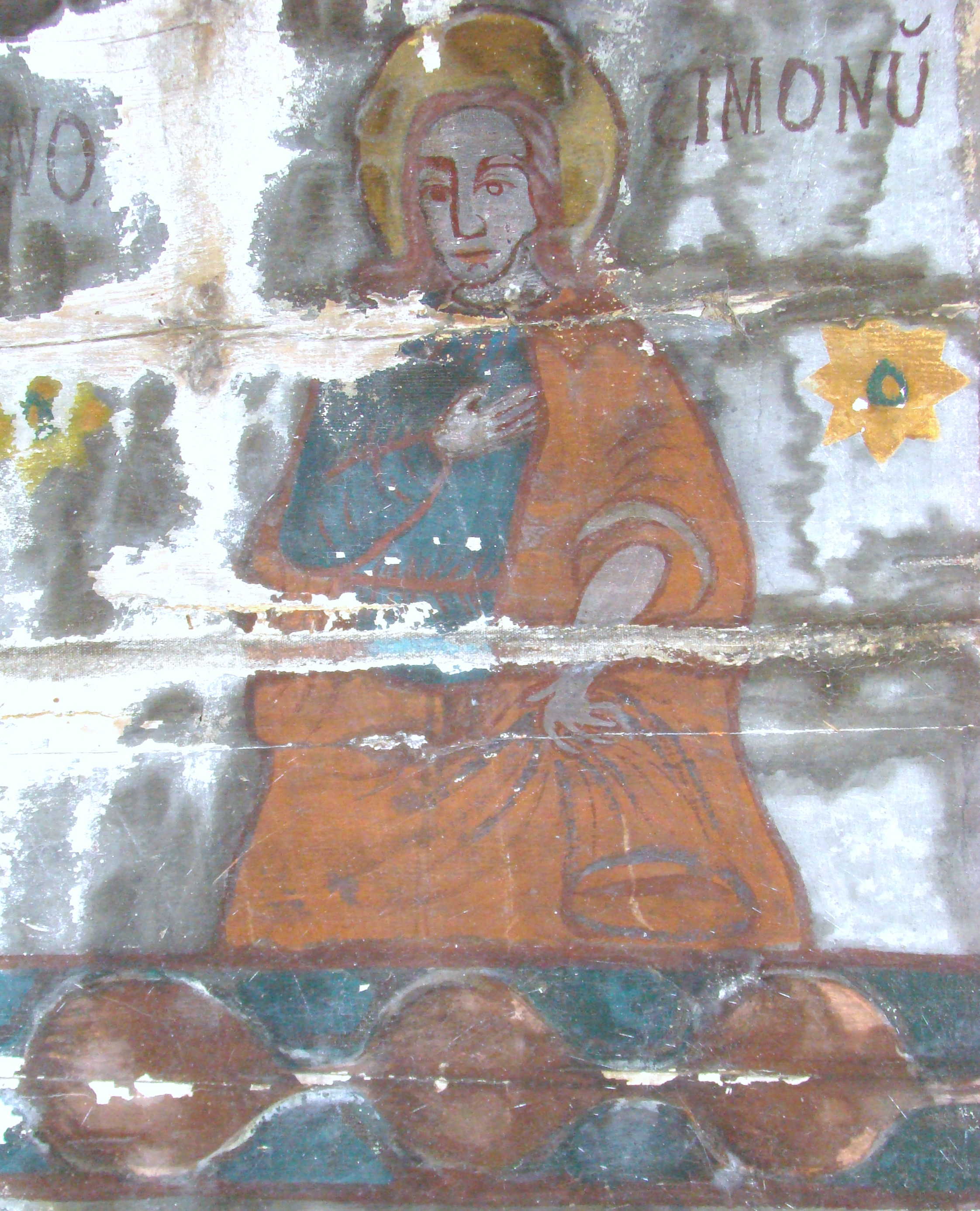
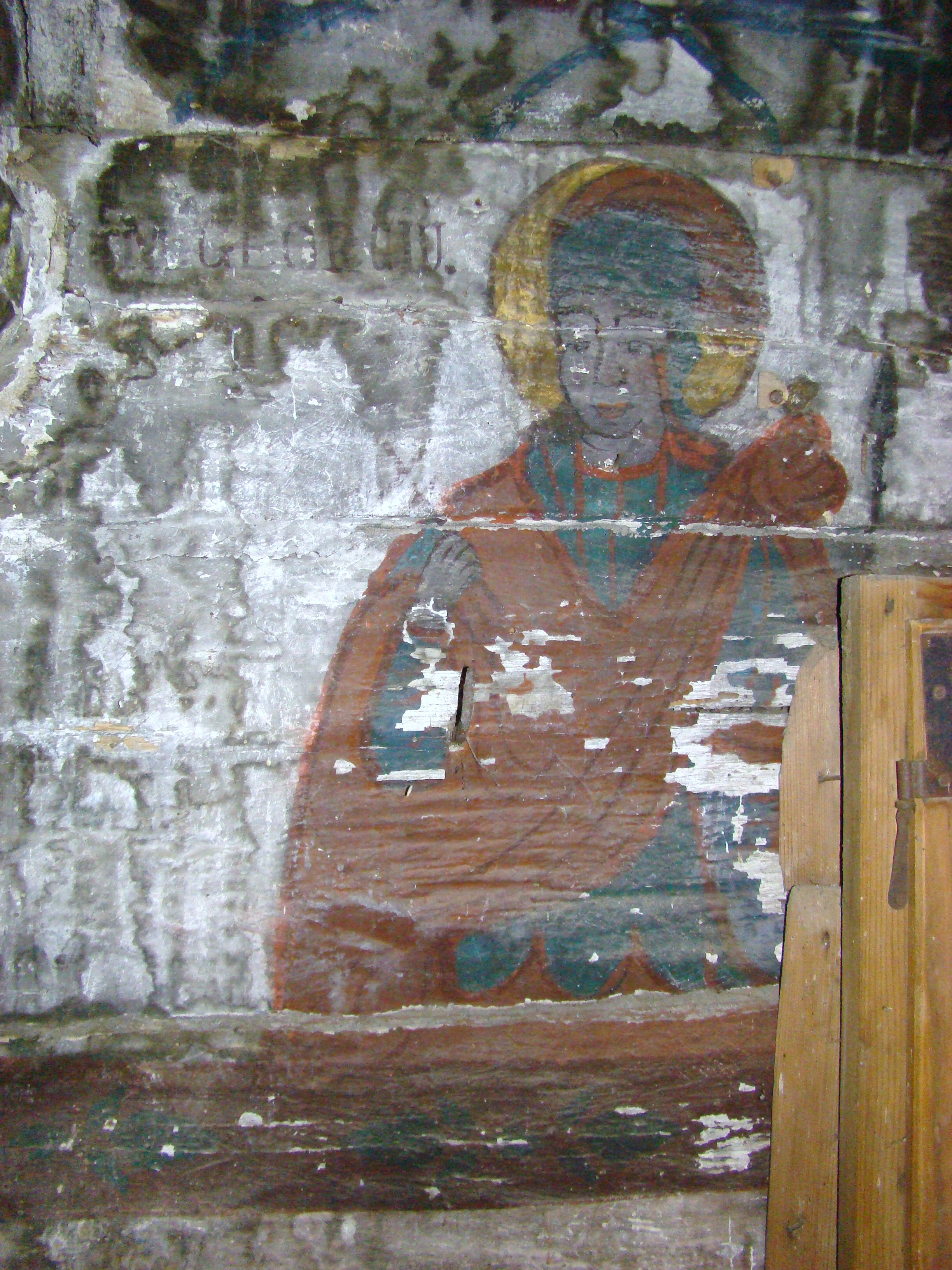
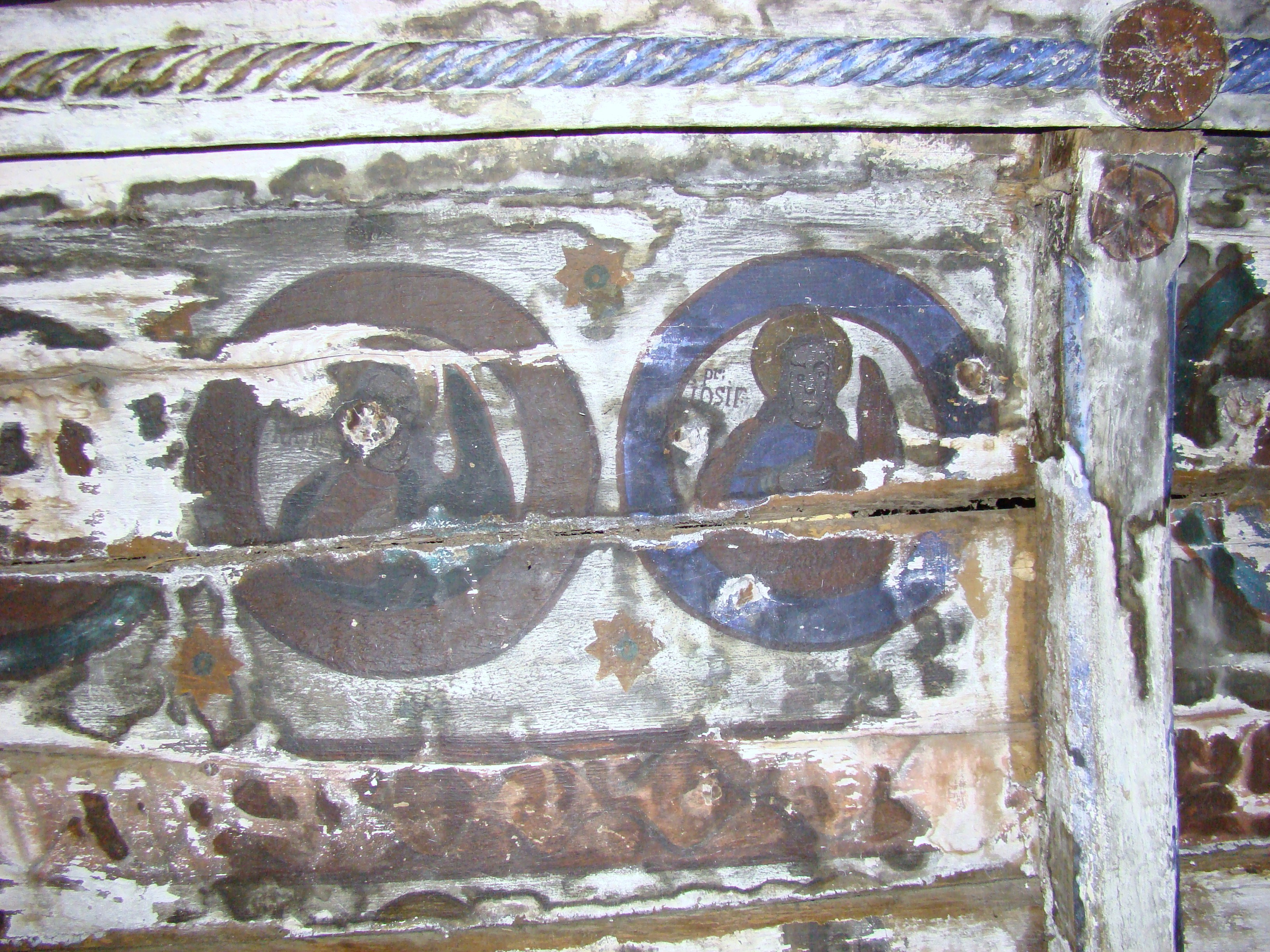
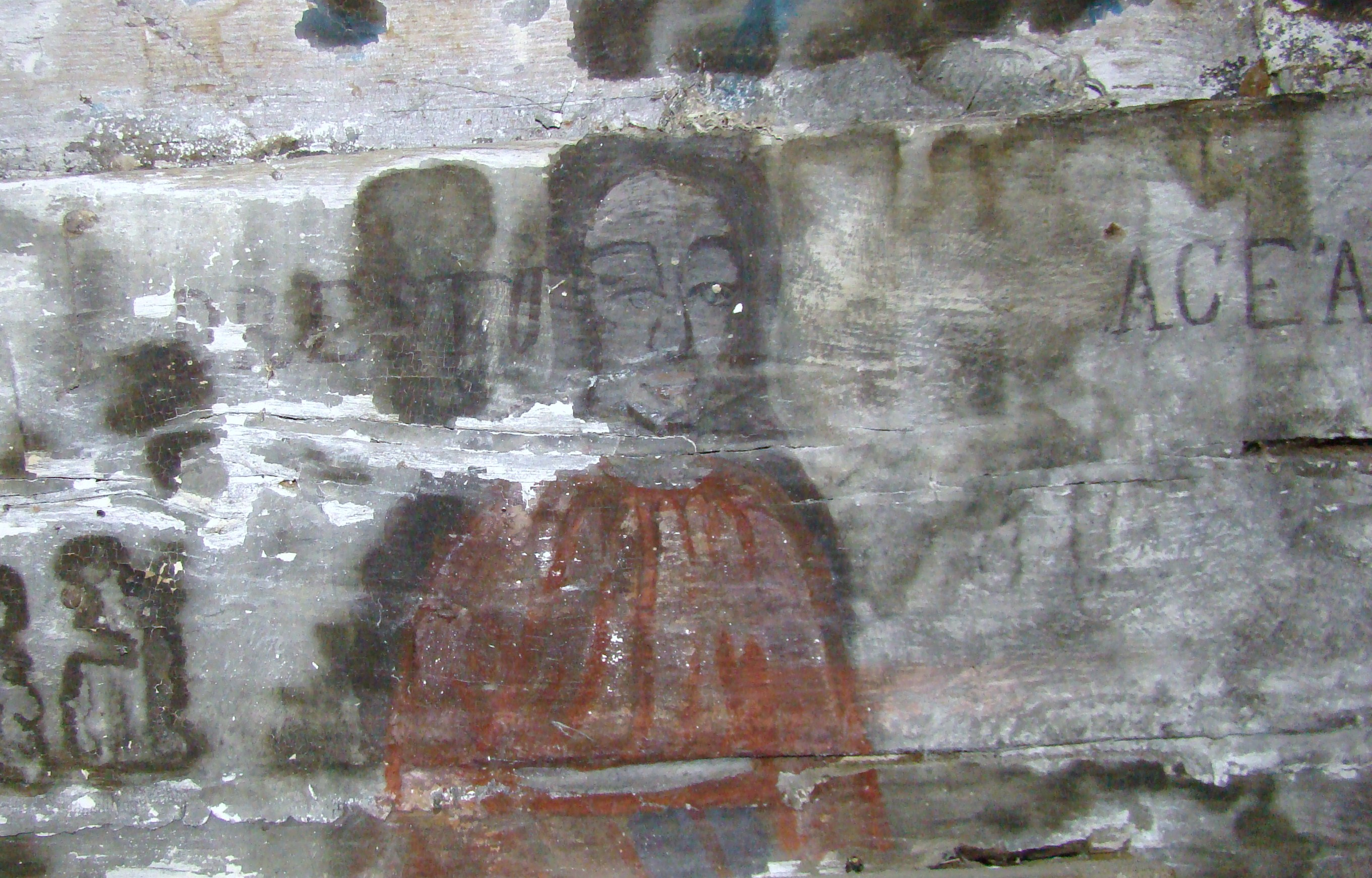
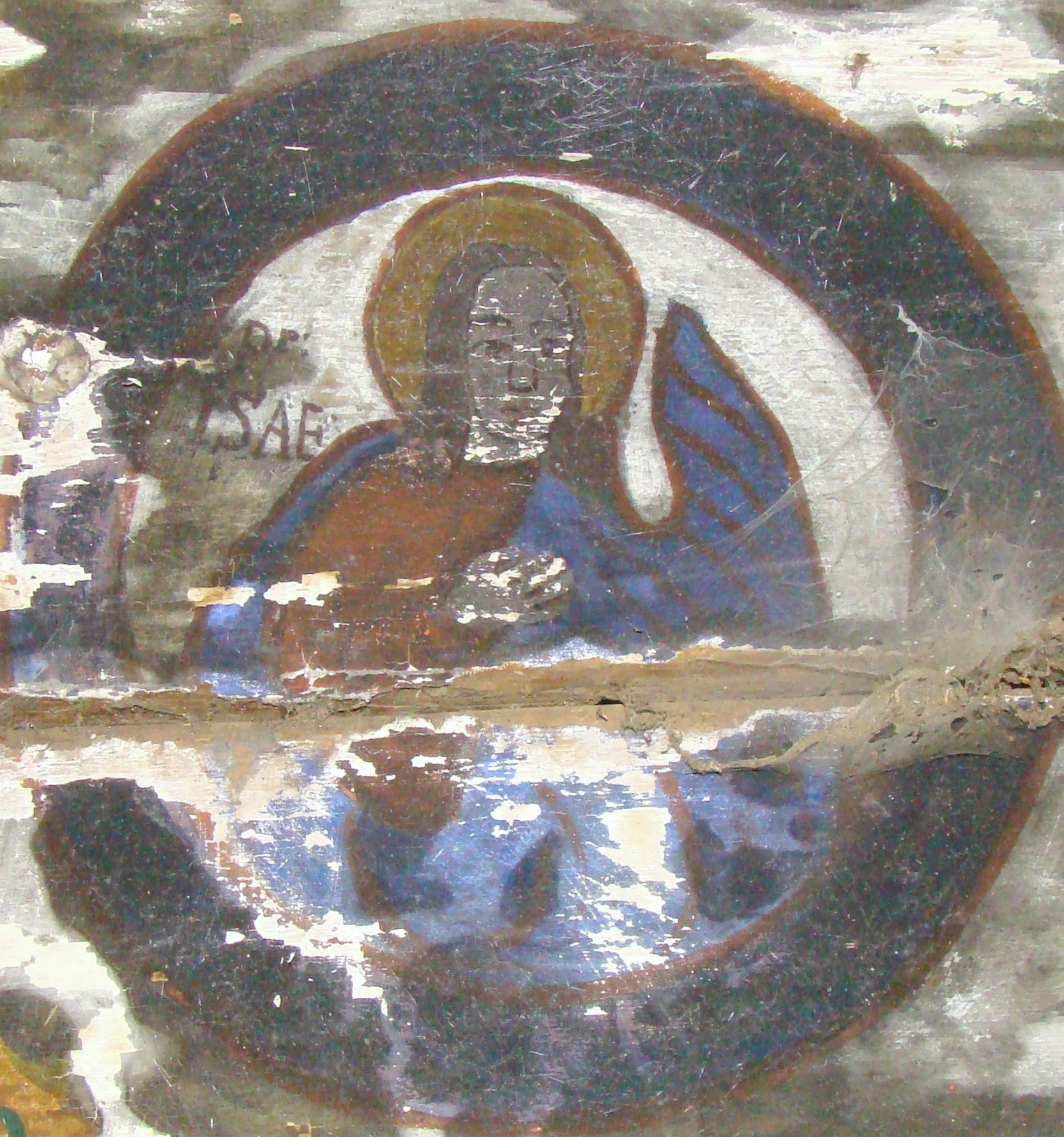
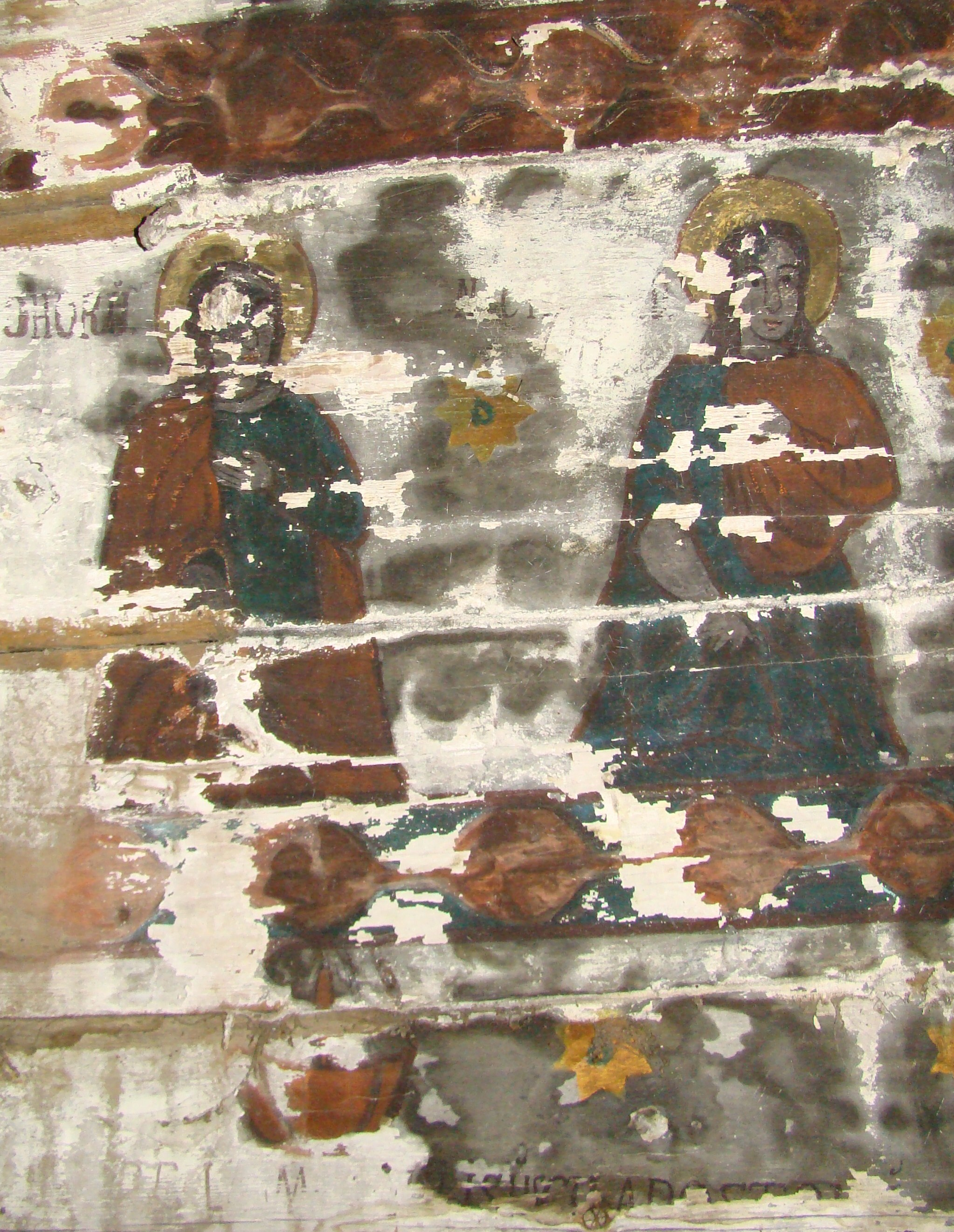
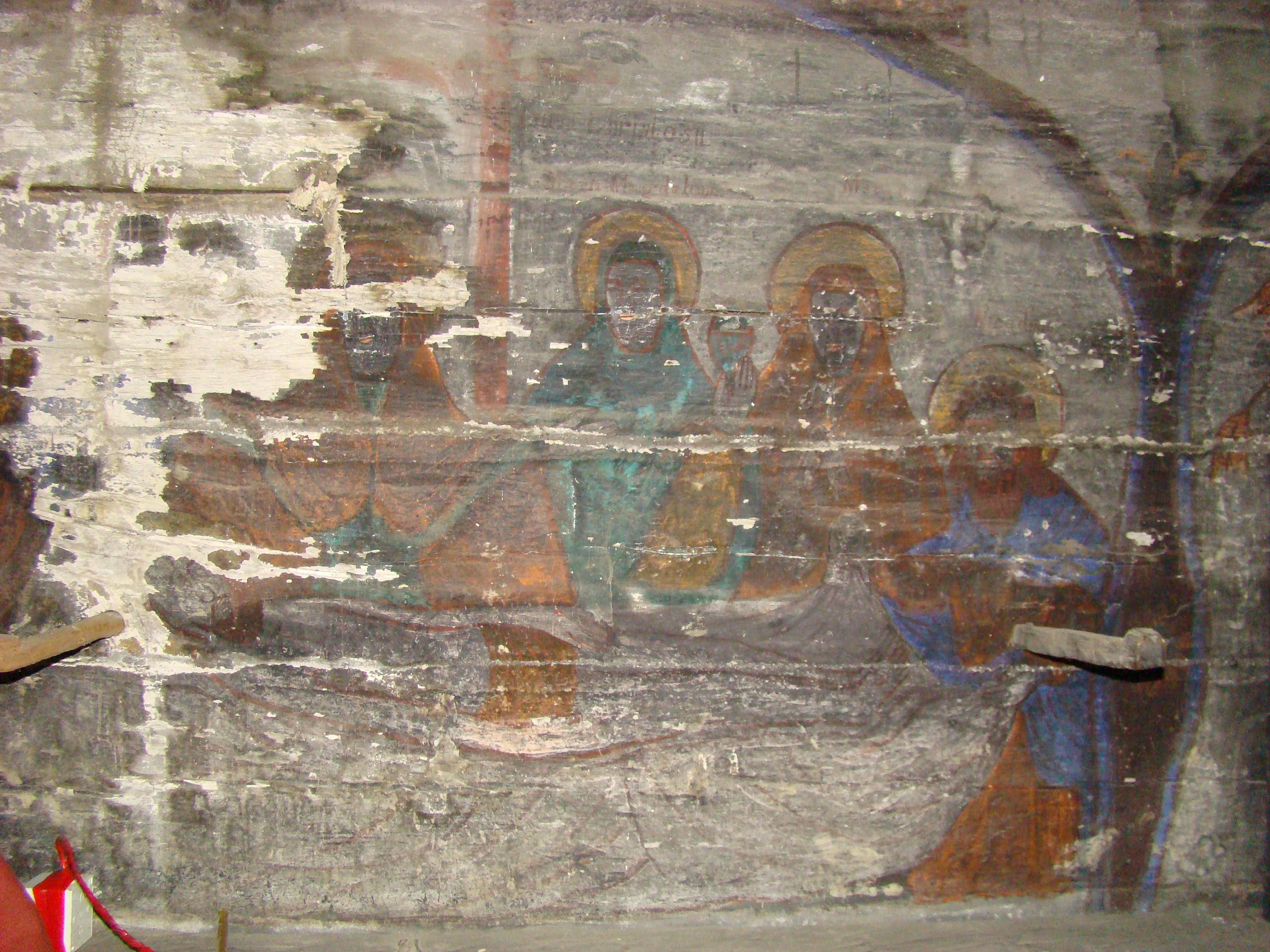
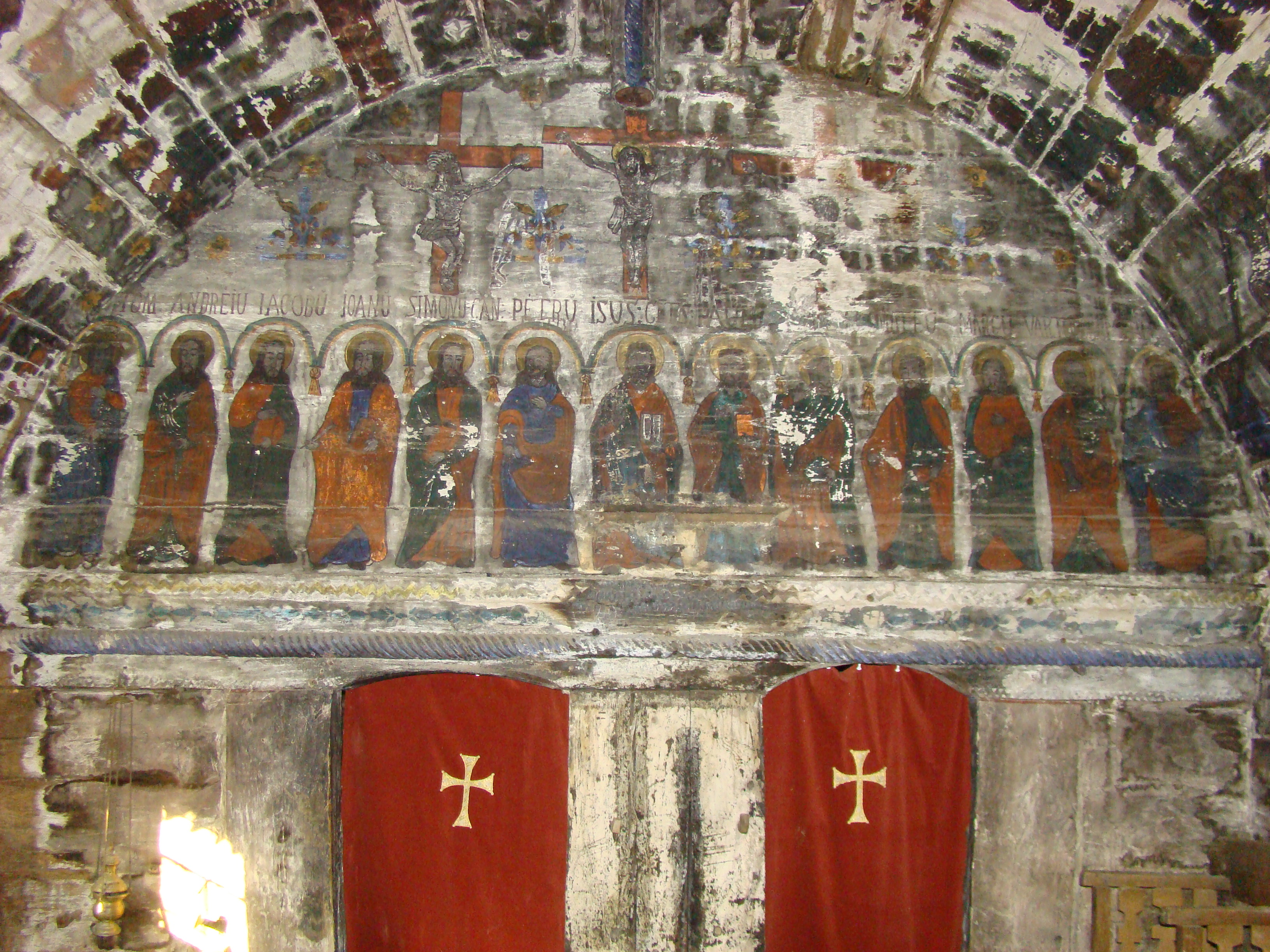
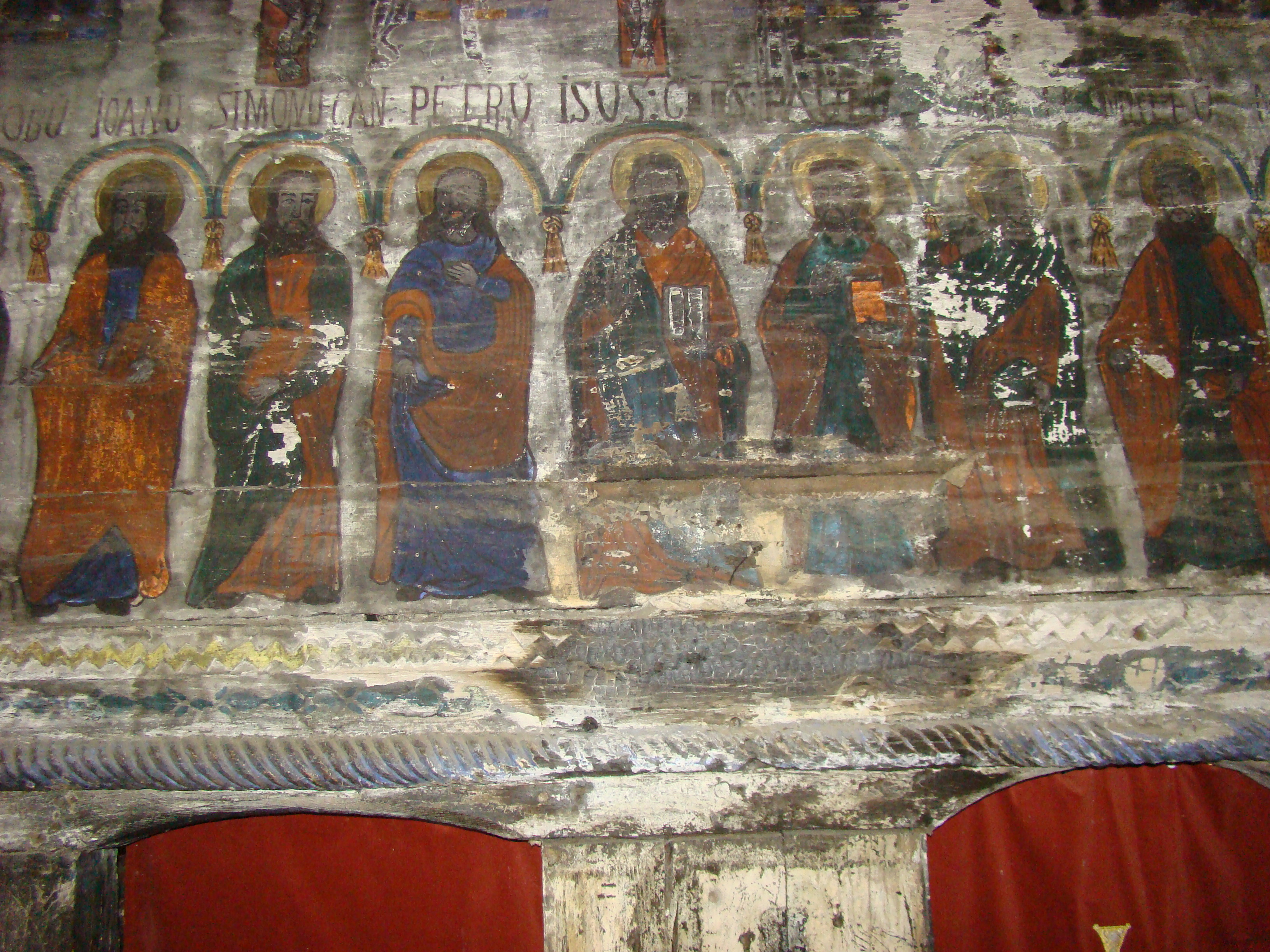
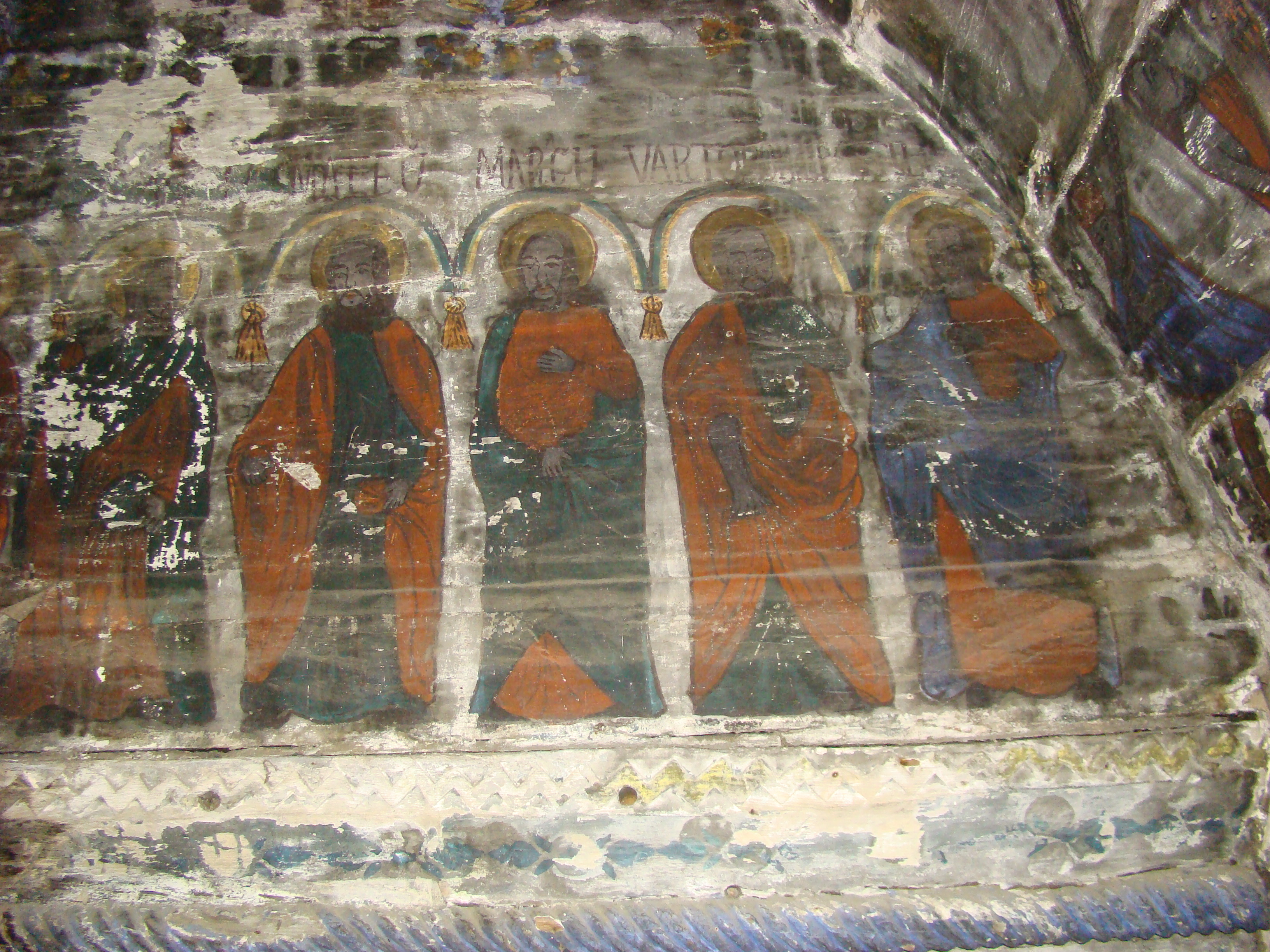
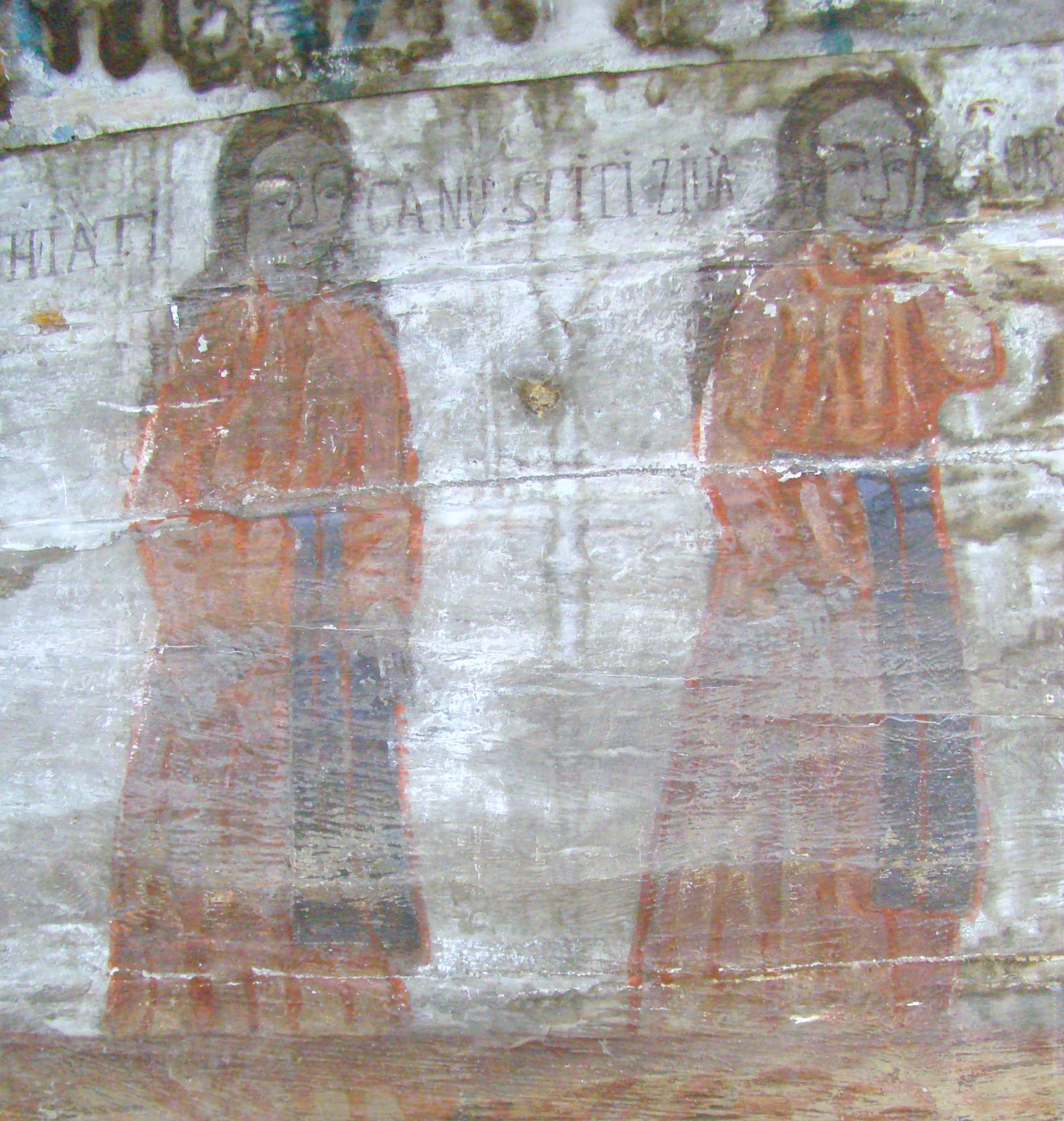
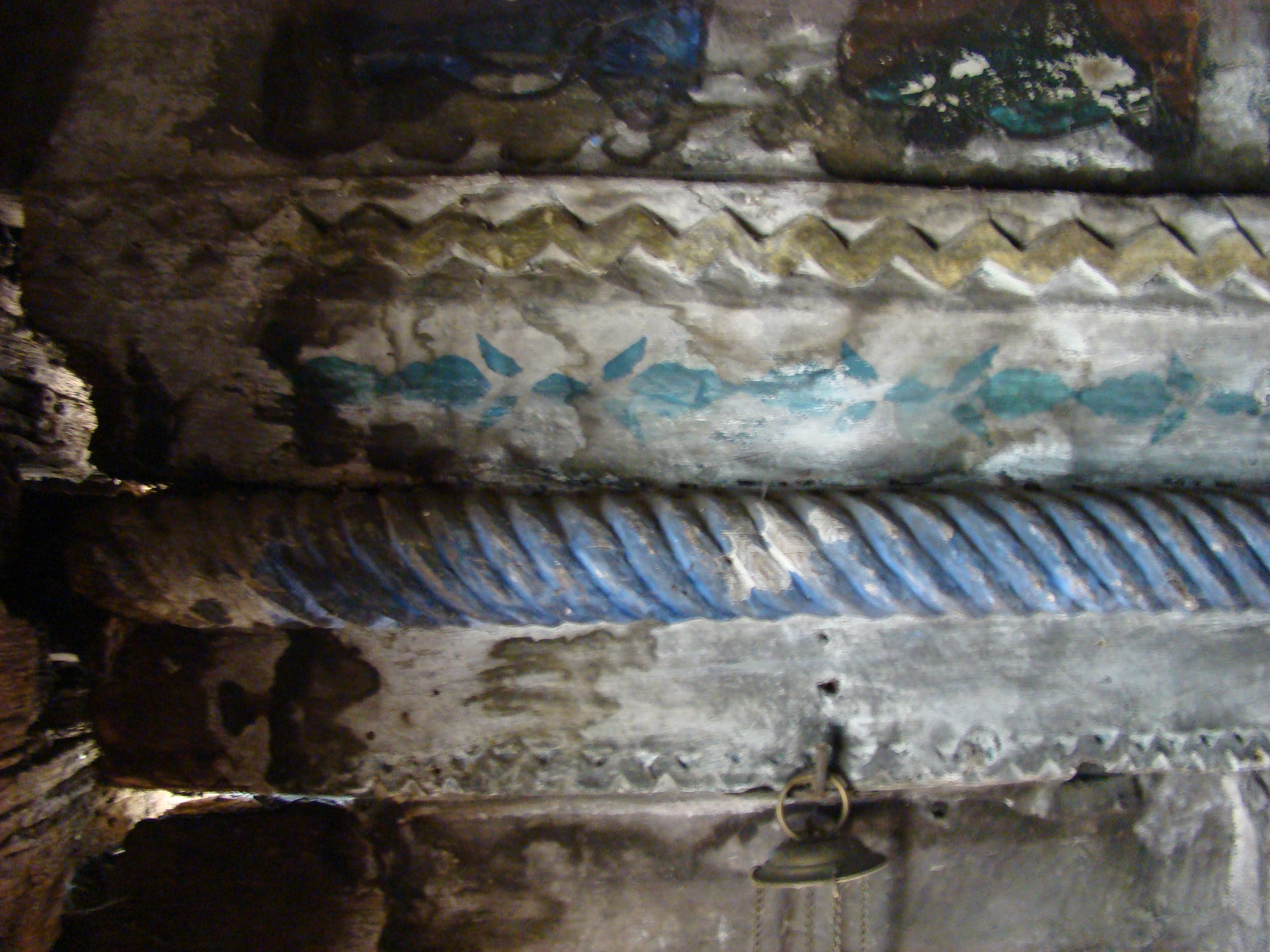
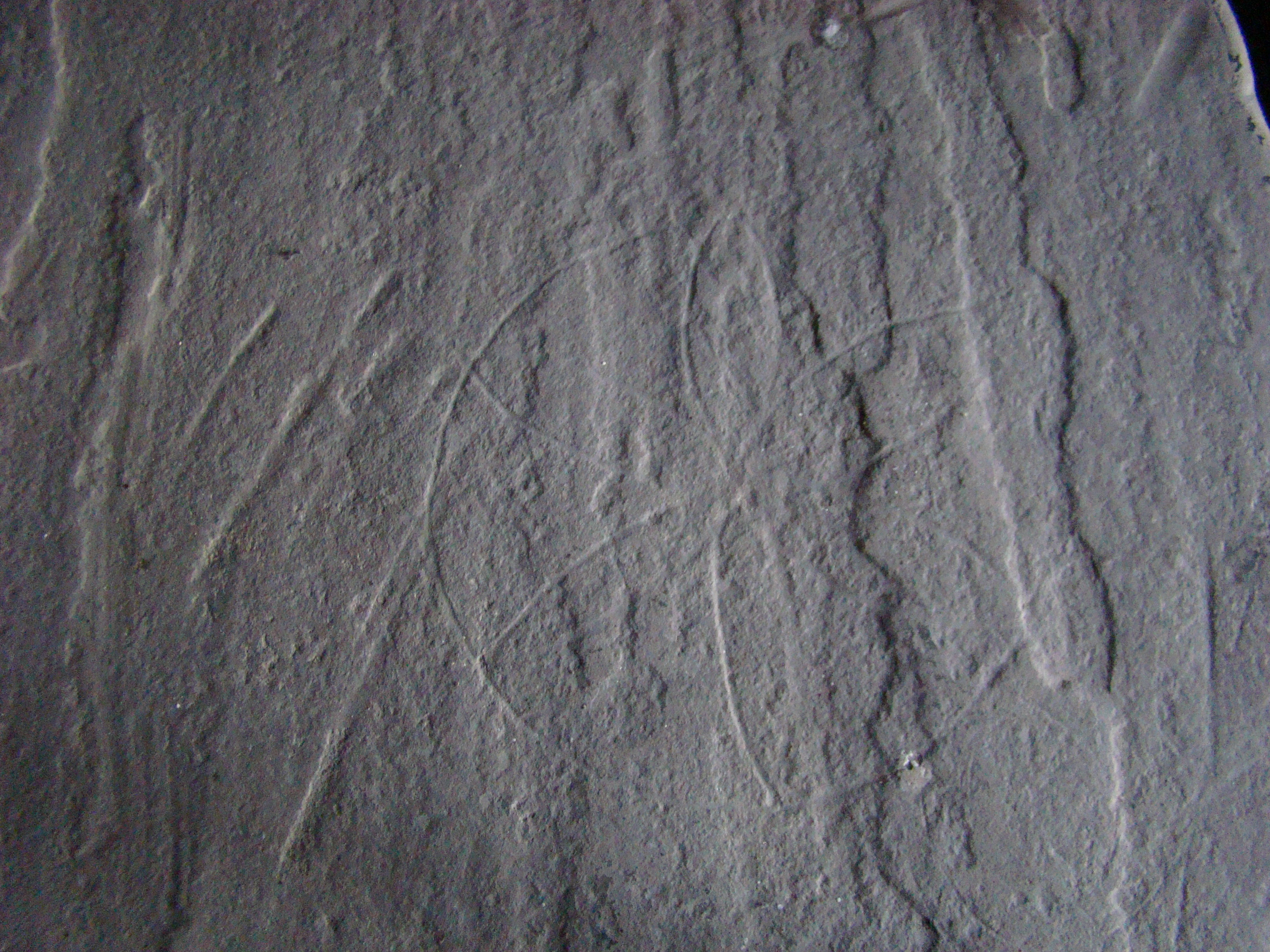
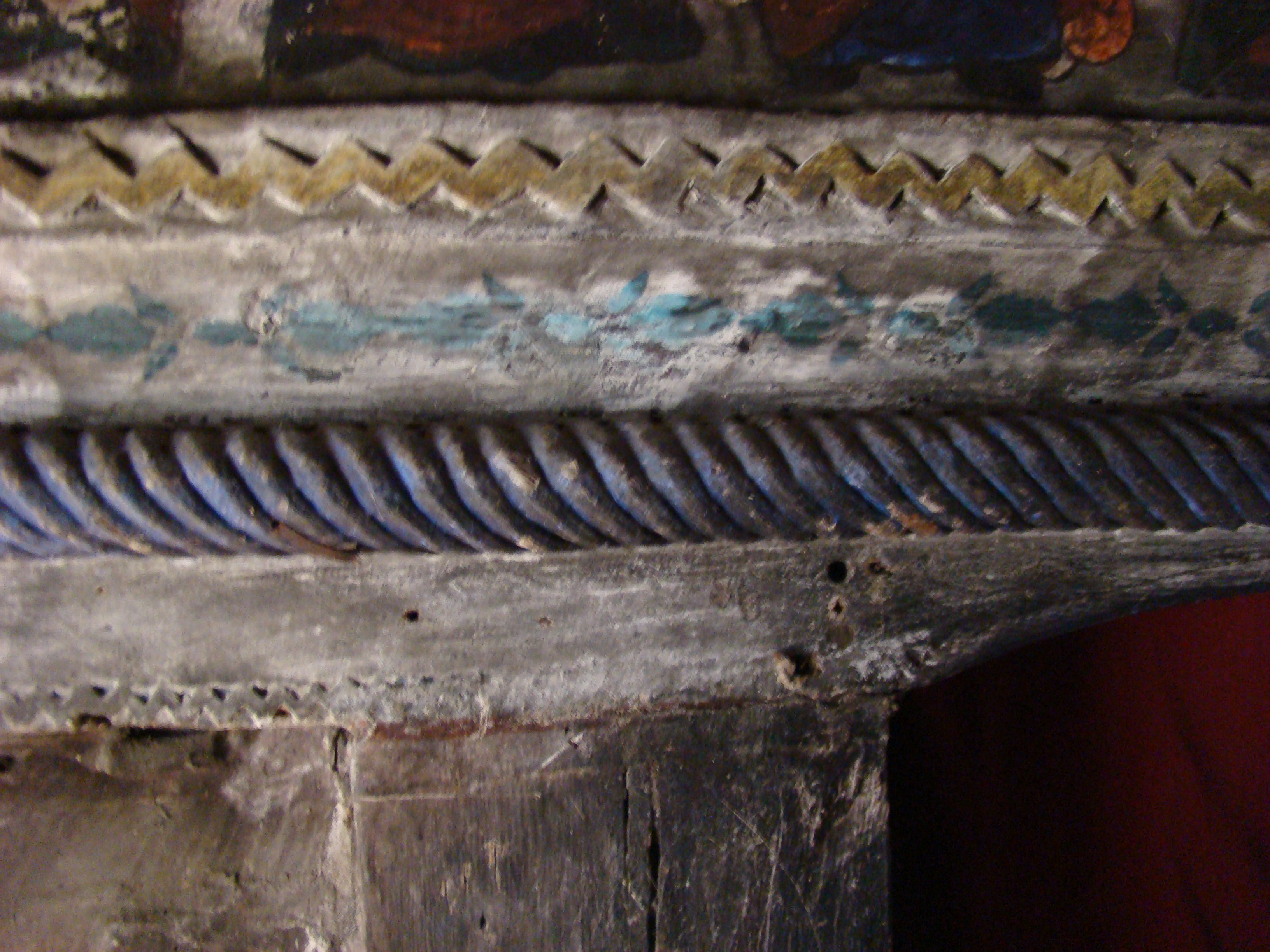
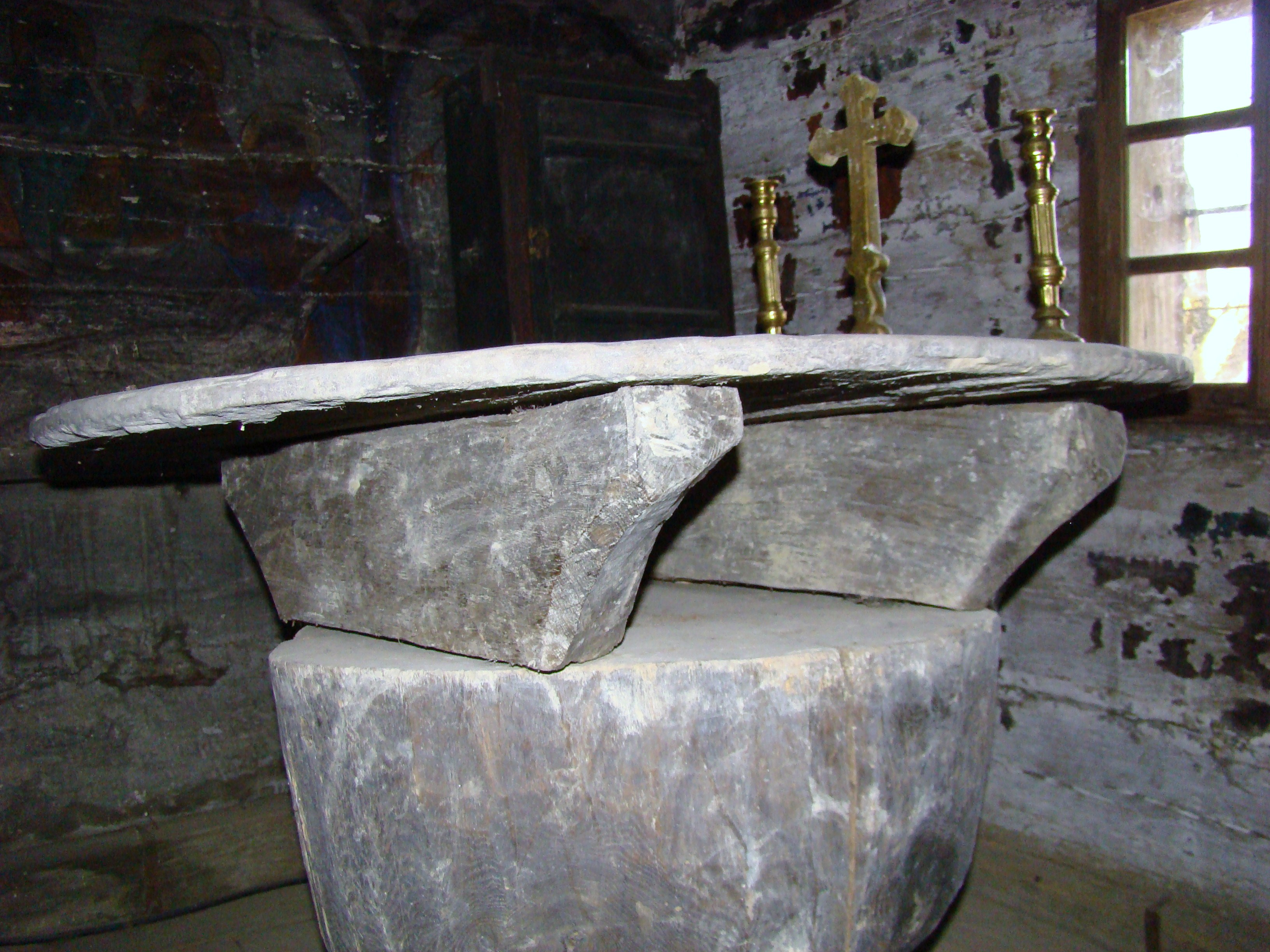
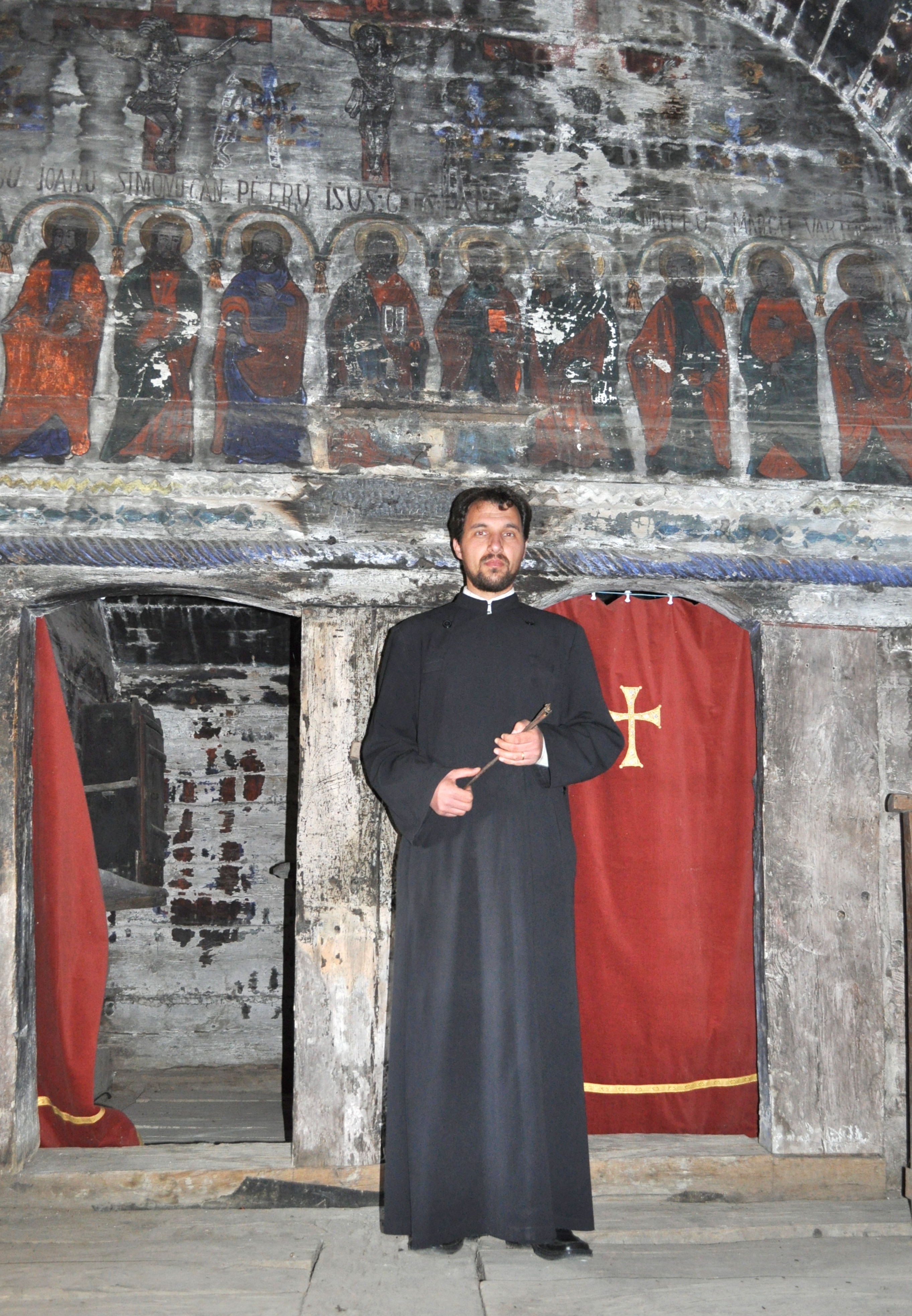
Preotul paroh Moldovan Gabriel